# オウム真理教

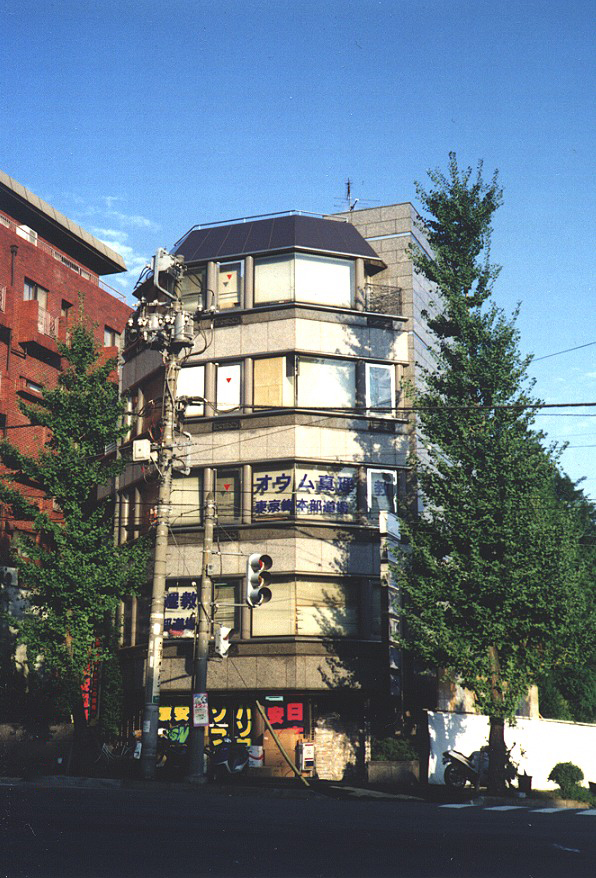
青山総本部（1994年に東京・南青山にて撮影、2015年4月解体）

オウム真理教（オウムしんりきょう、英語:Aum Shinrikyo）はかつて存在した日本の新興宗教、カルト組織、テロ組織。
当初は宗教団体として活動したが、次第に宗教に偽装した犯罪組織としての活動を強めていき、宗教を犯罪・洗脳・金儲けの隠れ蓑として利用した。1988年から1995年の間に教団と敵対していた弁護士一家殺害、信者・元信者へのリンチ殺人や信者家族の拉致監禁殺害を繰り返し、毒ガスを使った松本サリン事件や地下鉄サリン事件等のオウム真理教事件を発生させた。教祖の麻原彰晃や信者の大半が20代・30代の若者であるなど、他宗教と比較して年齢層の若い組織であった。
1996年1月に宗教法人としての法人格を失ったが活動を継続。2000年2月に破産し「オウム真理教」の名称は消滅した。同時にオウム真理教の後継団体となる「アレフ」が設立された（後にアーレフに改称、その後にAlephに再改称）。その後に「ひかりの輪」「山田らの集団」「ケロヨンクラブ」に分岐した（法務省や公安調査庁はこの分岐について、麻原排除を偽装する「麻原隠し」のための策と認定している。その一方、東京地方裁判所は、麻原を批判する「ひかりの輪」については、「ひかりの輪とアレフの性格は相当に異なるものとなっている」「ひかりの輪とアレフは対立関係にあると評価することができる」と事実認定しており、元公安調査官を含む有識者が構成する外部監査委員会も法務省・公安調査庁の見解を否定している）。2018年に麻原を含む元教団幹部ら13名の死刑が執行された。

## 概説
地下鉄サリン事件を筆頭に、現世人の魂を救済する「ポア」を大義名分として、組織的に数多くの殺人事件を起こした新宗教団体である。教祖である麻原彰晃（本名：松本智津夫）は、「ヒマラヤで最終解脱した日本で唯一の存在で空中浮揚もできる超能力者であり、その指示に忠実に従って修行をすれば誰でも超能力を身に付けることができる」、などと謳い若者を中心とする信者を多く獲得した。教義的にはヒンドゥー教や仏教、さらにキリスト教といった諸宗教に合わせ、1999年に世界に終末が訪れるとするノストラダムスの予言など、終末論が交錯していた。麻原自身は釈迦の教えを忠実に復元したとしていたものの、実際のところ麻原にとって都合の良いものとなっていた。その後、一般社会との関わりにおいて麻原を初めとした教団幹部らが自身にとって都合の良い解釈を繰り返し、次第にテロ組織に変わっていった。
当初はヨーガを学ぶ和気藹々としたサークルに過ぎなかったが、次第に常軌を逸した行動が見え始め、出家信者に全財産をお布施させたり、麻原の頭髪や血、麻原の入った風呂の残り湯などの奇怪な商品を高額販売するなどして、多額の金品を得て教団を拡大させた。内部では奇怪な商品の売付けや過激な修行で懐疑的になり逃走を図った信者を拘束・殺害するなどした。1988年から1994年の6年間に脱会の意向を示した信者のうち、判明しているだけでも5名が殺害され、死者・行方不明者は30名以上に及び、恐怖政治で教祖への絶対服従を強いていた。
「出家」や高額の布施を要求し信者の親族その支援者と揉め事が多く、当初より奇抜、不審な行動が目立ったため、信者の親などで構成される「オウム真理教被害者の会」（のちに「オウム真理教家族の会」に改称）により、司法、行政、警察など関係官庁に対する訴えが繰り返されたが、取り上げられることなく、その結果坂本弁護士一家殺害事件をはじめ松本サリン事件、地下鉄サリン事件などのテロを含む多くの反社会的活動（詳細は「オウム真理教事件」を参照）を起こしたほか、自動小銃や化学兵器、生物兵器、麻薬、爆弾類といった教団の兵器や違法薬物の生産を行っていた。
第39回衆議院議員総選挙での真理党の惨敗もあり、最終的には一般社会と敵対するようになり、麻原に帰依しない部外者を「ポア」により「救済」するとして、国家転覆計画すらも実行するようになった。その到達点と言える1995年3月20日の地下鉄サリン事件は、宗教団体が平時の大都市を狙い複数箇所を強力な化学兵器で同時多発テロを起こすという過去に類のない事件であり、サリンにはナチスですら使用を躊躇った歴史があることや、比較的治安の良い戦後日本で起きたことも含めて、日本国内だけでなく、世界にも大きな衝撃を与えた（海外ではTokyo Sarin Attack等と称された）。
1996年（平成8年）1月に宗教法人としての法人格を失ったが活動を継続。2000年（平成12年）2月には破産に伴い「オウム真理教」としては消滅した（2009年に破産手続きが終了した）。同時に、新たな宗教団体「アレフ」が設立され、教義や信者の一部が引き継がれた。アレフは後に「Aleph」と改称され、また2007年（平成19年）5月に上祐史浩を中心とした別の仏教哲学サークル「ひかりの輪」が、2014年（平成26年）〜2015年（平成27年）頃にAleph金沢支部の山田美砂子（ヴィサーカー師）を中心とした「山田らの集団」と呼ばれる分派（自称ではない）が結成された。また、既に目立った活動はなく崩壊したと見られているが、北澤優子により「ケロヨンクラブ」なる組織が分派して結成されていた時期もある。
2018年には麻原をはじめとした幹部達の死刑が執行されたが、Alephを中心に未だに麻原信仰は根強く、後継組織の施設周辺は抗議の看板が掲示されるなどしている。2020年現在も日本の公安調査庁は団体規制法により後継団体の動向を監視している。公安調査庁の調査では、米国政府、欧州連合（EU）、オーストラリア政府、カザフスタン・アスタナ市裁判所、ロシア連邦最高裁判所からテロリストの認定を受け、各国で活動を禁止されている。

## 名称
「オウム（AUM）」とは、サンスクリット語またはパーリ語の呪文「唵」でもあり、「ア・ウ・ム」の3文字に分解できる。Aは創造、Uは維持、Mは破壊を表しており、三文字の意味は「無常」、すなわちすべては変化するものであるということを表している。
また麻原自身の解説によれば「真理」の意味は、釈迦やイエス・キリストが人間が実践しなければならないものはこうであるという教えを説いたものであるが、その教えの根本であるものを「真理」と呼ぶ。特にチベット仏教や原始仏教の要素をアピールしたため仏教系とされることも多いが、あえて仏教を名乗らなかった理由は、「仏教」という言葉自体が釈迦死後に創作されたものであるからとしている。また真理と密接に関係のあるものが科学である。
しかし、実は命名には京都の私立探偵・目川重治が関わっていたという。目川は「松本智津夫」から天理教の全容の調査を依頼され、その調査結果を松本に手渡した。その際、目川があんりきょう、いんりきょう・・・と「あ」から続けていき、「しんりきょう」に至ったという。「オウム」は目川の家の向かいにあったオーム電機とオームの法則に由来し、目川が「オームなんていいんじゃないか？」と勧めたとされる。後に目川は松本が麻原彰晃であると知った。
時期は目川の手記では1978-1979年頃、ノンフィクションライターの髙山文彦および東京新聞記者瀬口晴義の文献によれば1984年春頃とされている（詳細は「目川重治#オウム真理教」を参照）。高山は勢力を拡大し教団名が市の名前（天理市）にまでなるに至った天理教を自分の夢と重ねていたのではないかとする。

## 沿革

### 鍼灸院から超能力・ヨーガ教室へ
1978年、松本知子と結婚し、千葉県船橋市の新居に「松本鍼灸院」を開院し、タウン情報誌の広告で「中国で学んだ松本智津夫の中国式漢方総合治療室」と称し腰痛、ムチウチ、肩こり、頭痛で悩む方、「美しく痩せたい方」を募集した。なお、「あん摩マツサージ指圧師、はり師、きゆう師等に関する法律」では医業の広告や医業類似行為も規制されており、虚偽誇大広告は禁止されている。既にこの頃、予備校時代からのブレーンが若者を勧誘して「世直しの集会」を開き、鍼灸師は「仮の姿」と語っていた。同年9月には診察室兼漢方薬局の「亜細亜堂」を開業し、耳つぼに鍼を打って痩せる施術をしたり、こんにゃく、ミカンの粉末をダイエット食品として販売した。鍼灸師の長兄もミカンの皮を「体内を浄化する薬」として1回2万円で販売しており、麻原はこれを真似たともいう。1980年7月、保険料の不正請求が発覚し、670万円の返還を要求され、亜細亜堂を閉鎖したあと、8月に阿含宗に入信した。
1981年2月、船橋市高根台に「BMA薬局」（BMAはブッダ・メシア・アソシエーションの略）開局。さらに無許可の漢方薬やダイエット薬品を製造する「天恵の会」では4千万円を売り上げたが、1982年6月、詐欺被害の訴えによって薬事法違反で逮捕、20万円の罰金刑を受ける。
逮捕後、ヨーガ・スートラを研究。のちに麻原は、この頃、気学、四柱推命、奇門遁甲などの中国運命学、特に仙道を修行し、気を体内に循環させ尾骶骨付近に眠っている霊的エネルギーを一気に頭頂に突き抜けさせる大周天を習得し、さらに幽体離脱、手当て療法などの超能力を身につけたという。1982年には、経営塾などをやっていた西山祥雲に弟子入りし「彰晃」の名をもらい「松本彰晃」を名乗る。

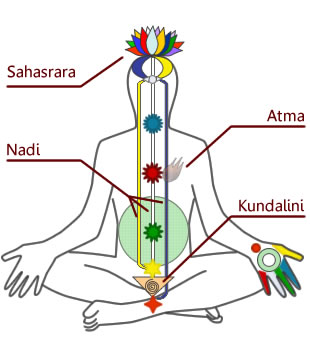
クンダリニー・ヨーガにおける位置。上部の花弁:サハスラーラ・チャクラ、最下部はクンダリニー

1983年（昭和58年）夏（28歳）、阿含宗脱会。東京都渋谷区桜丘に、サイコロジー（心理学）・カイロプラクティック・仙道・ヨーガ・東洋医学・漢方などの塾「鳳凰慶林館」を開設、塾生は女性に限定されており、ダイエット美容や健康法が中心だった。松本はこの時「麻原彰晃」と名乗り始める。
1984年（昭和59年）2月、「鳳凰慶林館」からヨーガ教室「オウムの会」へと鞍替えした。同年5月28日にはオウム株式会社を設立。この時、長兄に「教祖になってくれないか」と依頼している。この頃、麻原は平和健食も設立し、薬品「貴妃」を販売した。1984年6月には飯田エリ子の紹介で、麻原が販売する健康食品のモデルとして、石井久子が訪れる。当時は超能力の獲得を目指すアットホームで明るいヨガ教室だった。
1985年、麻原はオカルト雑誌等に空中浮揚の瞬間と称する写真を掲載したり、ヒヒイロカネについての記事を書いていくことで、世間に知られていく。オカルト雑誌の『月刊ムー』が、オウムの会を取材、写真付きの記事を掲載した。1985年9月、週刊プレイボーイ記者にヨーガによる解脱で核戦争による人類滅亡を乗り越えるのが会の趣旨であると述べる。オカルト雑誌『トワイライトゾーン』1985年10月号では、脚を組んだまま空中に浮かんでいるように見える写真やヨガのポーズをとった写真が掲載されたが、空中浮揚の瞬間を確認した者がいるわけではない。その他、同号では、2006年までに核戦争が起こり、核戦争は浄化の手段であるとし、選りすぐったレベルの高い遺伝子だけを伝えるとし、「仏教的・民主主義的な国、完璧な超能力者たちの国」、理想郷シャンバラを確立するために神になる修行をしたと述べている。高山文彦は、その著書『麻原彰晃の誕生』で『トワイライトゾーン』には毎号のように大金を投じて広告を載せ、連載枠を得たとしている。1985年12月にヒマラヤの完成者マニクラチューからインドへ来いとの啓示があり、1986年（昭和61年）1月、麻原はインドを訪問し、スワミ・アガンダナンダやパイロット・ババ（Pilot Baba）等と会う。

### 週刊誌『プレイボーイ』の空中浮揚の写真以降
1986年2月、週刊誌『プレイボーイ』に空中浮揚の写真が掲載される。普通の人間の場合は体の柔軟性の問題でヨガの蓮華座と呼ばれる脚の組み方をすること自体が難しいため実感しにくいが、このような脚の組み方をしていても実際には反動をつけてジャンプすることが出来る。この写真は、週刊誌記者らがオウムの道場を訪れて撮影したものであったが、単にこのようなジャンプした瞬間をうまく撮った写真に過ぎなかった。しかし、この記事には教団の連絡先も載せられ、麻原は、外部の者により超能力が証明されたとして、この写真を活用していく。1986年3月に仙道、仏教、密教、ヨーガの集大成として書籍「ザ・超能力秘密の開発法」を刊行、その表紙にこの写真を載せ、超能力として誇示する。会員は次第に増えていく。
1986年4月、オウムの会をオウム神仙の会と改称した。5月、精進湖キャンプ場での修行で、麻原は杉本繁郎ら弟子数人に対し、「今の国家を転覆させる」、明治維新も数人から始まった、将来はフリーメイソンと戦うことになる、と語った。
1986年5月から6月にかけてヒマラヤに行き「最終解脱」したとし、同時期に雑誌『トワイライトゾーン』に「解脱への道」の連載を開始した。麻原は「1986年夏、ヒマラヤで最終解脱した」と宣伝したが、インドのヒマチャル・プラデシュ州マナリ現地の僧侶たちは、「そんな話は聞いたことがない」という。麻原の最終解脱に疑いを持った弟子達がやめた。井上嘉浩には「渋谷で最終解脱した」と答えている。また、麻原は説法で「最終解脱」の先に「最終完全解脱」があるが「それは達成できなかった」と述べている。1991年頃、雑誌スパの質問に対して、麻原は「だって、仏陀が大勢現れて祝福してくれたんですよ」と述べるだけだった。
1986年8月の丹沢セミナーでパイロットババを招待した。しかし、麻原は、ババが水中サマディをせず女と金を要求したと不満で、のちの講話でババは嘘つきだと非難した。この丹沢セミナーに参加していた元ラジニーシコミューン日本支部にいた信者に対し、麻原はサンガ（出家）制度を作ってくれないかと依頼した。信者は、渋々引き受けた。最初の出家者は石井久子だった。同年秋、横浜市内の一軒家での共同生活が始まり、杉本や新実らのメンバーはそれぞれアルバイトなどで120万円を稼ぎ、教団へ布施した。同時期、在家信者の修行コースの料金も大きく値上げされ、「このぐらい出さなきゃ、解脱なんてできないんだ」と麻原は説明した。
1987年（昭和62）1月4日の丹沢セミナーで、密教修行者が魚を焼いて食べた事について、これは不殺生だが、その魚の魂を高い世界へ上昇させるポアであり功徳だ、チベット密教では盗賊を殺すことも功徳となるとし、「グルがやれと言ったことすべてをやることができる状態、例えばそれは殺人も含めてだ、これも功徳に変わる」「グルがそれを殺せと言うときは、例えば相手はもう死ぬ時期に来てる。そして、弟子に殺させることによって、その相手をポアさせるというね、一番いい時期に殺させるわけだね。」とすでに説いていた。
同年、インドのダラムサラに赴いてダライ・ラマと会見、そのとき撮った写真を本部道場のいたるところに貼らせ、ダライ・ラマと会えたことを誇示した。

### オウム真理教の成立
1987年（昭和62年）6月、東京都渋谷区において、従前の「オウム神仙の会」を改称し、宗教団体「オウム真理教」が設立された。「真理教」の名前は石井久子以外には「いかにも新興宗教」と不評であったが、麻原は救済のためと譲らなかった。宗教化後は多額の献金を要求するようになり、会員の三分の一が脱会した。7月には、解脱者を3万人出せば、そのサットヴァのエネルギーによって核兵器が無意味になり、真理は一つになると説法した。7月、機関紙『ＭＡＨＡ－ＹＡＮＡ』（マハーヤーナ）を創刊。同誌はやがて一般書店でも取り扱われるっようになり、一時は全国854書店で販売されたという。のちの1991年9月には、これに代わるように『エンジョイ・ハピネス』という雑誌が出る。これら雑誌はおおむね写真が豊富で、宣伝になるよう一般読者の興味を引く構成がなされていた。1987年8月に刊行した書籍「イニシエーション」では「1993年までに世界各国に二つ以上の支部ができなかったら、1999年から2003年までに確実に核戦争が起きる」と予言し、「核戦争を回避するためには、オウムの教えを世界に広めていかなければならない」と教団による人類の救済を説いた。1987年11月にはニューヨーク支部を設立。1988年元旦に刊行した著書『マハ一ヤーナ・スー卜ラ　大乗ヨーガ経典』で麻原は、「現代の人間は、まあ大体地獄か、餓鬼か、動物かに生まれ変わる（略）なぜかというと、まず殺生をしますね。盗みもします。邪淫もしますし、嘘もつく。酒は飲むと。これはもう救済の方法がない」と現代社会に対しきわめて否定的な見方をした。
1987年7月に入信した在家信徒は、太陽電池をエネルギーとし、学校、病院などのある村の建設計画を持っており、既に土地を取得したことをオウムに話すと、1988年教団はそのアイデアを流用して日本シャンバラ化計画を打ち立て、ロータス・ビレッジ構想を発表した。その後、知らない内に土地、山林、工場、会社が石井久子名義になっていたため、脱会した上で訴訟となった。1996年4月、和歌山地裁は登記取消を認め、元信徒は勝訴した。
1988年（昭和63年）頃、麻原はチベット亡命政府の日本代表であったペマ・ギャルポに接触し、ダラムサラに紹介され、訪問前に10万ドルを、その後、150万ドル以上をダラムサラに対し寄付した。3月に麻原はカギュ派のカル・リンポチェ師を訪問する。同師は麻原に「体験は解脱ではない」と戒めるかのように語りながら、「ヴァジラヤーナ（金剛乗）」の教えには、他に手段が無ければ、大きな悪を働こうとしている人を殺すことを肯定する場合があるとも話した。この時以来、麻原は「ヴァジラヤーナ」という言葉を盛んに使い始めた。7月6日にはダライ・ラマ14世と会っている。麻原側はダライ・ラマ14世が日本の仏教は本来の姿を見失ってしまっているから、君が本当の宗教を広めなさいと告げたとしてオウム真理教の宣伝に大いに活用した。帰国直後の7月21日に麻原は、ヴァジラヤーナは救済を成功させる道で、「グルのためには殺生ですらしなければならない」と語った。8月に富士山総本部道場の落成記念イベントに招待されたカル・リンポチェ師は、麻原を称賛し、「あなた方のグルに奉仕し、そして彼がするようにといったことは何でもするようにしなさい」と説法し、自分をミラレパに、麻原をカギュ派を拡大したガンポパに例えた。カル・リンポチェ師の称賛によって、多くの信者は麻原への帰依を強め、宗教学者中沢新一もオウム肯定の根拠とした。

### 信者死亡事件から信者のポアへ
1988年（昭和63年）9月22日、在家信者死亡事件が発生。被害者信者の遺体はドラム缶に入れられ護摩壇で焼かれたが、麻原はその場に立ち会い、「いよいよこれはヴァジラヤーナに入れというシヴァ神からの示唆だな」とつぶやいた。
10月頃、富士宮市人穴に総本部道場が建設された、麻原は10月に、ヴァジラヤーナ（金剛乗）のプロセスに入ってきたとし、自己を空っぽにしてグルへの絶対的な帰依を説き、「凡夫の救済、地獄化した人間の救済は不可能かもしれない（略）新しい種、霊性の高い種を残すことが私の役割だ。」と説き、11月に麻原は遠藤誠一に、国家が宗教弾圧しようと警察がきたらどうすると問い、「本署ごとポアしちゃえばいいんだよ」と述べている。1989年1月、麻原は「資本主義と社会主義をつぶして宗教的な国を作る。オウム信徒以外は生き残らない」と幹部に語った。
前年9月に起きた信者死亡事件の隠蔽をするため1989年2月10日に男性信者殺害事件を起こした。事件直後の説教では仏陀の前生の話として、ある悪人が船に乗った300人の貿易商の財産を奪おうとしていたが、仏陀（の前生）はこの悪人のカルマが悪かったのでポア（殺害）した、つまり、高い世界に転生させる為の殺害であると説教して正当化した。また、殺害を実行した新実智光が動揺しているのを知った麻原は、救済するための悪行・殺生で地獄に行くことは本望であるというヴァジラヤーナの詞章を毎日唱えさせた。
宗教法人認証
1989年（平成元年）3月1日、教団は宗教法人に適用される税制優遇（布施などが非課税になる）や社会的認知を得ようとして宗教法人規則認証申請書を東京都に提出した。しかし、信者の家族からの苦情により、都は受理を保留した。 4月24日に教団は東京都庁に押しかけ、抗議した。翌4月25日、麻原は「真理が権力に潰されるような事態になるとするならば、君たちは真理のために戦うか」と問うと、信者全員が「戦う」と答え、麻原は「日本そのものがオウム真理教に、仏陀の国に変わる日は近い」と説いた。4月29日には富士山総本部で「例えば国家的な弾圧が真理に対して向けられると。その時に自己の肉体が投げ出せるかと。真理を弾圧する国家にとって真理は当然邪法だろうから悪人呼ばわりされるだろう。その上に身体が傷つき、あるいは生命を捨てなきゃなんないかもしれないと。それに対して平気で捨てると。これが身体を供養するタントラの道と。」と説いた。同年5月25日に認証申請が受理された。さらに教団は同年6月1日に鈴木俊一東京都知事を相手取り同認証申請についての不作為の違法確認訴訟を提起した。8月16日には政治団体真理党の設立届を提出した。8月25日、東京都からの交付を受けて宗教法人認証を受けた。
1989年9月24日には世田谷道場で麻原は、ヴァジラヤーナの教えでは成就者が悪業を積んだ者を殺して天界へ上昇させることは、高い世界へ生まれ変わらせるための善行、立派なポア、功徳となると説いた。

### サンデー毎日スクープと坂本弁護士一家殺害事件
サンデー毎日は、1989年10月15日号で「オウム真理教の狂気」連載をスタートし、7週間にわたって告発報道を始めた。
第一弾発売日の10月2日、麻原らは編集部に押し掛けたが、交渉決裂した。牧太郎編集長の自宅近辺にはビラが貼り出され、電話攻撃や、街宣車が来た。毎日新聞社本社ビル内のトイレに一斉に同様のビラを貼った。オウムに批判的な報道をしたテレビ朝日「こんにちは2時」や文化放送などにも「ヤラセ、ウソ、偏見報道の責任をとれ」と担当者の実名、自宅住所、電話番号が書かれたビラをまいた。さらに教団は、サンデー毎日で証言した元信者の自宅にも押しかけ、記者を装ってドアを開けさせて車に連行し、「証言は事実に反する」という文書に署名させた。この書面をもって教団が抗議すると、フジテレビとテレビ朝日は訂正放送に応じた。
10月11日放送のテレビ朝日「こんにちは2時」の「大島渚の熱血！！生トーク」では、子供を出演させない約束だったが、麻原は永岡弘行被害者の会会長の息子の永岡辰哉を女装させて登場させ、麻原は「オウムが監禁しているか、白黒はっきりさせたい」と述べた。動揺した永岡が発言しようとすると、司会の大島渚がそれを遮って、「（番組は）オウム真理教を叩く意図はない」と述べると、永岡の息子が父は嘘つきだと非難を開始し、オウムの素晴らしさを語った。麻原は400人の出家信者のうち、親子問題が起きているのは10組だけで、その親たちは嘘を吹聴していると述べた。麻原に制された永岡会長は、ほとんど発言の機会が与えられないまま、番組は終わった。こうして、教団は生放送を出演条件とし、事前の打ち合わせを無視し、番組を教団宣伝の場所に変えることに成功、マスコミはオウムの弁護手段として利用されるようになっていった。
サンデー毎日のスクープでは、百万円で麻原の血液を飲ませる「血のイニシエーション」の根拠として、京都大学の研究が宣伝されていたが、京都大学はそのような研究は行われていない、と回答があった。坂本堤弁護士が青山吉伸教団弁護士に問い質すと、京大大学院生による教団本部での検査だと回答、結局教団は証拠となるデータを持ってこなかった。10月21日には、坂本弁護士の支援の下で「オウム真理教被害者の会」が結成された。10月25日には教団は毎日新聞社を名誉毀損による損害賠償請求訴訟を提起した。
10月26日にはTBSワイドショー『3時にあいましょう』のスタッフが、坂本弁護士へのインタビューを放送前にオウム幹部に見せたTBSビデオ問題が起きていた（この事件は、TBS側は否定していたが、1996年3月になって認めた）。10月31日の交渉で、教団が「信教の自由だ」と主張すると、坂本弁護士は「人を不幸にする自由など許されない」と答えた。 10月31日に発売されたサンデー毎日第五弾11月12日号では「肉食拒否の尊師がビフテキ弁当を売る欺瞞」では、霊感商法まがいの悪徳商法と報道した。11月1日、被害者の会は水中サマディや空中浮遊の公開実演を教団に要求した。
麻原は、坂本弁護士がオウム告発のリーダーであるとみなし、11月2日深夜（11月3日未明）、教団幹部らに「もうヴァジラヤーナしかない」と坂本弁護士のポア（殺害）を指示した。11月4日午前3時頃、オウム幹部ら6人が坂本弁護士宅に侵入し、一家3人を殺害した。午前7時頃、一行が富士本部に到着すると、麻原と石井久子が出迎え、麻原は「よくやった、ごくろう」と上機嫌に述べた。麻原から遺体の処分を指示された一行は、長野県大町市関電トンネル電気バス扇沢駅付近に1歳の長男の遺体を、翌5日新潟県大毛無山に弁護士の遺体を、翌6日妻の遺体を富山県僧ヶ岳中腹に埋めた。11月11日未明、麻原は帰ってきた一行に「三人殺したら死刑は間違いない。みんな同罪だ」と笑みを浮かべながら語った。
一方、警察では、坂本弁護士宅に「プルシャ」が落ちていたためオウム犯行説が広まるが、任意の失踪の可能性があるとされ事件性すら確定されなかった。横浜法律事務所もマスコミも当初はオウムの名を出さなかったため、統一教会や創価学会関連の情報提供も多かった。現場には多数の血痕といった暴力の痕跡があったにもかかわらず、神奈川県警は「坂本は借金を抱えて失踪した」というガセネタをマスコミ流したりした。オウムが大組織であったことや警察関係者でオウム信者になっている者も居たため表沙汰になると面倒とばかりに警察は手を出すのを億劫がっていたとも、坂本弁護士の所属した「横浜法律事務所」が人権派事務所であったため警察と対峙することもあって警察は同事務所弁護士らを左翼とみなして嫌っていたため動きが鈍かったともいわれる。
麻原はオウム叩きの背景には創価学会や内閣情報調査室やアメリカ、フジサンケイグループをバックとした団体が動いていると語り、このけがれきった世の中に対して二つのアプローチがあり、一つは選挙で議席をとって徳の政治に変える。もう一つは、武装して日本をひっくり返して真理でないものを潰して救済する、と述べた。
11月30日のドイツのボンでの会見では、犯人は坂本弁護士の身内だと述べ、弁護士の親族らを激怒させた。その後もテレビで「被害者の会が犯人」と主張を繰り返した。信者への説法でも麻原は「彼が被害者の会に殺されたにしろ、誘拐されたにしろ、彼はこれ以上オウムに迷惑をかけないわけだから、彼のカルマのためにはいいことだ」と坂本弁護士の死を肯定した。
帰国した麻原はワイドショーなどに次々と出演。フジテレビの「おはよう!ナイスデイ」では麻原一家の仲睦まじい姿を報じ、TBS「3時にあいましょう」は信者に教団の魅力を取材するなど、坂本弁護士事件とは関係のない教団の宣伝となっていった。宗教学者の中沢新一は雑誌SPA!同年12月6日号で麻原と意気投合し、週刊ポスト同年12月8日号で、麻原を高い意識状態を体験している宗教家であると絶賛した。サンデー毎日報道の「狂気」「反社会的」といった言葉も、麻原は中沢新一との対談を通じて、都合よく回収していった。（詳細は後述#中沢新一へ。）
オウムは、被害者の会は警察が指揮して結成した組織で、坂本弁護士一家事件は宗教弾圧であり、オウムこそ被害者であると主張した。
被害者の会と接触したペマ・ギャルポは危機感を強め、チベット亡命政府に麻原と関係を持たないように助言した。ペマは麻原とテレビで共演し、「ダライ・ラマ法王は『すべての人々は仏陀になれる』といったのであり、麻原が仏陀だとはいってない」と述べると、怒った麻原は雑誌や本などでペマを非難した。

### 衆議院選惨敗からボツリヌス菌テロ計画へ
オウムは、真理党を結成して1990年2月の第39回衆議院議員総選挙へ集団立候補した。真理党は、徹底的な行政改革によって財源をひねり出して消費税廃止、ほか医療、教育改革、大統領制などを主張した。選挙活動の際には信者が麻原のお面等をかぶり、奇抜な活動が注目を浴びた。また教団が敵視した石原伸晃など他の候補者のポスターを剥がしたり、汚損した。選挙の結果は、最も得票の多かった麻原でさえ1,783票で惨敗だった。供託金5,000万円が没収され、脱会者が続出した。麻原は、選挙管理委員会が票を操作したと説き、「オウムは反社会・反国家である」と宣言した。
1990年3月、生物兵器となるボツリヌス菌を採取するために北海道釧路市、阿寒湖、奥尻島の土を採取したが、採取できなかった。1990年3月11日、ワシントンのホロコースト記念博物館が建設されることについて「いよいよユダヤ人、フリーメイソンが表面に出てきた」とし、彼らの目的はオウムの崩壊であると説いた。
週刊文春1990年3月29日号では、永岡弘行や江川紹子らがチベット亡命政府宗教文化庁次官カルマ・ゲーリックに面会すると、「ダライラマが、麻原に仏陀の素質があるなどと発言するわけがない」と答え、オウムが未成年から金をとったり、逃げた人を独房に監禁することに驚き、「仏教では未成年が出家する時には、両親の許可が必要だ」「麻原が道を踏み外したことも十分考えられる」と答えた、またこの取材で麻原がニューデリー最高級のホテルハイアット・リージェンシー・ホテルに宿泊していたことも判明しており、教団が「尊師は毛布一枚で畳の上に寝られるほど質素であられる」と信者に説明 していたこととの矛盾も指摘された。ゲーリックのコメントが報道されると、麻原は説法で、「カルマ君」（ゲーリックを指す）は手紙で、報道は99%嘘で、自尊心を持つ人なら、だれでも永岡氏らを訴えたと言っていたと報告した（ただし、このゲーリックの手紙は麻原の説法以外で確認されていない）。麻原は、聖者や修行者を誹謗した被害者の会やマスコミにはどういうカルマが返ってくるか、報道で脱会者がいるが、情報はわたしたちを苦しみの世界に叩き込むと述べた。オウムがダライ・ラマを悪用したという記事は、「マスコミ、被害者の会、江川紹子が仕組んだ捏造記事」で、教団はゲーリック報道などに関して江川紹子と出版社へ損害賠償請求訴訟を行なったが、判決では名誉毀損に当たらないとされた。
遠藤がボツリヌス菌を入手すると、麻原は大量プラントの建設を指示し、ボツリヌス菌をトラックで日本全土に散布して、一気に大量ポアすると無差別テロ計画（オウム真理教の国家転覆計画）を宣言した。出家信者や麻原の家族は石垣島へ避難させ、在家信者のために4月に石垣島セミナーを開くことになった。「オースチン彗星接近で日本は沈没するが、オウムに来れば救済される」と宣伝し、在家信者だけでなく家族まで参加させた。東京、大阪、福岡の信者ら参加者1270人が船でやってきた。麻原は幹部らに、オースチン彗星の再接近の時、偏西風でボツリヌス菌は日本に撒かれるが、石垣島は偏西風が通らない、抗体をイニシエーションで与えると称した。しかし村井秀夫、遠藤誠一らはボツリヌス菌の培養に失敗し、テロは実行されず、セミナーも中止となり、翌日25分の講話があっただけで帰路についた。帰りの船では「出家するのは今か、一ヶ月以内か、半年以内か」と聞かれ、答えた出家時期に応じて部屋割りされ、「出家しない」という選択肢はなかった。石垣島セミナーで入った資金は3億円とも数十億円とも言われ、教団蘇生に成功した。
石垣島セミナー直後、麻原はボツリヌス菌によるテロを三度実行し、いずれも未遂に終わっている。1990年ゴールデンウィーク頃、2台の2トントラックから粉末状のボツリヌス菌を、皇居周辺、米国大使館、創価学会本部、立正佼成会本部、防衛庁、霞ヶ関、渋谷・新宿の繁華街などで噴霧した。しかし、被害不明によりテロは失敗した。5月中旬、二度目の噴霧も失敗した。異臭をわざわざ教えてくれたドライバーもいた。1990年7月頃、ボツリヌス菌の培養液を、荒川にポンプを使って流した。村井と新実は通りかかった警官に職務質問され、警官は液体のサンプルを持ち帰った。電話で報告を受けた麻原は叱責、ボツリヌス菌テロ計画は中止された。

### 波野村と上九一色村の攻防
1990年（平成2年）5月、日本シャンバラ化計画の一環として熊本県阿蘇郡波野村（現：阿蘇市）に15ヘクタールの土地を購入し「シャンバラ精舎」を建設するために進出する。進出の目的は、波野村を武装化の拠点とすることで、ヴァジラヤーナのための兵器として、生物兵器ボツリヌス菌とそれを散布するための風船爆弾や、毒ガスホスゲン製造が計画された。また1990年4月にはボツリヌス菌プラントを第一上九に建設した。
教団はドライブインだった土地に対し5000万円を提示、しかし相場より高すぎるので県が警戒する恐れがあるとして3000万円で虚偽申告を行なった。その後、抵当権がついていたため地権者の負債1500万円を教団が支払う代わりに負担付贈与にすれば国土法届けは不要と、3500万円即金で支払われた。負担付贈与契約が5月24日に締結されると、即日に建設資材が搬入され、プレハブ建設に着手し、大型トラックが通るために村道は勝手に広げられた。
人口2千人の村にオウム信徒450人が住民票を移したら、村が乗っ取られると不安に駆られた村民は6月に「波野村を守る会」を結成し、8月には信徒と村民のもみ合いでけが人も出た。7月に熊本県・大分県で死者行方不明14名の大水害が起きると、麻原は「悪業（カルマ）を清算させられた」と主張、村民は激怒した。この頃、教団は『南伝大蔵経』などパーリ語仏典の翻訳を開始した。
波野村は信者300人の住民票を受理しなかったが、8月中旬に麻原とマハームドラー修行者全員は、移住を開始した。8月16日、県は教団が国土法届出をしなかったために県警に告発した。
地権者に更に500万円の負債が判明したため、地権者が届け出をしようとすると、教団側は虚偽の借用書にサインさせたり、麻原本人が説得したが、地権者は負担付贈与でなく、売買だったと警察に打ち明けた。教団は豹変し、「5千万円返すなら土地は返すが、これまでの開発費用4〜5億円を賠償せよ」と迫り、9月5日に教団は地権者が証言を変えなければ14億円の損害賠償を求めるという内容証明郵便を送り、さらに売買差益の3500万円も教団が貸し付けたものとして返還を求めた。
1990年9月にはホスゲン爆弾による無差別テロを計画した。
強制捜査前日の1990年10月21日、教団は代々木公園で「守ろう！信教の自由」集会を開き、麻原は「（中東への自衛隊派遣に触れて）私が予言したように再軍備が始まった。国民を靖国神社に参拝させるような国家神道の道を歩ませるしか軍国主義はとれない。このような国家の意図からすれば、オウムは反国家的団体であることは間違いない。権力者にとってオウムは邪魔で、どうしてもつぶしたい宗教である」と演説した。
10月22日、熊本県警と山梨県警が、波野村の土地売買に関する国土利用計画法違反、道路運送車両法違反などの容疑でオウム真理教の強制捜査を開始した。しかしオウムは熊本県警内の信者から情報を入手しており、武装化設備を隠蔽した。ワイドショーが始まる午後3時に麻原が報道陣の前で熊本地検に電話し、早川らの逮捕を実況した。一方、教団も江川紹子や信者の母親も小突き回され、写真をとった弁護士も腕を捻じ上げられフィルムを奪われた。強制捜査後、麻原は「戦前の状況とそっくり。まさに宗教弾圧」と批判した。
1993年、波野村の住民票受理拒否をめぐる裁判で教団側が勝訴すると、1994年に波野村はオウムが5000万円で手に入れた土地を和解金9億2000万円で買い戻すことで合意した。

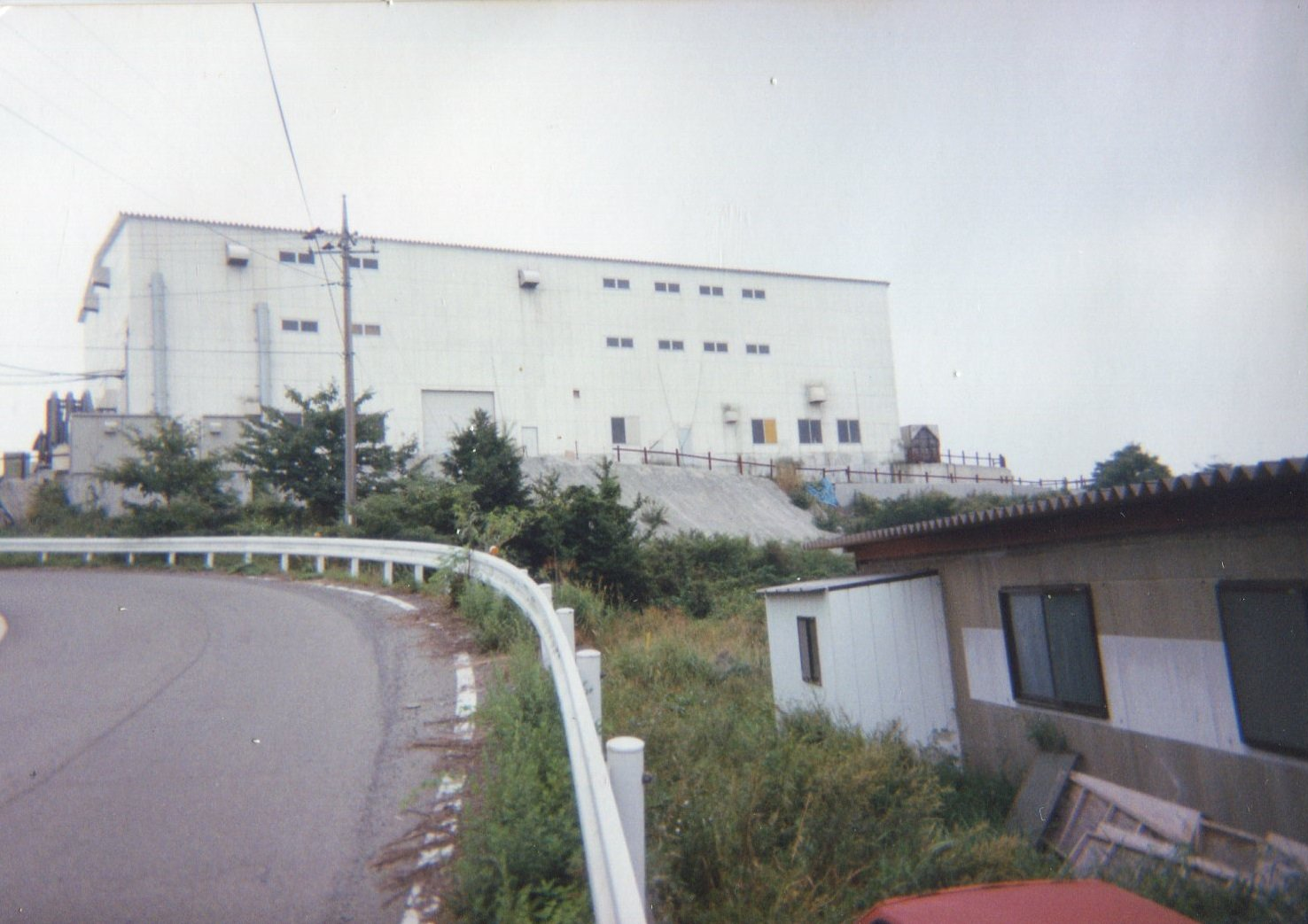
上九一色村サティアン（1996年9月8日撮影）

一方、教団が波野村に先がけて土地を入手した山梨県上九一色村でも許可なく施設建設を進め、住民と衝突した。92年12月には、反対する住民に信者が「坂本弁護士のように（行方不明に）なってもいいのか」と脅した。上九一色村の住民によれば、教団は、住民が前の道路を通るたびにカメラを向けたり、畑の中にトラックを停めたり、深夜3時まで大音響で工事をやったりし、抗議に行くと「バカヤロー」「コノヤロー」「テメー」「帰れ」としか言わない有様だった。しかし、1992年5月に上九一色村は信者の転入届を受け入れ、山梨県富沢町でも和解が成立した。
国土法違反事件の影響で、1991年（平成3年）〜1992年（平成4年）はホスゲンプラント計画や生物兵器開発などの教団武装化を中断、テレビや雑誌への出演や文化活動などに重点を置いた「マハーヤーナ」路線への転換を図った。

### ロシアへの進出と兵器開発
ソ連8月クーデター発生直後の1991年、教団のロシア進出が始まった。ソ連崩壊後の1992年2月に来日したオレグ・ロボフロシア連邦安全保障会議書記は日本の政財界に資金援助を断られていたが、オウムは1000万ドル（約13億円）を援助した。
1992年3月、教団は300人の信者を引き連れモスクワ訪問、ハズブラートフ最高会議議長やルツコイ副大統領と面会し、モスクワ国立大学、モスクワ国立工科大学、モスクワ工学物理学協会に物資を支援した。麻原は、ノーベル賞受賞物理学者でレーザー光線の研究者バーソフと接触、3月13日にはモスクワ物理工科大学で日本人初の講演会を開いて、同大学主任研究員やクルチャトフ研究所研究員にも信者を獲得した。麻原はモスクワ府主教にも面会し、ロシア正教会に聖書用の紙8万ドル(1020万円）分を寄付した。6000人収容できるクレムリン大劇場でのオウムミュージカル「死と転生」は、大成功を収めた。
1992年4月、ラジオ局マヤークと、年間80万ドルで一日2回、各25分の放送枠を獲得、テレビ局2×2でも毎週日曜日午前中の30分の放送枠を獲得した。4月1日にはラジオ番組「エウアンゲリオン・テス・バシレイアス」を開始、当初はテープを空輸し放送していたが、94年12月から衛星回線で生放送を開始し、英語とロシア語でも布教放送を行なった。また、教団は年間11000ドルというそれまでの25倍の契約料で専属オーケストラ「キーレーン」を結成した。麻原は92年4月の取材に対してロシア人は「共産主義を経験でき、本当の意味での自由を経験でき」たことは幸せだったとし、「共産主義者が仏教を理解できたら、素晴らしい国ができる」と答えている。92年7月には宗教法人として認証され、9月にモスクワ支部を開設した。同じ頃、日本では油圧シリンダー等を製作する年商40億のオカムラ鉄工の乗っ取りに成功し、オカムラ鉄工所のプラズマ切断機を参考に、マイクロ波を発生させて物を溶かすプラズマ兵器の製造を指示した。
1992年秋、レーザーやプラズマ兵器の情報を集めていた村井、広瀬健一、渡部和実らがロシアを見学した。
1992年、麻原は「またヴァジラヤーナを始めるぞ」と話し、1993年前後から再び麻原は教団武装化の「ヴァジラヤーナ」路線を再開。X線兵器、プラズマ兵器、UFO、NBC兵器など教団の兵器の開発を進めた。
1993年2月、インテグラル・ロケット・ラムジェットなどの兵器研究のために信者らはロシアに赴き、モスクワ軍事大学で自動小銃AK-74や迫撃砲を調査後、AK-74を一丁入手した。帰国後AK-74を模倣した自動小銃の製造に取り組んだ。

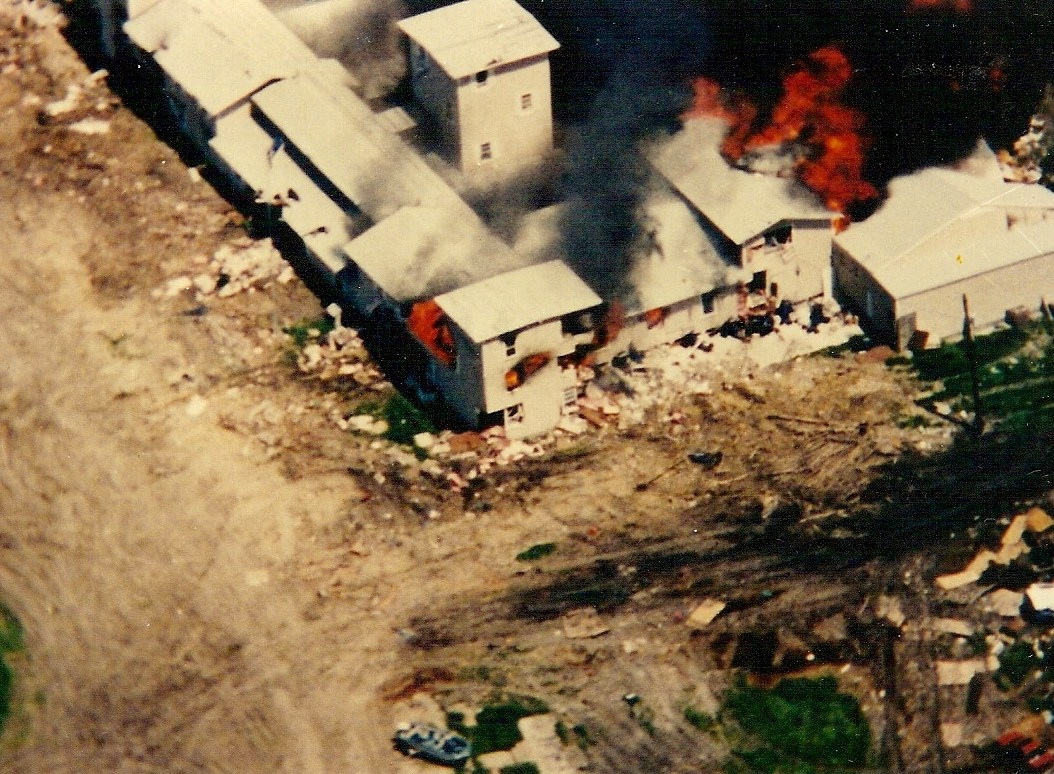
1993年4月19日のウェーコ包囲で炎上するブランチ・ダビディアンのマウント・カルメル・センター。

1993年2月28日アメリカにおいて、新興宗教団体ブランチ・ダビディアンに対して州警察が強制捜査に入り、銃撃戦となった。膠着後、当局は4月19日に強行突入、ほとんどの信者は焼死し、81名の死者が出た（ウェーコ包囲）。麻原はブランチ・ダビディアンの次にオウムが襲撃されると説法で述べた。
1993年4月10日、麻原はハルマゲドンで使われる兵器は、体の水元素にプラズマを発生させ、体を蒸発させるプラズマ兵器であり、既にアメリカは湾岸戦争でこれを使用し、イラク兵9万2000人が蒸発したと説いた。アメリカのプラズマ兵器は、人工衛星でプラズマを反射させるプラズマ反射衛星砲（『宇宙戦艦ヤマト』に登場）であるのに対して、ロシアの恒星反射砲は、3kmの鏡を宇宙空間に打ち上げて太陽エネルギーを地上に反射させるもので、第三次大戦では、人類が三分の二消滅する、という。
1993年4月に核兵器の材料ウランを入手するためにオーストラリアの土地を購入、9月に採掘調査をしたが発見できなかった。
1993年5月にはロシアで弾丸の製造法や火薬プラント、自動小銃の金属表面への窒化処理法について調査、窒化炉の図面等を入手、帰国後設計を始めた。
1992年から遠藤誠一らが猛毒の炭疽菌やボツリヌス菌などの生物兵器の開発も再開した。1993年5月には亀戸道場内に大量培養施設を建設、6月と7月に屋上から炭疽菌を噴霧したが、菌が死滅しており、異臭騒ぎにとどまった（亀戸異臭事件）。その後，炭疽菌培養施設を第二上九に移転し、同年夏に東京都内で噴霧車から細菌を散布した。
1993年8月、土谷正実らによって、化学兵器サリンの合成に成功した。麻原は、第7サティアンに70tのサリンを生成するプラントの建設を指示した（サリンプラント建設事件）。サリンをヘリコプターで散布しようとして信者を1993年9月にアメリカに派遣しヘリ免許を取得させた。麻原は、ロスチャイルド家とロックフェラー家が率いるフリーメイソンが米軍や公安やJCIAに命じて教団にサリンやイペリットを撒いているが、自分（麻原）が近代フリーメイソンを創り、アメリカ独立戦争も率いたのであり、際限のない欲望を肯定する物質主義となってしまった現在のフリーメイソン国家の米国とオウムは将来戦うことになる、と述べ、池田大作や滝本太郎など敵対者のサリン暗殺を試みた。
1993年末から翌年にかけて毒ガス検知器、防毒マスク、防護服、細菌検知器、LSDの原料となる酒石酸エルゴタミンを購入した、これにより遠藤がLSDを製造し、キリストのイニシエーションで信者らに投与された。他にメスカリン、覚醒剤密造に成功し、PCP、ブフォテニン、マクロマリン、コカインの一部も完成した。
1993年12月にはモスクワ郊外に66万平方メートルの土地を入手し、道場、病院、学校、住居、工場などの「ロータスビレッジ」を計画した。オウムは、ロシアに7つの支部を作り、ロシアの信者数は最大5万人に上った。
1994年（平成6年）2月、麻原は信者と中国へ旅行し、自分の前生とする朱元璋ゆかりの地を巡った。旅の途中、ホテルで信者に対し、「1997年、私は日本の王になる。2003年までに世界の大部分はオウム真理教の勢力になる。」と予言し、「真理に仇なす者はできるだけ早く殺さなければならない」と説いた。帰国直後の2月27日、麻原は、「このままでは真理の根が途絶えてしまう。サリンを東京に70tぶちまくしかない」と説いた。
翌2月28日、AK-74自動小銃1000丁の製造を指示（95年1月試作品完成)、自衛隊を取り込むための調査を指示した。

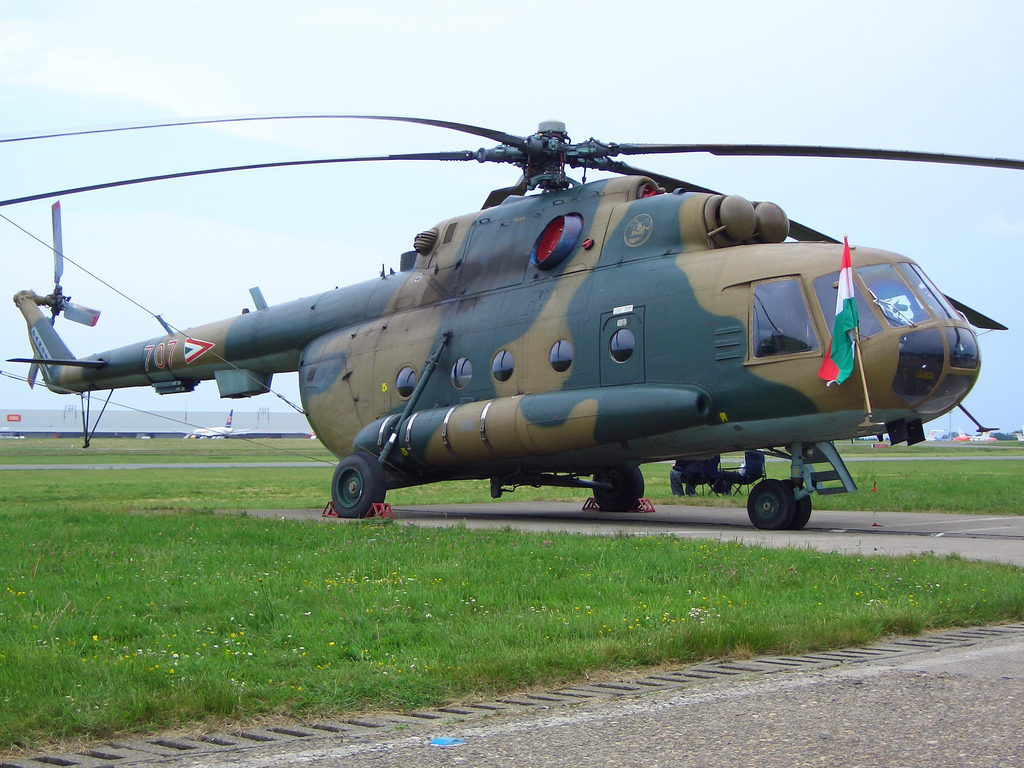
オウム真理教が購入したものと同型のヘリコプターミル17(Mi-17)

3月10日、麻原は「警察官全員をポアするしかない」「ゲリラで警察を全滅させよう」と語った。翌3月11日、麻原は闇組織やそれと連動する公安が毒ガスをオウムに対し噴霧し続けてきたと述べ、信徒は立ち上がり、周りの無明に満ちた魂を真理に引き入れ、この日本を、この地球を救う必要があると説き、「もともと私は修行者であり、じっと耐え、いままで国家に対する対決の姿勢を示したことはない。しかし、示さなければ私と私の弟子たちは滅んでしまう」と対国家戦争に言及した。
3月中旬には沖縄で自衛隊出身や武道経験のある出家信者十数名に軍事訓練キャンプをさせ、そこから選抜した約10名をロシアに派遣し、ロシア軍特殊部隊スペツナズ指導の厳しい軍事訓練を受けさせた。この中には平田信も含まれていた。オウムはロシア軍基地で、自動小銃、機関銃、対戦車ロケット弾の実射などの軍事訓練を信者らに行なった。また軍用ヘリコプターミル17を購入、1994年5月に横浜港に搬入された。ほか、ミグ29戦闘機、T-72戦車300両、魚雷艇、潜水艦などの購入計画もあった。ほか、映画のエキストラと称し募集したホームレスを「白い愛の戦士」部隊として編成し、山間部の施設で訓練を施した。

### 布施の強化と連続拉致監禁事件
1994年、五仏の法則の「徳のためには他人の財産を盗むことは正しい」という教えに基づき、全財産を提供させる布施集めが激化した。布施を信者の親から出させる場合もあり、また「ハルマゲドンで銀行は倒産するから返済しなくて良くなる」と説いて銀行に借金させる場合もあった。この1994年頃には、全国各支部の担当者が「身ぐるみ剥ぎ取って丸裸にするぞ！」「徹底的にお布施させるぞ！」という決意の詞章を唱え、教団法務部は「国家に税金は払わないぞ！」と決意していた。資産家の信者で1億円の布施を出した事例もあった。
1994年3月の宮崎県資産家拉致事件では、宮崎県小林市の旅館経営者は、オウムに入信した娘の次女と三女らに睡眠薬入りの茶を飲ませられた後、監禁された。布施を約束して解放された後、旅館経営者は次女らを告訴した（のち懲役2~3年の実刑判決)。その後も教団は1994年12月には鹿島とも子長女拉致監禁事件とピアニスト監禁事件、公証人役場事務長逮捕監禁致死事件などの連続拉致監禁事件を起こした。

### 連続リンチ殺人と洗脳の強化
過激化とともに社会との軋轢が増すにつれ、教団内部に警察などのスパイが潜んでいるとしきりに説かれ、信者同士が互いに監視しあい、密告するよう求められるようになる。麻原は信者に対して「教団の秘密を漏らした者は殺す」「家に逃げ帰ったら家族もろとも殺す」「警察に逃げても、警察を破壊してでも探し出して殺す」と脅迫していたという。教団内の締め付けも強くなり、男性信者逆さ吊り死亡事件（1993年6月）、薬剤師リンチ殺人事件（1994年1月）が発生した。
1994年7月10日の男性信者リンチ殺人事件では、水運び班の信者Tがイペリットを入れたとされた。拷問を受けながら信者Tは「自分は絶対に違います、麻原尊師は（神通力で）わかっているはずだから会わせてください」と懇願したが、スパイチェック（ポリグラフ検査)で陽性と出ていたため聞き入れられず、絞殺され、遺体はマイクロ波焼却装置で焼かれた。
1994年から教団が密造した違法薬物のLSDや覚醒剤をつかったイニシエーションを在家信者に対して盛んに行われた。費用は100万円であったが、工面できない信者には大幅に割引され、5万円で受けた信者もいる。「キリスト」と呼ばれたLSDを用いた「キリストのイニシエーション」は出家信者の殆どに当たる約1200人と在家信者約200〜300人が受けた。覚醒剤は「ブッダ」と呼んで、LSDと混ぜて「ルドラチャクリンのイニシエーション」として在家信者約1000人が受けた。
また、林郁夫によって「ナルコ」という儀式が開発された。「ナルコ」は、チオペンタールという麻酔薬を使い、意識が朦朧としたところで麻原に対する忠誠心を聞き出すもので、麻原はしばしば挙動のおかしい信者を見つけると林にナルコの実施を命じた。林郁夫はさらに自白剤に用いられるチオペンタールナトリウムを投与後電気ショックを加える「ニューナルコ」を開発し、字が書けなくなったり記憶がなくなっている信者が見つかっている。
洗脳は出家信者の子どもにも及び、PSIを装着させたり、LSDを飲ませたり、オウムの教義や陰謀史観に沿った教育をしたりしており、事件後に保護されたオウムの子どもたちが口を揃えて「ヒトラーは正しかった、今も生きている」などと語った。
麻原本人は言葉巧みに若い女性信者を説得し、左道タントライニシエーションと称して性交を行っており、避妊も行っていなかったため妊娠・出産に至る女性も数多く現れた。

### サリン・VX等による連続テロ（ポア）事件
1994年5月頃、オウムでも日本や米国のような省庁制、及び日本壊滅後のオウム国家の憲法草案を起草するよう青山吉伸に指示し、憲法草案「基本律」には、主権は「神聖法皇」である麻原に属し、国名は太陽寂静国とされた。1997年に年号を「真理」として、真理元年となるとした。
1994年6月27日、東京都内のうまかろう安かろう亭で省庁制発足式が開かれた。
同日、オウムの土地取得を巡る裁判が行われていた長野県松本市において、裁判の延期と実験を兼ねてサリンによるテロを実行。死者8人、重軽傷者600人を出す惨事となる（松本サリン事件）。当初はオウムではなく第一通報者の河野義行が疑われ厳しい追及が行われるなど、後に捜査の杜撰さが指摘され、また報道被害も問題になった。教団は松本サリン事件はフリーメイソンやアメリカの仕業だと主張。
1994年8月頃には早川が担当した皇居サリン散布計画のために、千代田区平河町に5箇所、中央区銀座に3箇所、港区赤坂に2箇所のテナントやマンションを借りていた。井上嘉浩によれば、目的は武力クーデターによる政権奪取で、皇居周辺の国家中枢の破壊を狙っていた。
さらに1994年夏に土谷正実が猛毒VXの合成に成功し、これを用いた連続襲撃を実行していった。同年9月に滝本太郎弁護士がVXで襲撃された。9月20日には江川紹子が毒ガスホスゲン攻撃を受けた。12月には脱会者を匿った駐車場経営者がVXで襲撃され、同月12日には信者の勧誘を断っていた大阪の会社員が公安のスパイと断定され、ジョギングを装った新実らから注射器によりVXを注入され、殺害された。1995年1月には被害者の会の永岡弘行がVXで襲撃された。麻原は「100人くらい変死すれば教団を非難する人がいなくなるだろう。1週間に1人ぐらいはノルマにしよう」「ポアしまくるしかない」などと語っていた。
1995年（平成7年）1月1日、読売新聞が上九一色村のサティアン周辺でサリン残留物が検出されたことを報じた。教団は「上九一色村の肥料会社が教団を毒ガス攻撃していると虚偽の発表をするとともに、隠蔽工作に追われた。
1月8日、教団ラジオで麻原は村井との対談を放送、1月から4月にかけて前哨戦が始まり、11月に宗教戦争（武力革命）が発生すると予測した。後に発見された井上ノートには、自衛隊（現役・退役）信者50人と信者特殊ゲリラ部隊200人が、資金援助している暴力団や過激派グループの協力を得て、完全防護服着用のゲリラ工作隊を結成し、首都を占拠し、新潟からは医師を装ったロシア軍特殊部隊が強襲揚陸艇で上陸、ゲリラ部隊と合流するなどの計画が記録されていた。また、この1月8日の放送で教団信者が神戸で地震があると予言。1月17日に阪神・淡路大震災が発生すると、教団は予言が的中したと宣伝した。
震災直後の1月25日に出版された教団の雑誌「ヴァジラヤーナ・サッチャ」では、「人類を代表して正式に宣戦布告する」「人類を大量虐殺し、洗脳支配を計画している闇の世界政府に対して」「目覚めよ、日本人、立ち上がれ、世界人類、国連は我々の災いである。三百人委員会を超えよ！」と称した。同誌によれば、ユダヤ教の聖典タルムードでは非ユダヤ人は家畜・汚れた者で、その財産を奪い取って殺してもよく、ユダヤ人でも異教に改宗した者やトーラーを否定する者は殺さねばならない。また、太平洋戦争、ベトナム戦争、パナマ侵攻、湾岸戦争は軍需産業に仕組まれ、日本への原爆投下は、ロックフェラー、モルガン財閥、デュポン家の利益のためだったと説いた。サイラス・ヴァンスやローマクラブらは戦争や飢餓による30億人の大量虐殺計画を実行している、と陰謀論を説いた。
2月28日、目黒公証役場事務長だった男性を拉致監禁し、殺害した。この事件で教団信者松本剛の指紋が発見され、警視庁は全国教団施設の一斉捜査を決定した。
3月15日には霞ケ関駅で自動式噴霧器が発見された。これを受けて3月19日には機動隊員らが陸上自衛隊朝霞駐屯地で化学戦訓練を受けた。
しかし教団は警察より早く動き、3月20日に地下鉄サリン事件を決行。13人の死者と6000人以上の負傷者が発生する大惨事となった。ナチス・ドイツによって開発されたサリンはその後、ソ連や米国で生産されながら実際に使用されなかったが、イラン・イラク戦争でイラクがクルド人を攻撃し、3200人〜5000人が死亡したハラブジャ事件に次ぐ事件となった。

### 麻原逮捕から教団の休眠まで
1995年3月22日には、教団本部施設への一斉捜索が行なわれた。衰弱状態の信者50人以上が見つかった。翌3月23日に滋賀県安土町で逮捕された信者の車からは、教団の兵器開発データが入ったMOディスクが発見され、教団の武装化を裏付けた。
教団弁護士青山吉伸は「令状呈示のメモ及び録音で時間を稼ぎ、私服警察官に対しては警察手帳の呈示を求める」「水際で相手を嫌にさせて、捜索意欲をなくさせる」「排除等の暴行に及んで来たらビデオで記録化する」など警察対応策を出しており、どこの現場でも「捜索令状をじっくり読む」「立会人を多数要求する」という光景が見られた。上祐史浩らはテレビで潔白を主張した。村井秀夫の指示で4月から5月にかけて新宿駅青酸ガス事件、東京都庁小包爆弾事件を起こした。また、村井は4月23日に南青山総本部前にで刺殺された（村井秀夫刺殺事件）。
3月30日には警察庁長官狙撃事件が発生し、オウムの関与が疑われたが、2010年に公訴時効が到来した。同年4月19日には、教団とは無関係の模倣犯による横浜駅異臭事件が発生したが、異臭原因物質は不明。
逮捕直前の95年5月中旬頃、麻原は「私の身に何が起きても決して動揺しないように」と尊師通達を出し、一部の弟子には「長くても3年以内に釈放される」と予言した。
1995年5月16日、毒ガス検知のためのカナリアを入れた鳥かごを持つ捜査員を先頭に、上九一色村の教団施設の再捜索を開始。第6サティアン内の隠し部屋に現金960万円と共に潜んでいた麻原彰晃こと松本智津夫（当時40歳）が逮捕された。また、PSI（ヘッドギア）をつけさせられた子供たちを含む信者が確保された。
教団は村岡達子代表代行と長老部を中心として活動を継続していたが、1995年（平成7年）10月30日東京地裁から宗教法人法上の解散命令を受けた（1996年1月確定）。1996年（平成8年）3月28日、東京地裁が破産法に基き教団に破産宣告を下した（同年5月確定）。7月には危険団体として破壊活動防止法の適用を求める処分請求が公安調査庁より行われたが、1997年公安審査委員会により棄却された。これに先立ち、破防法適用を避けるため、安田好弘弁護士らの助言で、松本被告は教祖をやめ、殺人を肯定する教義だとされたタントラ・ヴァジラヤーナの教えを封印した。
一方、教団は活動を継続し、「私たちまだオウムやってます」と挑発的な布教活動や、パソコン販売による資金調達などを行った。一連のオウム事件については「教団がやった証拠がない」とし、被害者に対する損害賠償にも応じなかった。インターネット上に 公式サイト を開設、教団は被害者であるとする陰謀説を流布したり、ゲームやアニメの二次創作を掲載した。しかし、予言されたハルマゲドンもなかったことから、教団は1999年9月に「休眠宣言」をし、12月1日に代表代行 村岡達子が、「当時の教団関係者の一部が事件に関わっていたことは否定できない」と事件を認め、被害者に謝罪した。1999年末には無差別大量殺人行為を行った団体の規制に関する法律（オウム新法）が制定された。その後、Aleph、ひかりの輪、山田らの集団など後継教団が複数ある（#後継教団）（ただし、ひかりの輪側は、麻原彰晃の影響力を脱した「脱麻原・反麻原派」を主張し、「オウムからの脱却を果たし、オウムに反対している」として、団体設立当初からアレフ信者の脱会支援や、オウム真理教が起こした事件の被害者に対する賠償を行なっており、オウム真理教の後継団体であることを否定している）。

### 刑事裁判と死刑執行
逮捕後の取調で麻原は「目の見えない私がそんな事件をやれるでしょうか…」と語り、95年5月27日に取調室を出る際には「武士は言い訳しないものだ」と武士道のようなことを呟いた。麻原は私選弁護人の横山昭二を解任し、11月に東京地方裁判所は渡辺脩、安田好弘ほか12人の国選弁護団を選任した。東京地検は、死者26人を数える一連の17事件の容疑で麻原彰晃こと松本智津夫を起訴した。裁判は検察側立証だけで25年かかるとも予測され、検察は裁判の迅速化を図るため、違法薬物密造の4事件について起訴を取り下げる異例の対応をとった。同年末、麻原の「どうすれば、私の真実を明らかにできますか」との問いに、安田好弘弁護士は法廷での空中浮揚を提案、麻原は初公判に向けて修行を重ねたが、「エネルギーが看守に体を触られて消えてしまう」として浮揚できなかった。麻原は弁護人との接見でスピッツの歌「空も飛べるはず」を歌うこともあった。
1996年（平成8年）4月24日初公判で、麻原は各事件の罪状認否について「いかなる不自由、不幸、苦しみに対して一切頓着しない、聖無頓着の意識。これ以上のことをここでお話しするつもりはありません」と述べただけだった。麻原は「寝たきり老人になります」「私がやっていることはレジスタンス」と述べたり、拘置所は洞窟に似ていて、絶好の瞑想の機会を得ていると述べた。
10月4日の公判で、広瀬健一は、逮捕後も帰依心は揺るがなかったが、被害者の調書を読んでぐらついたと述べ、「（麻原は）本当は自分の力（無力）に気づいている」「直視して、真実を見極めてもらいたい」と述べた。翌月、広瀬への反対尋問が始まると、「この裁判は異常」「ここは劇場じゃないか。死刑なら死刑でいい！」と麻原は発言し、退廷となった。
岡崎が坂本事件での麻原の殺害（ポア）指示を証言すると、麻原は「完全に嘘だ」「裁判長を出せ」と大声で妨害、退廷となった。早川も端本も坂本弁護士事件での麻原による殺害指示を証言した。
1996年10月18日第13回公判で、検察側証人としてリムジン謀議を証言した井上嘉浩被告への反対尋問を弁護団が開始すると、麻原は「アーナンダ（井上）は私の弟子であり、偉大な成就者である。このような人に反対尋問すると、尋問する者だけでなく、それを見聞きする者も害を受け、死ぬこともある。この事件についてはすべて私が背負うこととします。」と尋問中止を求めた。安田弁護士は、麻原を説得、反対尋問を続けた。しかし、反対尋問では、麻原の事件への関与がより印象づけられ、麻原は弁護団に不信感を強めた。井上の7回の証言中、麻原は「地獄に落ちるぞ」「何のために村井が死んだか考えろ。お前が喋らなければそれで済んだじゃないか」などと繰り返し井上に聞こえるように囁いた。この夜、拘置所に帰った麻原は「俺の弟子は…」「くそー」と泣き叫びながら、チーズを壁に投げつけたり、早朝まで独り言を言った。10月21日早朝、「早く、精神病院に入れてくれ」と叫び、扉を足で蹴るなどしたため、保護房に収容された。2日後、独居房に戻ったが、その翌日、「ここから出せ」と刑務官に頭から体当たりし、再び保護房に収容された。11月には職員に「ここから出れるんですか?」と質問を繰り返した。弁護団は接見を21回求めたが、麻原は14回拒否した。接見で麻原は、鼻水や涙を流しながら錯乱していたり、反応も心もとなく、以降は、たまに言葉が通じたが、1997年以降は弁護団は麻原と意思疎通できなくなった。
1997年4月24日第34回公判で麻原は英語を交えてはぐらかすように意見陳述し、一連の事件では全て殺害を指示したことはなく、弟子たちが暴走してやったと、責任を弟子に転嫁し、無罪を主張した。
- 地下鉄サリン事件：弟子たちが起こしたもので、自分はサリン散布を止めたが、弟子に負けた[204]。
- 坂本堤弁護士一家殺害事件:「非常に小さな罪で、しかも実行者が5人か3人の小事件であり、一人一人を対応するならば三年か四年の刑」で、自分は殺害指示していない[275]。
- 薬剤師リンチ殺人事件：元信者Oが別の信者の母親を性的に誘惑し、財産を乗っ取ろうとし、麻原をナイフで殺そうとしたので、弟子たちが殺した、殺害は指示していない[276][204]。
- 男性信者殺害事件：殺害を指示していない、新実も嘱託殺人（被害者からの依頼）だから無罪[277]。

同年6月17日の林郁夫公判では、麻原は初めて証人として出廷したが、英語で小さな声で答えたり、宣誓書への指印を拒否した。林が「（石井久子が「麻原は間違っていた」と法廷で陳述したことを引いて）あなたの態度は、石井被告の心にも及ばない」と言うと、麻原は「いい加減にしろよ！お前のエネルギーは足から出ているのがわからないのか！」と言い、林は「まだそんなことを言っているんですか！そんな大きな声が出るなら、証言すればいい！」と捲し立てた。検察官が証言の意思を聞くと、麻原は「林自体、アメリカだから…」と呟くだけで、退廷となった。
1998年5月、林郁夫、無期懲役判決（控訴せず確定）。同年10月23日、岡﨑一明初の死刑判決（2005年確定）。
1999年9月22日豊田・廣瀬・杉本公判で、麻原は宣誓文を書いて宣誓手続きが終わった。「ボツリヌス菌はオウム真理教にはないです」、遠藤が大腸菌を培養していたが、「遠藤がオウム真理教、日本を統治したかったのかもしれませんね。私の奥さんを巻き込んで、88年か89年かな、遠藤と佐伯（岡崎）が肉体関係があって」、地下鉄サリン事件は井上が持ち込み、村井も否定的だったとし、「地下鉄サリン事件の話を聞いたことは、私はないです。」。このほか、1985年か86年に麻原が行った空中浮遊は第三次世界大戦のきっかけとなっているとし、弁護人に脳波でその映像を送信したと称した。自分は徳川慶福、徳川慶喜の直系であり、天皇家直系の藤原で、統一教会の文鮮明と血縁関係にあり、韓国、朝鮮、イラン、ユダヤ各王の関係者が選挙の後押しをしたから、落選するはずがなかったと述べた。
同年9月30日、横山真人死刑判決（2007年確定）
1999年11月10日豊田亨・杉本繁郎公判で、麻原は、前に大腸菌と言ったのは間違いで、ブドウ状球菌だとし、「私は宇宙全体を動かす生命になってますが、動かす脳が破壊されているから、動かせなくなっています」と言い、英語や小声で話した。杉本繁郎が直接尋問で「もういい加減目を覚まして、現実を見つめたらどうですか」と言うと、麻原は「もうちょっと、黙ってた方がいいと思うけど。石井とか知子とかに黙って、LSDを最初に使ったこと、わかってんだよ！」と答え、杉本は「結局何も答えられないんですか。最終解脱者の能力はどうしたんですか。（略)私はあなたを信じて、大馬鹿者だったと思っている。そういう気持ち、わかりますか！」と泣きながら発言した。その後、豊田亨が「何も言わないつもりでしたが、今日のあなたの態度を見て考えが変わりました。（略)質問にも答えないで。あなたの裁判を見ていると、流れるがまま、長引くまま、逃避しているとしか思えない」「地下鉄サリン事件は村井と井上が起こしたと言った。つまり止める力もないわけです」と述べると、麻原は沈黙した。
2000年6月6日、井上嘉浩に無期懲役判決（2004年控訴審で死刑判決、2010年死刑確定）。同年6月29日、林泰男に死刑判決（2008年確定）。同年7月17日、豊田亨と広瀬健一に死刑、杉本繁郎に無期懲役判決（いずれも2009年確定）。同年7月25日、端本悟に死刑判決（2007年確定）、同年7月28日、早川紀代秀に死刑判決（2009年確定）。2002年7月29日、新実智光死刑判決（2010年確定)。同年10月11日、遠藤誠一死刑判決（2011年確定）。
2003年4月24日、検察は論告求刑公判で、麻原は13事件の首謀者で、死刑を求刑した。弁護側は2003年10月31日の最終弁論で「事件は弟子たちの暴走で、麻原被告は無罪」と主張し、結審した。2003年10月29日、中川智正死刑判決（2011年確定）。
2004年（平成16年）1月30日、土谷正実死刑判決（2011年確定）。
同年2月27日、麻原彰晃に死刑判決。国選弁護団は即日控訴し、辞任した。この日、麻原は拘置所で「なぜなんだ、ちくしょう」と叫んだり、夜間に布団の中で「うん、うん」とうなったり、笑うなどした。新たに私選弁護人松井武と松下明夫の2人がついたが、麻原は長く面会拒否し、7月の初面会でも意思疎通ができなかった。10月、弁護人は、精神鑑定申立および1回目の公判停止の申立を行うが、 高裁は斥ける。2005年1月、控訴趣意書の提出期限が8月31日まで延長することが認められる。7月、弁護人は医師の意見書を添付して2回目の公判停止の申立を行うが、高裁は斥ける。しかし、高裁は、弁護側が提出した医師の意見書を配慮し、精神鑑定の実施を伝えた。ところが、弁護側は、提出期限の2005年8月31日、控訴趣意書を持参したが、精神鑑定に関する申し入れが拒否されたとして提出しなかった。9月2日、高裁は控訴趣意書の即時提出を弁護団に要請した。9月、高裁は、精神科医西山詮医師に鑑定を依頼する。12月、高裁の裁判官が、麻原と面会する。他方、2006年（平成18年）1月-2月、弁護団は独自に鑑定を実施、野田正彰などの精神科医は麻原の訴訟能力を疑問視した。
2006年2月20日に高裁に提出された西山鑑定書によれば、麻原の奇行については「自分の公判では不規則発言を繰り返すが、元弟子の公判での証言は多弁。立場によって使い分けて」おり、精神病の兆候ではなく、1997年7月以降は独房での独り言以外には言葉を発しなくなったが、2004年2月の死刑判決の後に錯乱したり、10月には野球の投球フォームをして「甲子園の優勝投手だ」と話したり、食事は介助を受けていないことから、「意思発動に偏りがあるのは不自然で、沈黙は裁判からの逃避願望で説明できる。黙秘で戦うのが９６年以降の被告の決心」で、訴訟能力はあると結論づけた。高裁はこの鑑定書への意見書の提出を2006年3月15日までとした。弁護側は反論書を3月15日に提出、3月21日には高裁に3月28日に控訴趣意書を提出すると伝える。しかし高裁は、前日の3月27日に控訴棄却を決定。 弁護人は、翌日に控訴趣意書を提出し、3月30日には控訴棄却に対する異議申立を行うが、高裁は棄却した。弁護側は、麻原の訴訟能力が無く、控訴趣意書の提出遅れは「やむを得ない事情」があったとして最高裁へ特別抗告を行ったが、2006年9月15日、最高裁は、西山鑑定書の信用性は十分で、原審の判断は正当で、弁護団は控訴趣意書を作成したと明言しながらも再三にわたる提出勧告に反し提出せず、弁護人と申立人（麻原）との意思疎通不能は遅延の正当な理由とはならない、と棄却した。これにより、控訴審が実施されないことが確定した。
法学者白取祐司は、2006年3月28日に提出された控訴趣意書は準備不足で、被告人との意思疎通が困難でも、控訴審を開かせるべきだったと批判した。滝本太郎弁護士は、2005年8月に控訴趣意書を提出していれば2審は始まっていた、これはチキンゲームだったと述べる。二審弁護人らは、日弁連から「控訴趣意書を長期間提出せず、死刑という重大判決を確定させ、被告の裁判を受ける権利を失わせた」と懲戒（戒告）処分を受けた。
弁護団は2010年と2013年に二度の再審請求を行ったが、最高裁が特別抗告を退け、再審を認めないことが確定した。
2011年2月、麻原への帰依を続けていた土谷正実は、裁判で「国家権力の陰謀」が判明すると期待していたが、逆に麻原の嘘が暴露され、しかも麻原が証言しなかったことから「弟子を放置して逃げた」との思いが強まり、さらに、麻原は土谷の証言を理解し、裁判長の反応も気にしており、精神疾患の兆しはなく、「詐病に逃げた」と思うようになって、帰依心が崩れたとし、麻原には事件について正直に述べてほしい、と語った。
オウム裁判は、地裁では7年10カ月をかけて257回の公判を行い、証人は522人召喚され、1258時間の尋問時間のうち1052時間を弁護側が占め、検察側証人に対しては詳細な反対尋問が行われ、さらに麻原には特別に12人の国選弁護人がつけられ、その費用は4億5200万円だった。
2018年1月に一連のオウム裁判が終結した事に伴い、同年3月14日に確定死刑囚13人のうち一部の死刑囚がこれまで拘置されていた東京拘置所から、日本各地の死刑執行施設のある拘置所（札幌拘置支所を除く）へ分散する形で収容された。法務省側は「適切に処遇し、共犯分離を図るのが目的」と説明しているが、一連のオウム裁判が終了し証人として出廷することもなくなり、死刑囚の心理面への配慮と、東京拘置所側の負担軽減を図るためとみられた。これによりオウム事件確定死刑囚の死刑執行時期に対する関心が強くなった。
2018年7月3日、上川陽子法務大臣はオウム裁判確定死刑囚のうち、麻原彰晃こと松本智津夫・早川紀代秀・井上嘉浩・新実智光・土谷正実・中川智正・遠藤誠一の死刑執行命令書に署名、同月6日に東京拘置所で松本・土谷・遠藤、大阪拘置所で井上・新実、広島拘置所で中川、福岡拘置所で早川に対しそれぞれ死刑が執行された。続く同月24日、上川法務大臣は残る確定死刑囚の宮前一明（旧姓：岡﨑）、横山真人、小池泰男（旧姓：林）、豊田亨、広瀬健一、端本悟の死刑執行命令書に署名、同月26日に東京拘置所で豊田・広瀬・端本、宮城刑務所で小池、名古屋拘置所で宮前・横山に対しそれぞれ死刑が執行された。これによりオウム裁判に関する確定死刑囚の処断が終了した。
麻原らの死刑執行直後の週刊新潮2018年7月19日号では、これまで知られていなかった女性信者殺害事件が報じられたが、立件されないまま、時効となった。と言ってこのように、明るみにならぬ事件などと言った未解決事件も未だ残っており、教団関係での行方不明者は50人を超える。前述通りその13人らがその2018年7月にようやく死刑執行されたことによりオウム事件は、刑事上では収束した。

## 教義
オウムの教義や修行法は、翻訳研究班に所属した阿含宗元信者が主に担当して作ったもので、阿含宗の教義や修行法を真似たものだった。この信者は、高学歴エリートが続々入信してくる中、理論武装に苦労したといい、「勘が鋭くて何でもお見通しの麻原がなかなか認めてくれないので、大変でした。逆に、エリート信者たちは何も聞かず何も考えない指示待ち人間になっており、『疑問を抱くことは心の汚れ』とか『教祖の指示は救済であり、その通り動くことが解脱の道』などと言えば、素直に絶対服従するから驚いたほどです」と後の取材で答えている。当時教義作成にあたって特に使われたのはヨギシヴァラナンダ（スワミ・ヨーゲシヴァラナンダ）「魂の科学」（たま出版、1984）・「実践・魂の科学」（たま出版、1987.2.1）と、ラマ・ケツン・サンポ、中沢新一共著『虹の階梯』（平河出版社、1981年）だった。麻原自身も1986年11月30日の説法で『虹の階梯』から修行のヒントを得たと述べている。
中沢新一とオウム真理教との関係については、#中沢新一を参照。
オウムの教義では、オウムを離れると地獄に落ちる、特にグルを裏切れば無間地獄に落ちるとされ、教団は常にハルマゲドンや無間地獄の恐怖をちらつかせて信者をせき立てた。

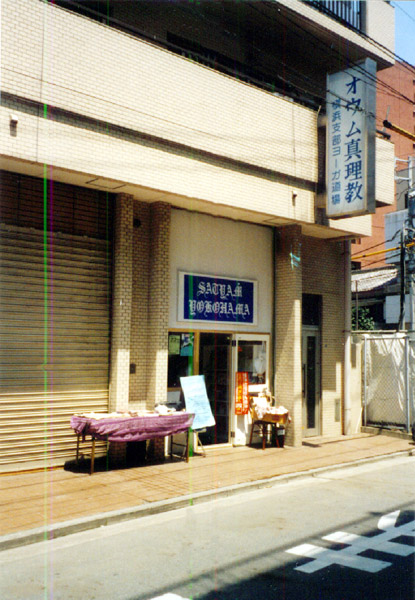
1995年当時のオウム真理教横浜支部道場

オウム真理教の教義は、原始ヨーガを根本とし、パーリ仏典を土台に、チベット密教やインド・ヨーガの技法を取り入れている。日本の仏教界が漢訳仏典中心であるのに対しあえてパーリ仏典やチベット仏典を多用した理由は、漢訳は訳者の意図が入りすぎているからとしている。教団の翻訳研究班では各種経典の翻訳も行っており、例えば「カーラチャクラタントラ」を英文から翻訳し配布していた。
そして、「宗教は一つの道」として、全ての宗教はヨーガ・ヒンズー的宇宙観の一部に含まれる、と説く。その結果、例えばキリスト教の創造主としての神は梵天（オウム真理教では“神聖天”と訳す）のことである、等と説かれる。オウムでは、世界の宗教の起源は古代エジプトにあり、アブラハムの宗教もインド系宗教もエジプトから始まったとし、万教同根・シンクレティズム的な宗教観を持つ。従って、オウム真理教に於いては世界中のありとあらゆる宗教・神秘思想を包含する「真理」を追求するという方針がとられ、キリスト教の終末論も、ヒンズー教的な「創造・維持・破壊」の繰り返しの中の一つの時代の破滅に過ぎない、として取り込まれた。すべての宗教および真理を体系的に自身に包括するという思想はヒンズー教の特徴であり、麻原はそれを模倣した。
具体的な修行法としては、出家修行者向けには上座部仏教の七科三十七道品、在家修行者向けには大乗仏教の六波羅蜜、またヨーガや密教その他の技法が用いられた。特にヨーガにはかなり傾倒しており、その理由として釈迦もヨーガを実践していたからとする。麻原自身は逮捕後、こう語っている。
また、オウム真理教の教義には、ヘレナ・P・ブラヴァツキーに始まる近代神智学の影響も指摘されている。ブラヴァツキーの死後、神智学の組織である神智学協会はインドに本部を構え、ヨーガ理論とその実践による霊性の向上と霊能力開発を強調するようになったが、社会学者の樫尾直樹や宗教学者の大田俊寛は、こういった面を含めて近代神智学の構えはオウム真理教の諸宗教の編集の仕方に非常によく似ており、その影響が伺われると指摘している。たとえばオウムの世界観で用いられた「アストラル」「コーザル」は神智学の用語である。麻原が神智学の原典から直接学んだのか、麻原が一時はまったというGLAなどの新宗教の経典や出版物、オカルト雑誌などから間接的に教義を構築したのかは定かではない。
麻原は宗教の教えと科学の理論をごちゃ混ぜにして話すことを得意とし、空中浮揚からビッグバンに至るまで疑似科学理論で説明していた。最先端の科学でも難しい「ビッグバン直後の世界」などのことでも、適当に誤魔化して説明できてしまうことから、多くの理系信者が惹きつけられた。
オウム真理教の主宰神は、シヴァ大神である。オウム真理教に於けるシヴァは「最高の意識」を意味し、マハーニルヴァーナに住まう解脱者の魂の集合体であり、またマハーニルヴァーナそのものと同義としても扱われる。当時の教団内で麻原彰晃はこのシヴァの弟子であるとともにシヴァの変化身とも称されていた。ヒンドゥー教（インド神話）にも同名のシヴァ神があるが、これはシヴァ大神の化身の一つに過ぎないとされる。

### 救済と凡夫
初期のオウム真理教では、すべての魂の救済が目的とされたが、後期には信徒以外の一般社会の人々を「凡夫」とし、不必要・無価値の魂と見做すようになった。
1988年の麻原彰晃の著書「マハーヤーナスートラ」では、オウム真理教の「救済の3つの柱」として、「人々を病苦から解放する」「この世の幸福をもたらす」「解脱、悟りへと導く」があり、これらを総合し、すべての魂を絶対自由・絶対幸福の世界であるマハーヤーナへ導くことが救済の究極の目的とされた。
しかし、その後、信徒以外の「凡夫」と信徒との間には価値の差があると説かれるようになる。信徒は「救済のお手伝い」をする「光の戦士」となるが、信徒以外の一般社会の人々を「凡夫」として蔑んだ。麻原は、1993年4月18日には杉並道場で「わたしたちは全ての魂をできたら引き上げたい、救済したいと考える。どうだ。しかし、時間がない場合、それをセレクトし、そして必要のない魂を殺してしまうこともやむなしと考える知恵ある魂がいたとしてもおかしくない。どうだ。」と説き、1994年3月11日に仙台支部で「もともと魂の価値は等価ではない。人間から低級霊域、動物、地獄へと至るパターンを繰り返している魂と、私や真理勝者サキャ神賢（釈迦）や聖者キリストのような天の世界やニルヴァーナを多く経験し、ボーディサットヴァとしての人生を歩いている魂と、それから一般の人間とでは、そのコーザルにおける意識の広がり、空間の大きさというものは全く違い、ユダヤ教の教えでもあるが、宗教を実践している者とそうでない魂とでは千倍の価値、一万倍の価値がある」「例えばアリが十億匹いたとして。ある魂が火炎放射器を持っていたらどちらが強いか。これ（武力の差）はまさに魂の価値を意味する。彼らの魂の価値は、凡夫の魂の価値よりもすぐれているのである」と説いた。
サリンを合成した教団幹部の土谷正実は、「動物を殺すと悪業になるから、動物実験はしない。今の人間は動物より悪業を積んでいる。だから（化学兵器の）効果は本番で試す」と述べた。

### 無常・ニルヴァーナ
オウム真理教では、修行による苦悩からの解放を説き、無常である欲望・煩悩から物理的に超越することを「解脱」、精神的に超越することを「悟り」と呼ぶ。
「人は死ぬ、必ず死ぬ、絶対死ぬ、死は避けられない」というフレーズは「教本」では1991年2月12日、阿蘇シャンバラ精舎説法で登場した。麻原は「皆さんが肯定しようとも否定しようとも、必ず死ぬ。そして死は修行によってのみ乗り越えることができる」「この現世のたかだか40年、50年にいろんな保険をかけているが、それと同じように死後の世界に保険をかけたらどうか」と説いた。こうした死と無常、生死の超越の強調は、阿含宗や佐保田の著作には見られないオウムの特徴で、現世否定、現世離脱、現世超越が際立つ。
また、麻原も熟読した「虹の階梯」では、「人は一歩一歩死に向かって歩んでいく、あなたが今この時死なないという保証はない、死が訪れれば家族や友人に恵まれ尊敬されていても、権力を持っていても、なんの役にも立たない。死に備えて必要なのは瞑想修行であり、今すぐはじめなけれならない」と説かれ、常に死についての瞑想を行い、無常の自覚があらゆる修行の基礎であるとされており、オウムの教義と通じる。
自己の煩悩を超越し、無常を越えた状態が、ニルヴァーナ（涅槃、煩悩破壊）である。また、そこに留まることなく、更に全ての魂を苦悩から解放し絶対自由・絶対幸福・絶対歓喜の状態に導くことによって自身も絶対自由・絶対幸福・絶対歓喜のマハーニルヴァーナ（大完全煩悩破壊）、あるいはマハーボーディニルヴァーナ（大到達真智完全煩悩破壊）へと至る。

### 四無量心
仏教で四無量心とは慈、悲、喜、捨の四つの利他の無量心を指すが、麻原はこれを「聖慈愛、聖哀れみ、聖称賛、聖無頓着」と言い換え、聖慈愛は「すべての魂の成長を願う心」、聖哀れみは「今なお悪業をなし、高い世界へ至ることのできない魂に対する哀れみ」、聖称賛は「自分より徳の修行で長けている者への称賛する心」、聖無頓着は「今に一切頓着しない最終段階の心」とされる。このうち聖無頓着は「金剛心」というヴァジラヤーナの教えにも通じる。

### 輪廻とカルマ
教団では輪廻転生が信じられていた。麻原は自らの出版物を通して、徳川家光、朱元璋など多くの前世を持つと称していた。中でも意識堕落天の宗教上の王は直前の生であったため、その世界で麻原に帰依していた人たちが多く転生し、現在の信者になっていると教団内では信じられていた。また、道場では「宿命通」というアニメビデオを放映し、麻原のエジプトでの前世の物語を展開していた。ジェゼル王の時代に彼は宰相のイムホテップとして王に宗教的指導を施し、最古のピラミッドである「ジェゼル王の階段のピラミッド」を造ったとしている。
輪廻転生と関連してカルマ（業）の法則も信じられていた。虫500匹を殺すカルマが人1人を殺すカルマに相当する、接触しただけでカルマが交換される、スポーツやグルメを楽しむとカルマを負って低い世界に落ちるなどといった独特の教義があった。一方で、1986年に麻原は「解脱すれば現世で罪になることをしてもカルマにならない。だから、解脱者には罪はない」と説いた。
この他、教団に不利益を与えた者はカルマ返しを受けるとし、信者への体罰はカルマ落としとされた。その人の悪いカルマを落としてあげるには苦しみを与えればいいとされた。楽しいことをしたり、美味しいものを食べたり、十分睡眠をとると徳が減る、苦しければ苦しいほど徳を積む事になる、だから相手を苦しめるのはその人のためにいいことである、オウムを批判する人を攻撃するのもカルマ落としであるとみなされた。1991年10月16日には「教学試験でカンニングしている者がいたら、構わず殴りつけろ。叩きのめせ。それは彼らが、来世、三悪趣に落ちるカルマを落とす意味においてだ。自分より強そうなら、2,3人で、それでだめなら10人で殴れ。これは私が認めた律だ。教学を勉強しない者については、怒鳴るとエネルギーをロスするから、しっかりといじめてやれ。精神的に、飯を食わせないとか、眠りそうになったら起こすとか。」とし、四無量心が根づけば殴ってでも修行させた方がいいと説き、リンチやいじめを肯定した。

### 気とシャクティパット
オウムでは霊的エネルギー（気）を実在すると考え、これを強めるためとして様々な修行をしていた。麻原の爪や体毛を煎じて飲んだり、麻原の風呂の残り湯を飲んだりするのも「エネルギー」を高める目的があった。
シャクティパットはインドのタントリズムにおいてグルが弟子に触れることでクンダリニーを覚醒させ精神的変容をもたらす行為のことである。オウムでは教団初期に弟子のクンダリニー覚醒のために行われ、1988年8月には麻原はシャクティパットを終了し、高弟に委ねた。元来、ヒンドゥー教・シヴァ教でシャクティーパットは、弟子の覚醒を師が手助けするもので、またカルマを他人が肩代わりすることはないが、オウムでは麻原の個人的なエネルギーや血液などの物質の注入を意味した。（#ヒンドゥー教・シヴァ教との関係を参照。）
宗教学者の正木晃は、麻原のシャクティパットは真光系の手かざしやハンド・ヒーリング、セラピューティック・タッチなどと基本原理は同じであると述べている。

### ポア
タントラ密教における歴史的な用語としてのポア（ポワ）（pho ba）は、ナーローパの六法において、体の火を燃え上がらせるトゥンモの修行、幻身の修行、夢の修行、光明の修行、中有の修行に続いて最後の修行とされる転移・遷有の修行のことであり、意図的に自己または他者の意識を移し替える技法のことをいう。タントラ密教におけるヨーガ体系においては、殺害とか、他者の魂を奪う意味はない。
オウム真理教においても「ポア」また「ポワ」は「魂の転移」を意味する言葉であるが、成就者が弟子に命じて将来悪業を積む可能性のある人間の殺害も「魂の転移」となり、被殺害者も殺害者にも益となる、と説かれた。「オウム神仙の会」の時代だった1987年1月4日の丹沢セミナーで麻原は「例えばグルがそれを殺せと言うときは、例えば相手はもう死ぬ時期に来てる。そして、弟子に殺させることによって、その相手をポアさせるというね，一番いい時期に殺させるわけだね。」とすでに殺人を肯定する意味で「ポア」の用語を使った説法をしていた。元教団幹部の中村昇によれば、中沢新一の「虹の階梯」を読んでいた弟子の方から、ポア（意識の移し替え）を殺人を含めた隠語として使い始めた。
男性信者殺害事件直後の説教では、船上で300人の貿易商を殺害しようとしていた悪人を仏陀（の前生）はこの悪人のカルマが悪かったのでポア（殺害）したと説教されたが、宗教学者渡辺学はここで麻原が言及しているのは善巧方便経にあると指摘している。善巧方便経では、500人の商人が乗る船で1人の悪人が全員を殺害して財宝を奪おうとしていたが、釈迦の前生である船長は 、悪人が商人を殺して地獄におちること、反対に計画を知った商人が悪人を殺し地獄に落ちるのを防ぐには、 この悪人を私が殺す以外に方法はない」と大悲の心をおこし、その善巧方便によって悪人を殺した。渡辺学はこれは釈迦が生まれる前に行ったという話であり、釈迦と同じ心境になった人間が同じことをしても構わないという話ではなく、麻原の解釈には飛躍があり、また麻原は自分が最終解脱者であり、神に等しい存在であることを証明し、殺人行為を救済と結びつけるためにこの物語を利用したと述べている。元高野山大学学長の藤田光寛は、仏教における「慈悲の心と善巧方便にもとづく殺生」 について、「本生譚や説話、 また歴史的 ・社会的な出来事などによる例証を示して説かれたこのような話は、私どものような凡夫に信知させるために用いられた象徴的比喩である。文字どおりに殺生などを実行して良いという意味ではない。」と明言する。
オウムは人々の救済を説く一方、「ユダヤ＝フリーメイソンに支配され物欲に溺れ動物化する人々、三悪趣に落ちる人々」と「霊的に進化する人々」を二分し、前者を粛清しようとする思考に陥っていたとされる。

### 修行
修行の「4つの柱」として「教学、功徳、行法・瞑想修行、イニシエーション」が挙げられている。修行の外見はヨガや仏教の形態をとるが、その内実はすべてグル（麻原）への霊的隷従、グルのクローンになるシステムであった。
具体的な修行生活としては、睡眠時間は最初は一日5〜7時間、ステージが上がると3時間だった。起きている間は一日2回の食事と夜礼（深夜0時-1時）以外は修行（ワーク）だった。ある信者の一日は、深夜0時-1時から夜礼、その後朝6時まで修行（ワーク）、掃除・護摩供養・食事、午前9時半から3時間睡眠。起床して午後6時半の食事まで修行、食後は深夜12時まで修行で夜礼となった。この信者は、慢性の睡眠不足から頭痛、腹痛に悩まされたという。病気にかかることはカルマなので、薬は一切使うことはなかった。
1990年8月の大阪の男性4人が子供を連れて出家した妻を相手にした訴訟では、施設の不衛生や栄養失調が報告され、子供10人を父親に引き渡す判決となった。自宅に戻った子供たちは寿司やケーキを飢えた動物のように食べた。病院で貧血と低血圧と診断され、治療が必要だった児童もいた。

#### マハームドラー
マハームドラーとは、元はカギュ派の修行であったが、オウムにおいては、グルが弟子にあえて試練を与えて、帰依を試す修行となり、無理難題な試練を指すようになった。グルが弟子を成長させるために行う修行として、殺人もマハームドラーであると説教された。1988年または1989年に、麻原の娘が信者の子供に意地悪をしたり暴力を振るったのを見て、麻原は「娘がカルマ落としを仕掛けている。これぞマハームドラーの修行だ」と説明している。SPA!1989年12月6日号で麻原は「カギュ派のマハームドラーから大きな影響を受けて、狂気の悟りを目指している」、対談相手の中沢新一は「宗教は本来反社会性を内に秘めている」と述べた。
井上嘉浩は96年3月の初公判で「私の成したことは、すべてマハームドラーの修行でした」、遠藤誠一はサリン製造が、端本悟は坂本一家の殺害がマハームドラーだったと述べ、林郁夫は村井から「サリンを撒くことはマハームドラーの修行だから」と言われており、林郁夫自身も、サリンによる死者も真理を守ることになると考え、人を殺すということにも心を動かされないことが阿羅漢と同じレベルになると考えていたという。新実智光も1989年信者殺害事件に際して「（グルが殺せといったら殺せるかという）問いは、教義上のたとえ話みたいなもので、具体的に誰を殺せというものではなかった。修行上の観念崩し、マハームドラーかと思った。善悪などの二元論的な思考を崩し、空に到達するのがマハームドラー。殺生する人とされる人がいると考えること、主客が存在しないのに、存在していると考えるのは迷妄である」と述べた。
マハームドラーと称して非合法活動を実施した時に麻原がよく用いたのが、次のようなミラレパの伝記だった。マルパの一番弟子ゴクパは、ミラレパへのイニシエーションとして、食料を盗む村の悪人たちに魔術で雹の嵐を起こして彼らに攻撃したら伝授するとした。その後、ミラレパは「これからやることは犯罪だ」と村人に伝え攻撃し、死んだ小鳥や羊を集めてゴクパに会いに行った。ミラレパは「罪人である私を哀れんでください」といって泣くと、ラマ・リンポチェは「秘密の詞章によって罪人も瞬間的に解脱できる」と言って指を鳴らして死体を蘇らせた。

#### イニシエーション
当初は、専らヨーガの手法を用いた修行が行われていた。その後、本来「秘技伝授」を意味する宗教用語であった「イニシエーション」という言葉を、オウム独自の「解脱者のエネルギーを伝授することで弟子を成就、解脱させる」という意味で使うことで信者を増やしていった。
麻原は著書「イニシエーション」(1987年)で、悟りを開くための「5本の柱」として、観念を崩壊させる、愛着を捨てる、全ての人を愛す、プライドを超える、怒らないを挙げた。
また、教団ではユダヤ・フリーメーソンによる3S、すなわち、Screen（テレビ）、Sports（スポーツ）、Sex （セックス）が悪とされ、それらを用いたサブリミナルや煩悩による洗脳から脱却するために、全てをグルに明け渡すことが大切だとされた。アダルトビデオ、カラオケ、パチンコ、ファッション、グルメ、テーマパークなどによって現代人は考える力を失い、欲望を満たす動物となり、彼ら（闇のユダヤ勢力）から家畜と呼ばれても文句は言えないと説いた。
さらに麻原は終末思想を煽り、1994年前後には違法薬物や電気による様々な洗脳施策を取るようになった。1994年以降は石川公一を中心として薬物と催眠術を用いたシステム化が完成され、信仰心がない人でも教団に連れ込めば洗脳してしまうシステムが確立した。
この他、1991年春頃から行われた温熱修行では、47度～49度の湯に15分入ることで、チベット密教のトゥンモのような体温上昇が目指され、早川によれば、かなりの数の信徒がこれで死亡した。
「バルドーの導き」では、死体や事故死の映像とともに「人は死ぬ。必ず死ぬ。絶対死ぬ。死は避けられない」といった章句が繰り返され、地獄のビデオでは、画面はほとんど真っ黒で、地獄に落ちた者が空腹を訴えると、地獄の番人が口をこじ開け、焼けた鉄を注がれ、体は焼け焦げる、といった内容で、5時間ほど続く。ビデオで麻原は「私は地獄を見たことがある。地獄を経験したことがある。そして、実際、この世において、弟子達を心を込めて叩くことによって、それが体に返ってくると。」と語っている。視聴後は、麻原と石井久子のデュエットで地獄の歌が流れる中、突然、近くの太鼓が叩かれる。閻魔役の大師から3時間ほど「なぜ出家できないのか」を問われ続ける。出家を拒否すると、蓮華座を組まされたまま縛られ、大師が竹刀で部屋中を叩きながら、「人殺し」と怒鳴るなど、こうした責めが12時間続けられた信者もいた。

#### ヒナヤーナ・マハーヤーナ・タントラヤーナ・タントラヴァジラヤーナ
オウム真理教では、修行の内容を3種類または4種類に分けて説く。小乗（ヒナヤーナ）、大乗（マハーヤーナ）、真言秘密金剛乗/秘密真言金剛乗（タントラ・ヴァジラヤーナ）で、厳密に説かれるときはタントラヤーナとヴァジラヤーナを分ける。ここでは4つの修行体系に分けて述べる。ただし、顕教が大乗を説くのに対して密教は金剛乗（ヴァジラヤーナ）を説くことは多いが、通常の仏教語の定義とは異なる。
また、麻原は年によって話す説法と衣服を変えており、1988年はヒナヤーナで黄色い服、1989年はマハーヤーナで白い服、1990年はタントラ・ヴァジラヤーナで紫の服を着た。
ヒナヤーナ
ヒナヤーナ（小乗）とは、外界とは離れて、自己の浄化・完成を目指す道である。ヒナヤーナはすべての土台である。
マハーヤーナ
マハーヤーナ（大乗）とは、自己だけでなく他の多くの人たちをも高い世界に至らしめる道（衆生済度、救済）である。教団全体はマハーヤーナと規定される。ただし、完全なる自己の浄化（ヒナヤーナの完成）がなければ、真の意味でのマハーヤーナは成立しないともいう。オウム出版発行の機関紙の名前にも使われている。
タントラヤーナ
タントラヤーナはセックスによって、最も低い次元にある性エネルギーを上昇させる修行である。初期の『超能力秘密の開発法』では幽体離脱を獲得するために頻繁な性交渉や頻繁なオナニーが奨励された。同書では房中術が詳細に述べられており、例えば、セックスの相手は男性でも女性でも年下で美しく、気立てがいい人を選ぶ。射精後は最低6時間眠り、ツァンダリー、つまり性的エネルギーの火が燃え上がるのを観想する。相手が終わったら、男性は陰茎をピクピク動かしながら（女性は膣を締め付けながら）、愛液が赤いエネルギーを発していることを観想し、赤いエネルギーを陰茎で吸い上げる気持ちを持ち、そのエネルギーをムーラダーラ・チャクラから頭頂のブラフマ孔へ到達させ、蓄える。これを3回繰り返すと説かれた。
その後麻原は「最終解脱者」として左道タントライニシエーション (タントラのイニシエーション)と称し性行為を行っており、女性信者にはセックスで精子を与え、男性信者には精子を飲ませていた。ある未成年の女性信者は、1989年4月頃、福岡市内のホテルに呼ばれ、ツインルームのベッドの上に座った麻原から男性経験の有無を聞かれた後、「服を全部脱ぎなさい」と言われ、儀式と思って裸になると、キスをされ、体を触られた。その後、富士総本部三階の麻原の部屋に夜中3時に呼ばれ、「だいぶ性欲が溜まったんじゃないか」といっていきなり服を脱がし、「これはタントラ・イニシエーションといって、エネルギーが上昇して早く解脱できるようになる」と言って、最後まで性行為をし、行為後には「誰にも言ってはいけないよ」と口止めをされた。その後杉並区の麻原のマンションに呼ばれ、「生理だから」と言ったが、「妊娠しないからいいじゃないか」といわれ、グルの指示は絶対であったために断れず、性行為を受け入れた。女性信者は「（麻原の）性行為自体も一方的で、ただ自分の欲望を満たそうという感じだった」と証言する。他にも何人かの女性信者が「タントラ・イニシエーションという過激なイニシエーションを受けた」と述べていたが、みな口止めされていたので「これ以上は言えない」と口をつぐんだ。これらの麻原のセックス修行について週刊文春が1990年3月15日号で報道したが、表立ってオウムは抗議することはなく、1990年8月の大阪地裁での人身保護請求裁判で「捏造でっちあげ」と裁判内で回答したにとどまった。以降も麻原はダーキニーと称した未成年を含む若い愛人を何人も囲った。
一方で、信者に対しては、セックス修行については1990年春以降説教されなくなった。麻原は信者に対して、マスコミの批判は全てデマで、そういう悪いデータは頭に入れないようにと指示し、週刊文春のセックス修行記事も「この件は話題にしてはいけない」という張り紙を教団施設に掲げた。1994年頃には、煩悩に巻き込まれながら救済活動をなすタントラヤーナは、教祖と女性問題が取り沙汰されるような政治倫理が説かれる現代には合わない修行であると説かれた。教団では信者は恋愛も性交も禁止され、男性大師と女性信者との関係が発覚した時には二人とも独房に監禁され、夫婦で入信すると同居できず、隣に座ることもできなかった。出家信者の戒律「不邪淫」では、性行為だけでなく自慰も禁止された。
ヴァジラヤーナ
ヴァジラヤーナ（金剛乗）とは密教徒が自らの密教を自称することばで、バジラ（金剛）はインドラの武器を意味する。金剛乗とは顕教に比して絶対なる乗り物（教え）を意味し、『金剛頂経』や無上瑜伽タントラにおいて用いられる。金剛乗はグルと弟子との1対1の関係においてのみ成り立つ道である。グルが弟子に内在する煩悩を突きつけ、それを理解できる状況を作り出し、その煩悩を越えさせるマハームドラーなどの激しい方法が含まれる。麻原はカール・リンポチェと会ってからヴァジラヤーナを説くようになった。
オウム真理教におけるタントラヴァジラヤーナの教義の中には、「五仏の法則」と呼ばれるものがあった。
- ラトナサンバヴァの法則 - 財は善の為に使用されるなら盗んでも良い
- アクショーブヤの法則 - 輪廻に最適なタイミングであれば殺しても良い
- アミターバの法則 - 恋愛感情によって真理の実践を妨害している異性は奪っても良い
- アモーガシッディの法則 - 結果のためには手段を選ばない
- ヴァイローチャナの法則 - 時期尚早として麻原が明かさなかったため詳細不明。象の肉などが必要なので現代では無理

これは「一般的な戒律に反する行為・言動」が、完全に煩悩なく、完全に心において利他心のみであるときには認められるとするもの。「天界の法則であって人間界においてはなし得ない」という注釈のもとで説かれたこともあった。
麻原は空海の真言宗でも同じことを言っているとした。日本では金剛乗は真言密教を指す。真言宗の経典の一つである金剛頂経は仏教学的分類においてはタントラ密教経典に分類される。金剛頂経は全十八会からなり、その内初会「真実摂経」のみが日本に伝わっているが、ニ会以降の内容では後期密教との過渡期の内容に踏み込み、上記の五仏の法則に近いと言える内容も実際に存在する。経典『秘密集会タントラ』第五分には、殺人などの大罪を犯す者、嘘つき、他人の財物を欲しがる者、常にセックスを求めて性行を悦楽する者は、梵行を行っている行者に等しいと書かれており、麻原の教義とこの経典との間に表面上の矛盾はないが、一方でダライ・ラマ14世はこの箇所は文字通り解釈してはならないと注意を促している。
麻原は、五仏の法則やヨハネの黙示録のような最終戦争についての言及のある時輪タントラもヴァジラヤーナ路線に利用したが、時輪タントラはイスラム教がインド仏教を衰退させていく時代に成立したもので正当防衛との解釈も成り立つが、現実に軍事的な圧力を受けてもいないのに教団が弾圧されていると陰謀論を主張したのは事実に反していたと上祐史浩は総括している。
警視庁はオウム真理教のヴァジラヤーナの教義は殺人を正当化するものと解釈、オウム後継教団は現在もこの教義を根幹に据えていると見ている。

### 予言と終末観
1985年に麻原はアビラケツノミコト（神軍を率いて戦う光の神）を任じると天から啓示を受け、その後、マイトレーヤ（弥勒菩薩）であると守護神から教えられたと語り、1988年にはシヴァ大神の指示でヨハネ黙示録を読み解き、自分をハルマゲドンで現れるキリストだとした。アビラケツノミコト、マイトレーヤ、キリストは全て戦う神（軍神）とされた。麻原は、神の預言とは、自ずと実現する予言ではなく、神を代行して実現する計画であると語っている。
ノストラダムスの予言は、五島勉の『ノストラダムスの大予言　迫りくる1999年7の月，人類滅亡の日』(祥伝社ノン・ブック、1973年)シリーズを通じて、麻原に大きな影響を与えた。とりわけ以下の詩篇は有名である。
五島勉は1999年の破局を回避するためにはユダヤ教・キリスト教などの欧米白人文明から、仏教などの東洋アジアの思想への転換が必要と主張した。
立花隆は、麻原はヒトラーと同様に本気でノストラダムスの予言を信じ、「自分の予言が外れると困るからハルマゲドンを起こそうとしたのではなく、ノストラダムスがそう予言したからには、歴史はその通りに動くにちがいないし、また自分は、歴史をそのように動かす歴史的使命を与えられていると思い込んだのではないか」と指摘している。
宗教学者の武田道生は、オウム真理教における予言と終末観の変遷を、初期の終末回避期（1985年 - 1987年）、終末回避不能・救世主出現期（1988年 - 1990年6月）、救世主確立期（1990年8月 - 1992年10月）、終末切迫期（1992年10月 - 1995年）の四つの時期に分ける。初期には個人の魂が救済され、次いで人類の救済、 次いで超人類の生き残りへと終末観が変容していった。
終末回避期：1986〜1987年
「オウム神仙の会」発足直後の1986年には「87〜 88年の富士山噴火 90年からの日米貿易摩擦、93年の再軍備、99年〜 2000年の核戦争」を予言。
1987年には核戦争が99年か2003年となり、運命の日が1999年8月1日に特定される。 この時期は、成就者が宇宙エネルギーの流れを変えて終末を回避できると予言した。  阿含宗の終末論に類似した楽観的な全面的回避とい う救済が展開する。
終末回避不能・救世主の出現期：1988年〜1989年
1988年には、日本沈没とSDI兵器による米ソ・イスラム・日本の戦争という水と火の洗礼を予言し、出口王仁三郎やノストラダムスを用いて、ハルマゲドンは回避できず、 成就者・解脱者などの新人類が生き残り、新しい王国を築くという選民思想が出現する。しかし、日本沈没は300人の解脱者で回避できるとした。1988年4月から大宇宙占星学の連載開始。同年12月には富士山の噴火を「水中エアータイト・サマディ」によって回避できたとして、成就者を出して全滅亡を回避しようと説教。同年12月13日の富士山総本部における説法では、ヨハネの黙示録の教えには人類滅亡後に生き残る人の条件は、仏教の戒を守ることと禁欲、そしてシヴァ神あるいはグルへの帰依であると説かれており、これは「タントラ・ヴァジラヤーナの精髄」で、「今、世界のどこを探しても そのことを最も激しく実践しているのは、オウム真理教の信徒だけだ」と述べた。
1989年2月著書『滅亡の日』では 『ヨハネの黙示録』はシヴァ大神が麻原を終末時の救世主と命じるためにヨハネに書かせたとし、シヴァが行う天変地異による悪のカルマおとしが効果を挙げなくなった時、人間の最終戦争によってカルマおとしを行うという。シヴァ神から「オウム真理教の救済計画を固めよ」との神託を受けたとする麻原は「力で良い世界をつくる。これこそ、タントラ・ヴァジラヤーナの世界だ。シヴァ神はシヴァ神への強い信仰を持ち続けたタントラ修行者が諸国民を支配することを望んでいらっしゃる」と説いた。同年4月には、 ノストラダムスも救世主として麻原の出現を予言していたと述べ、 成就による超人類が誕生するために終末は避けられないと 終末を肯定した。
1989年5月発行の書籍「滅亡から虚空へ」では「ハルマゲドンは回避できない。しかし、オウムが頑張って多くの成就者を出すことができれば、その被害を少なくすることができる。ハルマゲドンで死ぬ人々を、世界人口の4分の1に食い止めることができる。残りの4分の3の人口の中のどれだけが生き残れるかは、オウムの救済活動次第だ。」と説いた。また、第二次世界大戦でわざと負けたヒトラーは未来予知の力を持つ予言者であり、「20世紀末の大破局が救いの超人や神人を生み出す」と予言していると書いた。
救世主確立期：1990年〜1992年
1990年8月にはノストラダムスの予言するモーゼは麻原であるとし、1991年9月の『人類滅亡の真実』では転輪王獅子吼経を通して、終末後に麻原が真理勝者 マイトレー ヤ（弥勒）に転生すると語られる。 同91年12月の『キリスト宣言』で、 真理の御霊である麻原は、キリストとして再臨すると語られる。1992年9月2日のノストラダムスの勉強会で、予言にあるキリストとは「孤児とか、親元を離れて生活をしてる、親と縁が非常に薄いことを表すフランス語」であると解釈し、麻原自らの体験を持ち出して、自分がキリストであると述べた。このほか、麻原は古代エジプトのアメンホテプでもあり、またフリーメーソンを敵視しているが、フリーメーソンを作ったのも自分であるとも述べた。
1992年9月から10月にかけてノストラダムスが救済者麻原の出現と弾圧を予言しているとし、また超古代の救世主ヘルメスとしても再臨すると語る。
終末切迫期：1992年〜1995年
1992年10月以降各地の大学で行われた講演から、悪の具体化と終末時期の前だおしが始まった。 日本への核攻撃は96年から98年1月にかけて行われ、 人口は10分の1になるとした。
1993年1月31日第8回大説法祭で麻原はヒトラーのカルマと自分のカルマは似ているかもしれないと述べ、ノストラダムスのいうユピテル、クロノス、太陽、メルクリウス、マルスなどのギリシア神話・ローマ神話の神々も、マイトレーヤと同一人物、つまり麻原であるとする。同年3月・4月に麻原は、ノストラダムスが1997年ハルマゲドンを説き、麻原をキリストとして予言している以上、「私が世の中の中心に引っ張り出され、主役を演じなければならない時代が来ることは間違いないだろう」、「（教団が）叩かれることが予言だった。叩かれることは、予言として成就しなければならなかったのである。その叩かれた中でこの1600倍に拡大した教団の道場の空間は、間もなく2000倍になろうとする。」と述べた。この1993年には兵器開発が強化されたが、1993年6月に上九一色村で「第三次世界大戦をとめることができるのは、世界においてただ一人、私しかしない」と宣言した。1993年7月の著書『麻原彰晃 戦慄の予雷』でユダヤ・フリーメーソン陰謀説が登場し、終末は成就修行の目標とされた。
1994年3月以降、麻原はさらに陰謀説を強め、「私の生命もこのまま彼ら（フリーメーソン）の攻撃を受け続けるならば、一ヶ月ともたない。今まで私は毒ガス攻撃に対してツァンダリー、トゥモで対決してきた」、「1989年から世界を統一しようとしているグループがアメリカを使い、アメリカの配下のJCIA（内閣情報調査室）、公安を使い、オウムを弾圧してきた。この弾圧は、フリーメーソンの手先である創価学会や小沢一郎というラインのその背景に大きな力が働いている」と陰謀説を述べた。3月15日には杉並道場で白蓮教による紅巾の乱を挙げ、これは（朱元璋が）明王朝を打ち立てるきっかけとなった宗教戦争であり、「このきっかけを有することのできるような教祖こそがカルト宗教の教祖」であるとする。また、1993年にブランチ・ダビディアンがFBIによって滅ばされたが、それを動かしたCIAは次に麻原を「本当の意味での反米、つまり属国から開放され、日本が独立国として動き出そうとする時の中心人物」として恐れているがゆえに、マスタードガスやVXなど毒ガス攻撃を1988年から続けていると説いた。1994年春以降、「国家公安、つまりフリーメーソンらは『省エネ原爆（サリン）』で我々を狙っている。近く東京23区は全滅する」と度々講演し、第三次世界大戦の狙いは、第一段階で都会が完全に死滅させ、第二段階では無政府状態をつくり、第三段階は地球の統一的な政権を作る、と説いた。
こうして教団は、ユダヤによるマインドコントロールや地震兵器、毒ガス細菌兵器攻撃を強調、 ＜物質主義=ユダヤ=悪=闇＞と＜精神主義=オウム真理教=善=光＞という対立を設定し、外部社会との敵対的闘争へと展開、救済者像の強化が熱狂的に行われ、積極的に終末を迎えた。

#### ハルマゲドン（最終戦争）
ハルマゲドンとは聖書のヨハネの黙示録において神が悪魔と戦う世界最終戦争の場所である。麻原は転輪王経やヨハネの黙示録、ノストラダムス・酒井勝軍・出口王仁三郎らの予言、占星術（大宇宙占星学）などをミックスし、第三次世界大戦・ハルマゲドンが迫っていると盛んに主張した。現代の人類は悪業を積んでいてこのままでは三悪趣に転生してしまうので、ハルマゲドンは回避できないと説いた。麻原はオウム真理教以前のヨガ教室「オウム神仙の会」を開催していた1985年頃には竹内文書と酒井勝軍の影響から終末思想ハルマゲドンについて述べており、雑誌「ムー」1985年11月号には岩手県の五葉山の調査報告として、20世紀末にハルマゲドンが起きて「神仙民族」だけが生き残り、天皇とは違う指導者が日本から出現するとの黙示を酒井が五葉山で神受されたとの伝聞を地元の古老から聞いたと書いていた。
1980年代は米ソ冷戦の最終局面で、レーガン大統領が「悪の帝国」ソ連を倒すために戦略防衛構想（宇宙戦争）を唱えていたことも時代背景としてあった。
麻原によるとハルマゲドンの原因は、フリーメイソン物質主義派とユダヤ勢力が物質崇拝やオウム迫害を広めてカルマが溜まっていることと、キリストと人類の進化を求めるフリーメイソン精神主義派及び米・中・露のバックにいるものたちの計画であり、大戦は中東の石油危機をきっかけとして1997年に始まり1999年8月1日ごろ激化する。この他、ナチス残党の第四帝国も参戦する。日本は不況のためファシズムに傾倒し東南アジアに侵攻、さらにアメリカと対立しNBC兵器やプラズマ兵器、電磁パルス攻撃などで蹂躙され殆どが死ぬが、「神仙民族」であるオウムが生き残り、2000年に日本から「6人の最終解脱者」が登場、オウムは地球を救い、旧人類を淘汰して超人による世界をつくるという、オカルトなどから影響を受けた、アニメ・漫画的ともいえるストーリーであった。また、ニューエイジ的な「アセンション」による精神革命論の影響も指摘される。
とはいえ麻原はソビエト連邦の崩壊を予言できず（当初は1995年にソ連があることになっていた）1999年を迎える前から予言は破綻していた。石垣島でもオースチン彗星でも予言を外し、念力で食い止めたと麻原が述べるなどしたため、一部の信者では麻原への尊敬の念が薄れていったともいう。
麻原は逮捕後の1996年の破防法弁明手続において「1995年11月にラビン首相の暗殺によって世界の首脳がイスラエルに集まったため、これをもってハルマゲドンに集まったというプロセスは終了した」「私たちはハルマゲドンに出会うかもしれない。出会わないかもしれない。ハルマゲドンが起きるなどということはその中でも一言も言っていない」と予言を半ば撤回した。

#### ユダヤ陰謀論
麻原はユダヤ陰謀論を繰り返し説いた。1990年3月にユダヤ人、フリーメーソンの目的はオウムの崩壊と説く。同年4月に、フリーメーソンがペスト菌をまいたように、全世界にボツリヌス菌をまいてポアするとヴァジラヤーナを宣言。同年7月には「悪魔の本性は物質である」。なぜなら、悪魔はこの欲界を支配している、欲界の最も低次元のものは物質であるから。現在の世界を支配しているのは物質主義であり、金を持っていれば偉くなれる。物質主義や資本主義はペストの発生でフリーメーソンやユダヤ人が台頭したことによって広まった。ペストはフリーメーソンが仕掛けたと述べた（「マハーヤーナ」31号1990年7月）。
オウムによれば、フリーメーソンなどのユダヤ人組織の陰謀で、日本人は情報操作や、ファーストフード、ジャンクフード、インスタント食品によって思考力を奪われており、副作用の強い、毒である薬を企業の利益のために飲まされ、天皇も彼らの傀儡とされた。
また、アメリカは核兵器を日本に向けてセットしており、攻撃を開始すると在日米軍が地下要塞に潜り、ICBM、化学兵器、生物兵器、プラズマ兵器で日本を壊滅後、地下の米軍が日本を征服する、そして真の宗教であるオウムは米日国家にとって脅威である、とされた。
このほか、オウムは、闇の巨大勢力は、エボラ出血熱、エイズを生物兵器として生み出し、ホロコーストはユダヤ人のデッチあげでイスラエル建国のためのプロパガンダである、ダイアナ妃暗殺はクラブ・オブ・ジ・アイルズによる粛清、オクラホマシティ連邦政府ビル爆破事件は反連邦主義のミリシアを潰すための米政府の自作自演で、ビートルズはタヴィストック研究所による洗脳計画だと主張した。
なお、ユダヤ人・フリーメーソンを敵視する反ユダヤ主義は大本教や世界救世教にも見られる。

#### 大宇宙占星学
麻原の予言は、諸葛孔明が用いた奇門遁甲の「完璧な再現」である「大宇宙占星学」に基づくとされた。1991年12月には書籍「大宇宙占星学」刊行。1992年1月に販売されたビデオ「麻原彰晃尊師の大宇宙占星学」ではキャッチコピーに「戦慄の的中率　1992年あなたの運命はこうだ！」「磁場の影響を受けなくすれば運命は変えられる！」とあり、「異次元の世界の導師マニクラチュー」から伝授された大宇宙占星学は、ペルシャ湾情勢、水害、日航機墜落事故、なだしお事件、第二次世界大戦、関東大震災などすべて知っていたとされた。

### 世界観
この世界は、熱優位の粗雑な物質による愛欲界、音優位の微細な物質の世界である形状界、光優位のデータの世界である非形状界が重なり合っているとする。
| 愛欲界 （現象界、欲界）                   | 愛欲界 （現象界、欲界）                                                                   | 形状界 （アストラル界、色界） | 形状界 （アストラル界、色界）   | 形状界 （アストラル界、色界）   | 非形状界 （コーザル界、無色界）                             | 非形状界 （コーザル界、無色界） |
| ----------------------------------------- | ----------------------------------------------------------------------------------------- | ----------------------------- | ------------------------------- | ------------------------------- | ----------------------------------------------------------- | ------------------------------- |
|                                           |                                                                                           |                               |                                 |                                 | 大到達神智完全煩悩破壊界 （マハー・ボーディ・ニルヴァーナ） |                                 |
| 大完全煩悩破壊界 （マハー・ニルヴァーナ） |                                                                                           |                               |                                 |                                 |                                                             |                                 |
| 上位非形状界 （上位コーザル）             | 非認知非非認知境                                                                          |                               |                                 |                                 |                                                             |                                 |
| 上位非形状界 （上位コーザル）             | 無所有境                                                                                  |                               |                                 |                                 |                                                             |                                 |
| 上位非形状界 （上位コーザル）             | 識別無辺境                                                                                |                               |                                 |                                 |                                                             |                                 |
| 上位非形状界 （上位コーザル）             | 空間無辺境                                                                                |                               |                                 |                                 |                                                             |                                 |
| 上位形状界 （上位アストラル）             | 清潔居住天                                                                                | 超越童子愛欲本質神天          | 中位非形状界 （中位アストラル） | 中位非形状界 （中位アストラル） |                                                             |                                 |
| 上位形状界 （上位アストラル）             | 清潔居住天                                                                                | 善現象愛欲神天                | 中位非形状界 （中位アストラル） | 中位非形状界 （中位アストラル） |                                                             |                                 |
| 上位形状界 （上位アストラル）             | 清潔居住天                                                                                | 善安楽愛欲神天                | 中位非形状界 （中位アストラル） | 中位非形状界 （中位アストラル） |                                                             |                                 |
| 上位形状界 （上位アストラル）             | 清潔居住天                                                                                | 超燃焼愛欲神天                | 中位非形状界 （中位アストラル） | 中位非形状界 （中位アストラル） |                                                             |                                 |
| 上位形状界 （上位アストラル）             | 清潔居住天                                                                                | 超空間愛欲神天                | 中位非形状界 （中位アストラル） | 中位非形状界 （中位アストラル） |                                                             |                                 |
| 上位形状界 （上位アストラル）             | 偉大果報愛欲本質天                                                                        |                               | 中位非形状界 （中位アストラル） | 中位非形状界 （中位アストラル） |                                                             |                                 |
| 上位形状界 （上位アストラル）             | 美天                                                                                      | 総美愛欲本質神天              | 中位非形状界 （中位アストラル） | 中位非形状界 （中位アストラル） |                                                             |                                 |
| 上位形状界 （上位アストラル）             | 美天                                                                                      | 無量美愛欲神天                | 中位非形状界 （中位アストラル） | 中位非形状界 （中位アストラル） |                                                             |                                 |
| 上位形状界 （上位アストラル）             | 美天                                                                                      | かすかな美しさの愛欲神天      | 中位非形状界 （中位アストラル） | 中位非形状界 （中位アストラル） |                                                             |                                 |
| 上位形状界 （上位アストラル）             | 美天                                                                                      | 美愛欲神天                    | 中位非形状界 （中位アストラル） | 中位非形状界 （中位アストラル） |                                                             |                                 |
| 上位形状界 （上位アストラル）             | 光天                                                                                      | 無量光愛欲神天                | 中位非形状界 （中位アストラル） | 中位非形状界 （中位アストラル） |                                                             |                                 |
| 上位形状界 （上位アストラル）             | 光天                                                                                      | かすかな光の愛欲神天          | 中位非形状界 （中位アストラル） | 中位非形状界 （中位アストラル） |                                                             |                                 |
| 上位形状界 （上位アストラル）             | 光天                                                                                      | 光愛欲神天                    | 中位非形状界 （中位アストラル） | 中位非形状界 （中位アストラル） |                                                             |                                 |
| 上位形状界 （上位アストラル）             | 神聖天 （梵天）                                                                           | 大神聖天                      | 中位非形状界 （中位アストラル） | 中位非形状界 （中位アストラル） |                                                             |                                 |
| 上位形状界 （上位アストラル）             | 神聖天 （梵天）                                                                           | 神聖臣天                      | 中位非形状界 （中位アストラル） | 中位非形状界 （中位アストラル） |                                                             |                                 |
| 上位形状界 （上位アストラル）             | 神聖天 （梵天）                                                                           | 神聖代議愛欲神天              | 中位非形状界 （中位アストラル） | 中位非形状界 （中位アストラル） |                                                             |                                 |
| 上位形状界 （上位アストラル）             | 神聖天 （梵天）                                                                           | 神聖衆愛欲神天                | 中位非形状界 （中位アストラル） | 中位非形状界 （中位アストラル） |                                                             |                                 |
| 戯れ堕落天 （天界）                       | 第6天界（為他神以神通創造欲望満足従事天）                                                 | 下位形状界 （下位コーザル）   | 下位形状界 （下位コーザル）     | 下位形状界 （下位コーザル）     | 下位非形状界 （下位アストラル）                             | 下位非形状界 （下位アストラル） |
| 戯れ堕落天 （天界）                       | 第5天界（創造満足天）                                                                     | 下位形状界 （下位コーザル）   | 下位形状界 （下位コーザル）     | 下位形状界 （下位コーザル）     | 下位非形状界 （下位アストラル）                             | 下位非形状界 （下位アストラル） |
| 戯れ堕落天 （天界）                       | 第4天界（除冷淡天）                                                                       | 下位形状界 （下位コーザル）   | 下位形状界 （下位コーザル）     | 下位形状界 （下位コーザル）     | 下位非形状界 （下位アストラル）                             | 下位非形状界 （下位アストラル） |
| 戯れ堕落天 （天界）                       | 第3天界（支配流転双生児天）                                                               | 下位形状界 （下位コーザル）   | 下位形状界 （下位コーザル）     | 下位形状界 （下位コーザル）     | 下位非形状界 （下位アストラル）                             | 下位非形状界 （下位アストラル） |
| 戯れ堕落天 （天界）                       | 第2天界（三十三天）                                                                       | 下位形状界 （下位コーザル）   | 下位形状界 （下位コーザル）     | 下位形状界 （下位コーザル）     | 下位非形状界 （下位アストラル）                             | 下位非形状界 （下位アストラル） |
| 戯れ堕落天 （天界）                       | 第1天界（四天王天） 東 - 堅固王国天 西 - 成長天 南 - 統治変化自在天空天 北 - 守庶民外傷天 | 下位形状界 （下位コーザル）   | 下位形状界 （下位コーザル）     | 下位形状界 （下位コーザル）     | 下位非形状界 （下位アストラル）                             | 下位非形状界 （下位アストラル） |
| 意識堕落天（阿修羅）                      |                                                                                           | 下位形状界 （下位コーザル）   | 下位形状界 （下位コーザル）     | 下位形状界 （下位コーザル）     | 下位非形状界 （下位アストラル）                             | 下位非形状界 （下位アストラル） |
| 人間界                                    |                                                                                           | 下位形状界 （下位コーザル）   | 下位形状界 （下位コーザル）     | 下位形状界 （下位コーザル）     | 下位非形状界 （下位アストラル）                             | 下位非形状界 （下位アストラル） |
| 低級霊域（餓鬼界）                        |                                                                                           | 下位形状界 （下位コーザル）   | 下位形状界 （下位コーザル）     | 下位形状界 （下位コーザル）     | 下位非形状界 （下位アストラル）                             | 下位非形状界 （下位アストラル） |
| 動物界                                    |                                                                                           | 下位形状界 （下位コーザル）   | 下位形状界 （下位コーザル）     | 下位形状界 （下位コーザル）     | 下位非形状界 （下位アストラル）                             | 下位非形状界 （下位アストラル） |
| 地獄界                                    |                                                                                           | 下位形状界 （下位コーザル）   | 下位形状界 （下位コーザル）     | 下位形状界 （下位コーザル）     | 下位非形状界 （下位アストラル）                             | 下位非形状界 （下位アストラル） |

### チャクラと五大エレメント
チャクラ（チァクラ）と五大（五大エレメント）の理論を融合した形で導入している。体の上部にあるチャクラほど高い次元につながっているとされた。子供向けの自慰行為防止説法で、麻原は以下のように語っている。
| 「 | 心臓と、おしっこするところは、どちらが上かな？もちろん、心臓のほうが頭に近いから、上だよね？体の下の部分に、心が集中するとね、その子は下の世界に生まれ変わるんだって。やだねえ （良い子の真理 3巻） | 」 |

| 元素 | 対応する体の構成要素 | 対応するチャクラ（チァクラ） | 色 | 対応する感覚器官 |
| ---- | -------------------- | ---------------------------- | -- | ---------------- |
| 空   | 空間（肺など）       | ヴィシュッダ                 | 青 | 聴覚             |
| 風   | 呼吸                 | アナハタ                     | 緑 | 触覚             |
| 火   | 体温                 | マニプーラ                   | 赤 | 視覚             |
| 水   | 血液などの水分       | スヴァディスターナ           | 白 | 味覚             |
| 地   | 肉・骨               | ムーラダーラ                 | 黄 | 嗅覚             |

## 組織

### 施設

#### 東京・全国支部
- 東京総本部：港区南青山（1Fはマハーポーシャ事務所）
- 世田谷道場（世田谷区赤堤）
- 杉並道場（杉並区下井草）
- 支部：札幌、仙台、水戸、高崎、船橋、横浜、藤枝、松本、名古屋、金沢、福井、京都、大阪、堺、和歌山、広島、高知、福岡、那覇、ニューヨーク、ボン、スリランカ、モスクワ [446]

#### 富士山総本部周辺
- 富士山総本部道場：富士宮市人穴[446]。敷地面積は1万8千平方メートル[447]。

富士山総本部の麻原一家の部屋は、窓から富士山が眺望でき、インドの絨毯が敷かれ、ピアノ、テレビもあり、普通の信者のこどもが食べることのできないお菓子もあった。
- 第1サティアン（89年11月当時は4階に麻原一家、金庫室、瞑想室、リビングルーム、会議室、浴室[448]）
- 第4サティアン（ビデオやアニメを製作）

##### 独房
富士山総本部では懲罰用独房と修行用独房があった。
懲罰用独房はコンテナで、窓はなく、畳は押すと水が滲み出て、茸が生えていたという。監禁された10歳の児童が通気口から外に助けを求めていると、通りかかった人が警察に通報し、これ以降、懲罰用独房はなくなった。スパイチェックでの質問を批判した別の信者は、独房に監禁後、薬物を投与されると、新実や中川、遠藤らが見回りに来たが、彼らは実験動物における薬物反応を見るようで、人体実験だったという。この信者は隙をみて脱走した。
修行用独房は、「ポアの間」と呼ばれ、一畳の部屋で壁にビデオとオウムの本、ポータブルトイレがある。入ると5日間は出られず、説法ビデオが最大ボリュームで流され、ボリュームは調整できず、寝ても説法が聞こえた。持ち込めるのは毛布と甘露水の瓶だけで、食事は一日一回、顔を洗うことも歯磨きもできず、トイレは一日おきに交換されるので臭くてたまらなかったという。岡﨑一明元幹部は、遺品にあった手記で「ポアの間」についても触れている。

#### 上九一色村その他
山梨県西八代郡上九一色村（現：南都留郡富士河口湖町）には第一〜第七上九があり、それぞれに施設があった。
- 第一上九
  - 第2サティアン（1階は倉庫、瞑想室、法皇官房事務室、テープ作成室。3階に尊師の部屋、ピアノ、サウナ、リビングルーム、第一・第二瞑想室、浴室[448]）
  - 第3サティアン（物置）
  - 第5サティアン（印刷工場）
- 第二上九
  - 第6サティアン（1階は食品工場、子ども室、家族の部屋、瞑想室、配膳室、修法の部屋、風呂、サウナ。三階は幹部、信者の部屋、修行室、事務所、医務室[448]）
  - ヴィクトリー棟（詰所）、コンテナ
- 第三上九
  - 第7サティアン（サリンプラント）
  - クシティガルバ棟（土谷正実の実験室）
- 第四上九
  - 第8サティアン （マハーポーシャのパソコン組立工場）
  - 第12サティアン （自動小銃、サリン噴霧車製造）
- 第五上九
  - 第9・第11サティアン （自動小銃）
- 第六上九
  - 第10サティアン - 出家信者の子弟の生活の場。自治省系緊急連絡網の配信センター。
  - ジーヴァカ棟（CMI棟） - 遠藤誠一の実験室。
- 第七上九
  - 窓のない倉庫群
- 富士清流精舎（山梨県南巨摩郡富沢町（現：同郡南部町） （自動小銃工場）

### 公称信徒数
グラフの数字は信徒人数。特記なければ日本国内のみ。ロシアの信者数は最大3万人から5万人に上った。
| '84年2月  | 6     |  |
| '85年12月 | 15    |  |
| '86年10月 | 35    |  |
| '87年2月  | 600   |  |
| '87年7月  | 1300  |  |
| '88年8月  | 3000  |  |
| '89年     | 4330  |  |
| '90年10月 | 5000  |  |
| '95年3月  | 15400 |  |
| '97年     | 1000  |  |
| '99年     | 1500  |  |

※89年は出家者330,信徒4000人であったが、90年4月の石垣島セミナーで出家者が800人になった。
※1995年3月は出家1,400人、在家14,000人。
後継団体
- 2000年 - 1,115人（教団が公安調査庁に報告した数）
- 2002年 - 1,650人
- 2003年2月 - 1,251人（教団が公安調査庁に報告した数）
- 2005年 - 1,650人
- 2008年 - 1,500人
- 2009年 - 1,500人（Aleph出家450人、在家850人。ひかりの輪出家50人、在家150人）[456]
- 2011年 - 1,500人
- 2014年 - 1,650人
- 2016年 - 1,650人（出家300人）+ロシア460人

### 信者の構成
出家制度は1986年6月に始まった。最初期の出家者はオウム真理教以前の「オウム神仙の会」に出家しており、後に脱会した者もいたが、多くは教団幹部となった。「オウム神仙の会」以前のヨーガ教室鳳凰慶林館は女性を対象としており、オウム神仙の会も当初は女性ばかりであり、最初の男性として入会したのは大内利裕だった。以下、出家順。また、出家番号は管理番号ともいう。
- 石井久子：出家番号1番：1984年6月オウム神仙の会に入会、1986年6月出家[61]
- 山本まゆみ：出家番号2番：1984年オウム神仙の会に入会、1986年9月出家[457][458]
- ○○：出家番号3番：法人格取得前に脱会のため欠番[459]。ホーリーネームはラーマクリシュナナンダ[460]。
- 杉本繁郎：出家番号4番：1986年4月入信[461]
- 新実智光：出家番号5番：1986年1月入信、1986年9月オウム神仙の会に出家[462][459]
- 中村昇:出家番号6番[459]
- 岡﨑一明：1986（1985）年6月[463]または9月出家[464][463]。（岡崎は1985年と言っているがはっきりしないと述べている[463]）
- 大内利裕：1985年12月、オウム神仙の会最初の男性として入会。1986年10月出家[465]。早川紀代秀、井上嘉浩、村井秀夫らを出家させる[466]。
- 上祐史浩：出家番号13番：1986年8月「オウム神仙の会」に入会、1987年5月出家[55][467]。
- 岐部哲也：1986年9月オウム神仙の会入信、青年部に参加。1987年6月出家。
- 村井秀夫：1987年4月、入信。1987年6月夫婦で出家。
- 平田信：1987年8月出家。
- 飯田エリ子：出家番号33番：1984年1月に鳳凰慶林館入会し、会社の同僚石井久子を誘いオウム神仙の会に入会。1987年10月、出家[468]。
- 野田成人：1987年10月頃出家[469]。
- 早川紀代秀：1986年6月丹沢セミナーに参加。1987年11月出家。
- 井上嘉浩：出家番号63番：1986年オウム神仙の会丹沢セミナーに参加。1988年出家。
- 中川智正：1988年2月出家。
- 林泰男：1987年（昭和62年）5月入信。1988年12月6日出家。

教団幹部には難関大学の卒業者も多く、教団の武装化を可能にした村井秀夫、土谷正実、遠藤誠一など理系幹部を多く抱えていた。また弁護士資格を持つ青山吉伸、公認会計士資格を持つ柴田俊郎、上田竜也、医師免許を持つ林郁夫や中川智正、芦田りら、佐々木正光、平田雅之、森昭文、小沢智、片平建一郎など社会的評価の高い国家資格を持つ者も多くいた。麻原の勧誘方針は「女は若くて美人、男は理系の高学歴」というものだった。
他にも山形明、丸山美智麿など自衛隊員、建設会社出身で教団の不動産建設やロシアとの交渉を手がけた早川紀代秀、元暴力団員の中田清秀、松任谷由実のアルバム制作にも関わったことのあるデザイナーの岐部哲也、彰晃マーチなどを作曲したミュージシャンの石井紳一郎、盗聴技術を持っていた林泰男、元日劇ダンシングチームの鹿島とも子など幅広い層の信者を有していた。信者平均年齢は若いが、最高齢信者は88歳の女性だった。
麻原の三女松本麗華は、マスメディアではオウム真理教出家者が高学歴のインテリばかりで構成されていたかのようなイメージで報道されたが、実際は一般社会に居場所を無くした構成員も多かったと語る。例えば、普通に生きていくことに疑問を生じたり、居場所が無かったりした人や、DV被害者、被虐待児、精神疾患、発達障害、パーソナリティ障害などの社会的弱者が少なからずいたという。
以下に示すのは教団がオウム事件発覚後の1995年6月28日に行った出家修行者対象のアンケートデータである。

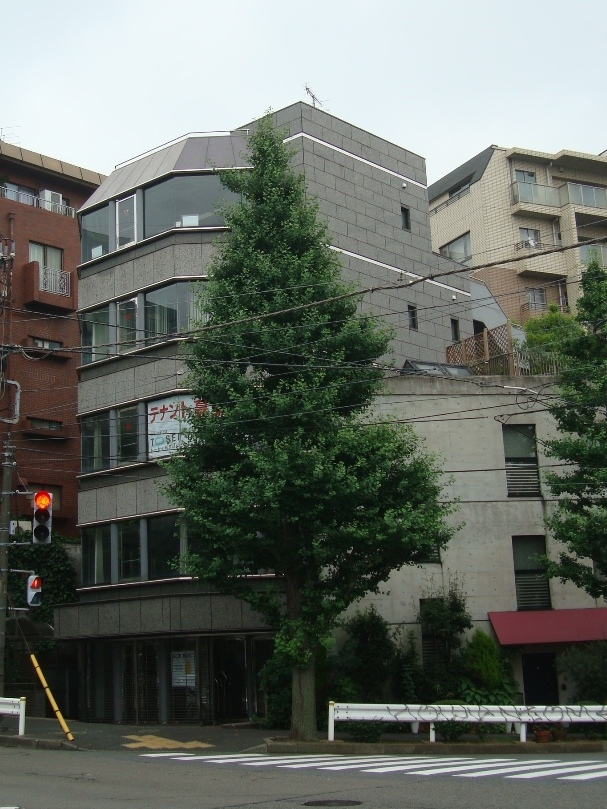
旧・青山総本部（東京・南青山、2011年）

- 性別
男 459人（41%）
女 661人（59%）
計1120人
- 年齢
平均 30.1歳
最多 26歳（102人）
- 他の宗教団体への入信経験
あり 35%
なし 65%
- 学歴
大卒 37.8%
短大卒 7.0%
専門学校卒 16.7%
高卒 25.2%
- 入信動機
1位 本を読んで 273人
2位 勧誘 171人
3位 出家者・修行者の姿を見て 61人
4位 教義に納得して 52人

## 運営体制
教団の運営体制は、インドの宗教団体の東京支部で修行を積み、出家生活の経験もあった元信者によって多くが作られた。この元信者は、入信した1986年2月から、麻原の最終解脱宣言に疑念を抱いて1987年4月には脱会するまでの1年2か月程の在籍期間中に、密告・相互監視制度、出家制度、寄進制度など、教団の制度の多くを作った。このほか、信者の生活スケジュールの徹底管理制度や、外部の情報遮断、また成就者にはホーリーネームを授け、理系エリートには高額機器を揃えるなどの体制が構築されていった。

### サンガ（合宿・出家制度）
この元信者のチームは、参加費用120万円のサンガという合宿制度を作り、これは後に全財産を「お布施」として寄進させる出家制度となった。このチームは「どこかに何かを残していれば、簡単にそこに逃げるから、すべてを処分して退路を断った方がいい」と全財産の寄進制度を提案した。信者に「修行を放棄しない」という誓約書を書かせる案も出された。実際に、出家信者には自分の遺産は全て教団に寄贈するという遺言状に署名捺印をさせた。また、肉親、友人等など現世における一切のかかわりを断つことも求められ、「親族とは絶縁する。（教団に）損害を与えた場合には一切の責任を取る。すべての財産は教団に寄贈する。葬儀等は麻原が執り行う。事故等で意識不明になったときはその処置、及び慰謝料や損害賠償もすべて麻原に任す。」という誓約書を書かされた。
オウムでは解脱するには功徳を積むことが奨励され、この功徳は「オウムにとってプラスになる行い」という。功徳のベースは布施で、「マハーヤーナスートラ」（1988）では「第一は何かというと、財施だ。文字通り、お金を布施することです。この布施によって、あなた方は必ず来世でも真理に巡り会うことができるでしょう」、「修行の第一ステージはまず布施に始まる」と説かれた。1990年の石垣島セミナー後、教団本部は「新たに信徒を増やすのはどうでもいい、とにかく今いる信徒を出家させろ」「出家を拒否する者にはとにかくお布施をいっぱいさせろ」と支部に命じ、麻原も機関紙「マハーヤーナ」7月号の出家特集で、「本当に真理に巡り合い、真理を実践したい人は、社会的な条件はどうでもいいから、とにかく出家をして早く至福の生活をしていただきたい」と呼びかけた。1993年以降の信徒用決意では「私がこれまで所有してきたすべての財産は現世的な観念により、あるいは貪りの心によって、汚れた行為により得たものである。その悪行を滅し、偉大な功徳に変えるために、私は極限のお布施をするぞ。」という章句があった。

### ステージ（階級）制度
修行の達成度、精神性の度合いを示すものとして「ステージ」制度があった。
まず、教団の信者は在家信徒と出家修行者（サマナ、シッシャ）に分けられる。在家信者は通常の生活を行ないながら、支部道場に赴いて修行したり説法会に参加し、休暇期には集中セミナー等も開かれる。このほか名目上の信徒である「黒信徒」がいた。
出家修行者のサマナ（シッシャ）には、さらに師、正悟師、正大師の各ステージが存在した。名称や編成は時期によって異なる。これらのステージに従って教団内での地位、役職等が定められた。
- 尊師（麻原教祖）
- （正報師）：松本聡香
- 正大師（大乗のヨーガの成就者）[484]
  - 石井久子、新実智光、岡﨑一明（大師）、上祐史浩、村井秀夫、松本知子、松本麗華
- 正悟師(マハー・ムドラーの成就者）
  - 遠藤誠一（正悟師長）、飯田エリ子、杉本繁郎、早川紀代秀、土谷正実、井上嘉浩、中川智正、豊田亨、林泰男、広瀬健一、横山真人、林郁夫、青山吉伸、岐部哲也
- 師（クンダリニー・ヨーガの成就者）
- サマナ長
- サマナ

オウムの修行の最終的な目標は、現実世界を越えた真実に到達することで、サマナらはその目標に到達するために、激しい修行を行った。現実世界を超えるためには、この世界の価値観を超越し観念を壊す必要がある。社会の価値観に重きを置かない点で、最初からオウムは「狂気」の思想を内包していた。当初はこの狂気の割合が低く社会性も帯びていたものが、バッシングなどや終末思想などにより次第に崩壊をはじめ、社会性が薄れていった。
信者時代「大師」の肩書きを持っていた元信者によれば、「オウムでは、肝心なことは常に教祖が決めているんです。教祖が知らないなんていうことはありえない」と言っている。幹部であろうとも麻原の指示は絶対であり、オウム真理教附属医院の患者の入退院の判断すら麻原の指示を仰がねばできなかったという。さらに麻原含めた上司の指示は説明無しに従わなくてはならなかったため、信者はいつの間にか事件に関わっていたということが度々あった。公安調査庁は信者の証言を引用して「正悟師以上になると尊師のロボット」「形式上はピラミッド形組織だが基本的には尊師と信徒は1対1の関係」としている。
信者の「入信の貢献度」は点数化されており、信徒Aが新たに信徒Bを入信させると60点、信徒Bが新たに信徒Cを入信させると（信徒Aに）15点、と一種のネズミ講方式だった。点数はバッジ、腕章、スカーフなどで外から分かるようになっており、「入信の貢献度」49000点以上は「菩薩」で、「極限修行」をすればこの「菩薩」は「必ず解脱できる」とされた。

### コーザルライン（密告制度）
教団施設には「コーザルライン」という密告するための目安箱が置かれ、教団では信者同士が相互監視する密告社会が築かれた。信者の間では、「目が不自由な教祖は常に心眼で信者を見ているという潜在意識があった。心の中まで見透かされているという恐怖心が、知らないうちに信者たちを支配していた」と教義等を担当した元古参信者は指摘している。実際には、村井秀夫幹部が「お目付役」として信者の会話や生活態度を細かくチェックし、麻原に密かに報告していた。
1987年夏に青年部のリーダー格だった信者が数人を連れて新団体を設立したことを麻原は「分派活動」とみなし、以降、信者の管理を厳しくし、信者間で電話番号を教えあうことや会話を禁止し、カルマが移るとしてお互いの持ち物に触ることも禁止され、やがて相互に監視しあう密告社会となったとも言われる。

### 信徒用決意
1993年秋以降、麻原は青山吉伸と石川公一を重視した。その青山と石川が作成した「信徒用決意」は5章あり、以下の3章が重要である。
- 1. この世は三悪趣のデータに満ちている。従って、普通に生活することはそれだけで三悪趣に落ちる。なぜなら身において殺生し、偸盗をなし、邪淫をなし、口においては妄語・綺語・悪口・両舌をなし、心においては愛着・真理を否定する、邪悪心という三毒をなすからである
  2. 三悪趣を脱し、解脱と悟りに向かうためには、今までの汚れた観念を捨て、グルへの絶対的な帰依を培うべきである。従って私は帰依するぞ。グルに帰依するぞ。徹底的にグルに帰依するぞ。私がこれまで所有してきたすべての財産は現世的な観念により、あるいは貪りの心によって、汚れた行為により得たものである。その悪行を滅し、偉大な功徳に変えるために、私は極限のお布施をするぞ。
  3. 世の中での善悪は観念であって正しくない。これは無智な人間が作り上げた観念である。よって観念を捨断するぞ。いかなる苦しみがあってもハードなカルマ落としを喜ぶぞ。「救済を成し遂げるためには手段を選ばないぞ」と「周りの縁ある人々を高い世界へポアするぞ」のフレーズがそれぞれ3回繰り返される[482]。

元幹部によれば、石川はサティアンの放送で信徒用決意を絶叫するように唱えていたと言う。

## 教団の活動

### 日本シャンバラ化計画
麻原は1987年、「日本シャンバラ化計画」を発表した。これによると、ゆくゆくは日本主要都市すべてに総本部を設置しそこから日本全土に布教活動をし、いずれは自給自足のオウムの村「ロータス・ビレッジ」を建設するというものだった。

### 財務（布施の料金体系）
1991年以前は、入会金が3万円、月会費が3000円で、入会時には入会金と半年分の会費、入会後のコース料金を全額前納する。
- ヨーガタントラコース：初級クラスは一回三時間（10回）で3万円、中級クラス（10回）は3万5000円、上級クラス（20回）は8万円。
- ビデオ、カセットテープによる通信講座：第一部・第二部、各7万円。
- 深夜セミナー：一回6時間で6000円
- 集中セミナー：一泊7-8000円

これらは単位制で、60単位とると、麻原からシャクティーパットを受けることができる。この時の布施は5万円以上。高弟から受けるシャクティーパットは30単位以上で、布施は3万円以上だった。他の瞑想法などのイニシエーションでも5万円以上の布施が必要。
初期には出家時は120万円以上の布施が要求された。のち、全財産の布施が要求された。出家すると、まず「布施リストNo.1」を作成し、現金、預金（銀行名、口座番号、預金額、暗証番号を明記）、株、証券、切手、テレホンカード、オレンジカード、商品券など全ての金券、退職金、生命保険解約時の金額など「将来見込まれるお布施」、土地、家屋は評価額を記入し、奨学金の未返済額、クレジット負債などの借金は精算しないと出家できなかった。次いで「布施リストNo.2」を作成し、貴金属、電気製品、家具、衣類、台所用品など、価格の高い物品から書き出す。
その後、「たとえ、いかなることが起ころうとも、オウム真理教及び麻原彰晃尊師に、一切責任はない。すべて自己の意思によって修行の道に入り、すべての責任は自己にある」という誓約書、遺産は全て教団に寄贈し、葬儀は麻原によって行うとする遺言状、履歴書、戸籍謄本、住民登録の転出転入届け代理人選任者、国民年金保険料免除申請書、年金手帳、運転免許証のコピー、車検証、印鑑証明書などの提出が要求された。信者の中には、親と共同の名義の土地家屋を売り、親を公団アパートに引っ越しさせた人もおり、出家後に相続した場合も教団に布施しなくてはならず、私物はバックと段ボール箱二つ分の衣類と修行用具のみが許された。こうした信者からの布施を原資として、後述する種々の事業を展開していった。

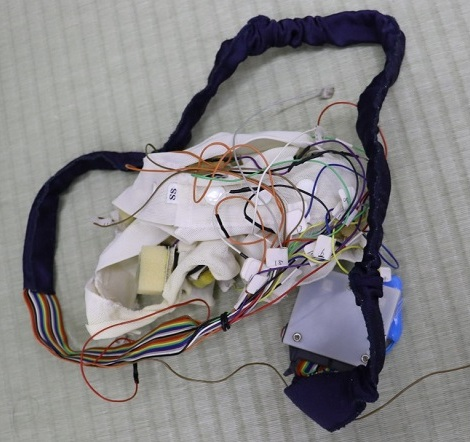
公安調査庁がアレフ八潮大瀬施設に対する立入検査（2022年9月）で確認したPSI

各修行、イニシエーション料金は以下のように設定されていた。
- シャクティーパット 5万[496]
- ミラクルポンド（1L）10万[496]
- 愛のイニシエーション10万[496]
- 解脱特別修法プルシャ10万[496]
- 小乗ツァンダリ30万[496]
- 大乗ツァンダリ50万[496]
- 血のイニシエーション：100万円：30名限定で、麻原の神聖血液20ccを飲む[480]。
- 法施（杖のイニシエーション）：麻原の著書を大量に買い取り、流布させる布施。第一段階では15万円分の著書を買い取り、これが７つのステージに分かれており、最高ステージに行くまでに150万円。第二段階では1ステージあたり150万円分買い取り、例えば地のステージでは密教食の「丹」毎月1kgを1年分、水のステージではミラクルポンド（麻原の入った風呂の残り湯）を毎月1L1年分受け取ることができた[480]。ほか、教団のチラシを買い取り、ばら撒く布施もあった[480]。
- 説法ビデオは1万円、ヒマラヤ・ヨーガ秘伝ビデオは10万円、音楽テープは1本1万〜3万円、甘露水1.5L二本で4千円[480]。
- パーフェクトサルベーション（完全救済）イニシエーション（PSI）：100万円から1000万円の布施が必要で、PSIイニシエーションだけで20億円が集まったという[497]。
- 大師によるヨガ指導：一時間1万円[480]。
- 運命鑑定:3万円[480]。
- 麻原に直接相談する「お伺い書」：2万円[480]。この「お伺い書」は阿含宗のものを踏襲している。
- 1989年元旦午前0時から48時間かけて行われた「尊師最後の特別イニシエーション」では、麻原のDNAを培養した飲料を飲む「愛のイニシエーション」などが行われ、布施は30万円以上[480]。
- 麻原のヒゲを煎じて飲む特別イニシエーション：布施30万円（1987年10月〜）[498]。
- 1989年1月6日から10泊11日の富士総本部の集中修行は布施22万円以上[480]。
- 1990年4月石垣島セミナーの参加費は30万円[480]。
- 日本シャンバラ化計画基金では布施一口1万円以上で、3口以上でチベット仏教解脱曼荼羅、6口以上で麻原の写真、10口以上で麻原と一緒に写真撮影、30口以上で大師が10時間以上つきっきりで指導、超純粋甘露水を一ヶ月当たり1.5Lを六ヶ月分郵送の特典がついた[480]。

なお、麻原は2000万円のベンツを教祖専用車とし、7000万円のクルーザーも所有していた。

### 事業
オウム真理教は、宗教活動のかたわら、多彩な事業を行っていた。業種は、コンピュータ事業、建設、不動産、出版、印刷、食品販売、飲食業、さらに家庭教師派遣、土木作業員などの人材派遣など多岐におよび、さながら総合商社の観を呈していた。数多くの法人を設立し、ワークと称して信者をほぼ無償で働かせていたため、利益率は高く、人件費がゼロなので、どんな事業でも成功した。出家すると、24時間をグルに捧げる生活で、睡眠時間は極端に少なく、起きている間は修行（ワーク）に捧げ、各会社での勤務は修行とされた。オウム十戒に「不綺語」があり、「お互いしゃべるな。しゃべると徳が減る」とし、サティアン内部での信者同士の会話は禁止され、黙々と仕事への専念が求められた。
特に中心となっていたのはパソコンショップ『マハーポーシャ』の売り上げで、94年には月の収入が7億から8億となり、1999年には年間70億円以上の売り上げがあり、純利益は20億円に迫る勢いであった（公安調査庁による）。出家信者200人がそこで働いていた。「PCの販売利益は尊師の利益になり、客も善業を積むことになる」「研修は修行」とされ、住み込みで一日20時間働く者もいた。イニシエーション等を「お金がない」と断ると教団が金を貸すという仕組みで、マハーポーシャ社員のほとんどは教団に借金があった。
様々な業種に進出し集まった社員を教団に勧誘したり、オウム系企業グループ「太陽寂静同盟」を結成するという構想もあった。

#### コンピュータ事業
- マハーポーシャ[504]
  - 国内：東京南青山・秋葉原・大阪でんでんタウン・京都・名古屋大須商店街・札幌など6店舗
  - 海外：中華民国台北市「大繁栄（マハーポーシャ）[505]」、オーストラリアの西オーストラリア州やウクライナに支社があった[504]。
- APC名古屋[506]
- CPUバンク[507]
- 真愛、ヴァンクール - コンピュータソフトウェア企画設計[508]
- ポセイドン - PCショップ「トライサル」、PC部品卸会社「ハイバーシティ」を経営。なお、「ハイパーシティー」は地下鉄サリン事件遺族高橋シズヱの住むマンションに店舗があった[508][509]
- オリエントエンジニアリング - PCショップ「PCバンク」「PC REVO」を経営[508]
- ナスカ - 広告代理業、情報処理サービス[508]

麻原らが逮捕された後の1995年11月からは「トライサル」「グレイスフル」「PCバンク」「PC REVO」「ソルブレインズ」「ネットバンク」と名称を変えコンピューター事業を継続した。2000年3月には、オウムとの関連を隠したシステム開発企業が、警視庁や自衛隊を含む官公庁や大手企業のシステム開発を安価で受注していたことが発覚した(オウム真理教ソフト開発業務受注問題)。
飲食業
- オウムのお弁当屋さん[512]
- うまかろう安かろう亭[513]
- うまかっちゃん[513]
- 運命の時[513]

飲食店で勤務していた元信者によれば、12時間勤務で、朝5時まで働き、店の床に段ボールを敷いて寝たこともあったし、別の日には、夜9時に寮に帰ると、朝4時まで修行で、売り上げノルマを達成していないと修行時間を追加された。毎日の睡眠時間は3時間ほどで、慢性の睡眠不足で考えることができなくなっていったという。

#### 出版
- オウム出版[515] - 麻原の著書、機関誌のほか、幹部らの著書も出版した。
  - 青山吉伸は1990年から『真理の弁護士』シリーズを出版、元日本共産党員でもあった青山は、91年の『理想社会（一）共産党宣言から真理へ』 では、マルクスの共産党宣言を批判的に検討し、オウムで超克しようとした[516]。
  - 早川紀代秀は「ルソーから真理へ -市民ユートピアの原理- 」を1991年に出版。
  - 林、中川らの医師班は「ホイホイ　アレルギー解消法」 (Oh!ミラクルの本―人生逆転シリーズ) 「麻原彰晃のあっ！ガンが消えた」「高血圧は治る―麻原彰晃の奇跡のヨーガ秘法公開!」(91年)などで、現代医学の薬なしで治す新治療法の施術を称した[516]。
- なあぷる[517] - オウムとの関係を否定し滝本太郎に抗議した[518]
- 巧人館[519]

#### 風俗店
- ドンファン - テレクラ[517]
- マハーサンパッティ[504] - 1992年1月24日設立。宝石屋、弁当屋、テレクラを経営[520]

#### 人材派遣
- アルファ企画家庭教師派遣グループ[521]
- セシン - 建設業の人材派遣[508]
- マイトリーバ・ベビーシッター - ベビーシッター派遣会社。二ノ宮耕一が代表[522]

この他、オウムの在家信者が社長を務める非破壊検査会社（1995年解散）が信者を化学プラントのほか、原発にも派遣していた。福島第一・福島第二原発や浜岡原発などで作業した元信者によれば、各原発には5 - 10人の信者が入っていて、原発占拠や原発の爆破などは可能だったが、原発が教団に攻撃されなかったのは麻原が攻撃計画としてたまたま気がつかなかったためではないかと述べている。若い真面目な信者は人手不足の原発で重宝され、業務のために内部の極秘情報なども容易に持ち出せたという。

#### 健康開発
- 日本健康クラブ - 化粧品・医薬品・食料品販売[508]
- ファインウォーター - 浄水器販売[508]
- スーパースターアカデミー（SSA） - エアロビクス教室。鹿島とも子が校長[524]
- ヴァジラクマーラの会 - 美人信者による修行教室[396]
- エ・ヴェーユ - 大阪に設立した能力開発塾。派手な化粧をした女性信者で勧誘していた[525]

#### 偽装サークル
偽装サークルを各大学に設立し、学生を教団へ勧誘した。1993年以降、東大、早稲田などの学園祭で偽装サークルがコーナーを作った。「後日占いの結果を教えるから」と学生の住所や電話番号を聞き出し、東大OBを自称する代表から電話、ヨガ教室に誘われるなどして、入信した学生も多かった。オウム系サークルは学園祭以外でも活動、大学構内にチラシを貼り、学生たちを勧誘した。ヨガ・気功のサークル「アシュラム'94」のビラを見て連絡した学生は、連絡先の家（日本印度化計画と同一人物）に行くと、尾崎豊は米国による日本崩壊のシナリオを見抜いたためにCIAから殺されたというビデオ（オウムの名前は出ない）を見せられた後、四泊五日の合宿に勧誘された。
当初オウム系サークルは教団名を隠さなかったが、やがて教団名を隠すようになり、勧誘マニュアルでは「狂気の救済者になれ」と知人・友人をリストアップし、電話で主導権を取って会う約束を取り付け、悩みを聞いたり、不安感を煽りながら、徐々に誘い込めと書かれ、勧誘に成功した者にはイニシエーション、数珠、教祖の一曲などが授与される。このような勧誘方法は、統一教会のFF（ファミリー・フレンド）伝道との類似が指摘される。
- 日本印度化計画 - 1994年の早稲田大学学園祭に出店。チャイや揚げパイを売ったり、占い店を出した。占いでは「今の自分に満足していますか。今の自分を変えてみたいと思いますか」と質問した[526]。筋肉少女帯の同名の曲や日本シャンバラ化計画との関係は不明[528]
- 近未来研究所、ヨーガ同好会、中国武術研究会、インド化計画―カレー研究会 -1994年設立の大学ダミーサークル[508]
- アクエリアスプロジェクト21、マイブーム研究会 - 東京大学[508]
- 新世紀CIRCLE - 京都大学[508]

#### ダミー会社
薬品・武器関連のダミー会社
- 長谷川ケミカル - 1993年4月2日設立。長谷川茂之が社長。サリンなどの原料の調達が目的[529][530]
- 株式会社ベル・エポック - 1993年8月4日設立。社長・目的は長谷川ケミカルと同じ[529][531]
- ベック株式会社[532]
- 下村化学[533]
- ぶれーめん - 井上嘉浩が役員。パイナップル加工会社とのことだったが実際には細菌プラントをつくろうとしていた[532][534]
- オウムプロテクト - ロシアに設立した警備会社[535]
- サンプラン - 薬品を隠す倉庫を借りていた[520]

不動産取得目的のダミー会社
- 株式会社オウム - オウム神仙の会設立の年である1984年の5月28日に設立。出版業の他、ヨガ教室を開催したりしていた。土地購入のダミー会社としても使用し、これが松本サリン事件の一因となる[536][537]。
- ジェービーテレコム有限会社[538]
- 世界統一通商産業 - 早川紀代秀が代表[539]

#### 海外事業
ロシアでは輸入会社などを設立した。早川はロシア、ウクライナの他、北朝鮮にも出入りして兵器貿易を計画していたとの見方もあるが、早川は北朝鮮に出入りしたことはないと逮捕後に語っている。
他にもスリランカの紅茶園などを経営していた。1992年のスリランカツアーでは仏跡は訪問せず、買収する工場の見学ばかりしていたという。

#### その他
- ドゥプニールミリオネール - ロシア射撃ツアーを企画。越川真一が代表[542]。後に株式会社アレフとなる（びっくりドンキーを経営するアレフとは無関係）[508]
  - 神聖真理発展社 - 資産隠し目的[543]
- アルス総合建築事務所[395]
- M24 - スーパーマーケット[521]
- シーディーコレクター[508]
- 真理学園建設計画を文部省に出しており、小学生を2、3年間教育すれば東京大学に入学できるほどの学力がつくと信者に宣伝した[544]。
- 黎明 - 世田谷区の占い店で、大宇宙占星学6000円、西洋占星学5000円、算命学、姓名判断、紫微斗数、星座、血液型占いなどをおこなった[545]。

### 海外での活動

#### ロシア
1991年（平成3年）には、麻原彰晃がロシア（当時はソビエト連邦）を初訪問した。当時のモスクワ放送もこの模様を伝え、クレムリン宮殿で宗教劇の上演が行われたことやアナトリー・ルキヤノフ最高会議議長と会談したことを報じた。モスクワにおいて麻原は、当時ロシア副大統領だったアレクサンドル・ルツコイやロシア連邦首相のヴィクトル・チェルノムイルジン、モスクワ市長のユーリ・ルシコフ等、ロシア政界の上層部と接触。翌年には後に安全保障会議書記となるオレグ・ロボフが来日し麻原から資金援助の申し出を受けるなど、オウムのロシア進出に拍車がかかった。モスクワ放送（現：ロシアの声）の時間枠を買い取って「エウアンゲリオン・テス・バシレイアス」（御国の福音）というラジオ番組が1992年4月1日から1995年3月23日まで放送された。日本からロシアの施設での射撃訓練ツアーがオウム関連の旅行会社によって主催されたり、他にもロシアからヘリコプターなどが輸入されている。またロシアに数か所の支部を開設。ソビエト連邦の崩壊後に精神的支柱が揺らいでいた当時、ロシアの多くの若者がオウム真理教に惹きつけられた。
オウム事件後、オウムはロシアや北朝鮮のスパイだという陰謀説がまことしやかに語られるようになった。しかし一連の捜査・裁判により、化学兵器は土谷正実が中心となり自力でつくったことが発覚した。新アメリカ安全保障センターも、オウムのサリン合成プロセスはロシアで主流の方法ではなくナチス・ドイツの方法に由来していると分析している。また上祐史浩は「麻原は自分が一番であり、利用することはあっても配下になるタイプではない」とし、ロシア・北朝鮮陰謀説は「（オウム事件を陰謀としたい）Alephを助長している」と批判している。

#### オーストラリア
マハーポーシャ・オーストラリアでは、1993年7月に50万エーカーの牧場（バンジャワーンステーション）を約50万オーストラリア・ドル（約3000万円）で購入した。オーストラリア連邦警察の調査で土壌からサリン分解生成物のメチルホスホン酸（MPA）が発見されたことで、教団が薬品類を持ち込み、化学物質を製造し、羊に対する毒性の実験を行っていたことが分かった
。しかし、CNASは、サリンが存在したと決定づけるにはメチルホスホン酸イソプロピル （IMPA） が検出される必要があり、メチルホスホン酸（MPA）は自然分解生成物が吸収された場合でも検出されること、そしてオウム幹部でオーストラリアにおける実験を証言した者がいないことに注目すべきであるとする。

### 訴訟・嫌がらせ
教団には弁護士青山吉伸がおり、批判に対し多数の訴訟を乱発していた。毎日新聞、西日本新聞、熊本日日新聞など初期からオウム報道をしていたマスコミも訴訟のターゲットとなり、事件発覚までマスコミがオウムへの追及を敬遠する一因となった。
さらに敵対者や脱会活動に対しては、
- ビラまき - 毎日新聞社の入るビルを25分の間にビラで埋め尽くしたこともあった[552]
- 通勤経路にオウムのポスターを貼る[553]
- 車を並べる[553]・街宣[554]・オウム真理教の音楽を流す[554]
- 無言電話[555]・いたずら電話[556]・盗聴[557]
- 梵字による仄めかし[555]

などの嫌がらせを行い、これらはエスカレートし数々の襲撃事件に至った。

## 被害者
一連のオウム真理教事件における被害者数は、死者47人、重軽傷者6600人以上。坂本弁護士事件死者3人、松本サリン事件では8人死亡、受傷者約600人、地下鉄サリン事件では14人死亡、受傷者は6千人を超えた。
教団内に関しては判明しているだけで死者5人、行方不明者は30人以上。一連の事件に関与した教団幹部に対し、刑事裁判では13人の死刑判決、6人の無期懲役判決が出され、2018年7月、死刑囚13人の死刑が執行された。
弁護士の中村裕二は「もし、オウムの暴走をもっと早く止めることができていたならば、死刑囚も含め少なくとも60人の命が失われることはなかった」と述べている。

## 評価

### 著名人
オウム真理教は文化人・有名人と盛んに対談し、著名人の発言を教団が発行する雑誌・刊行物「ヴァジラヤーナ・サッチャ」「本物の時代」「選択」などにおいて、「知識人・有名人も認める」と称し繰り返し紹介した。こうした著名人の評価をきっかけに入団した者も多数いる。教団と交流があった著名人の多くは事件後一変してオウム批判に転じた。
- 戸塚ヨットスクール校長の戸塚宏は、事件後もオウム真理教および麻原彰晃を肯定的に評価しており、以下のような見解を示している[560]。
  - マスコミは「麻原彰晃が若者を洗脳した」と主張しているが、実際には、麻原彰晃は若者を洗脳したのではなく、リベラル思想に洗脳されていた若者の洗脳を解いたのである。
  - 麻原彰晃は修行をした過程で、真理を獲得している。
  - 真理を教えることによって、リベラルに洗脳されている若者を洗脳から解放することができる。
  - 理科系は天下の秀才であり、真理を理解することができる。
  - (現在は麻原彰晃およびAlephに批判的な上祐史浩氏について) ただの偏差値秀才、仲間を警察に売った裏切り者、修行が足りない。 (上祐史浩氏は早稲田大学理工学部出身)
  - オウム真理教は仏教であり、仏教は科学である。
- 作家の荒俣宏は「私は麻原尊師に限りない好感を抱いた。恐らく解脱した者は幼児のように他愛もないか、あるいは阿修羅のように熱狂的であるかの、どちらかだろう。（略）麻原彰晃がほんものの解脱者として、彼が示す寛大な姿勢は、明らかに前者の例と言える」と雑誌「ゼロサン」1991年6月号（新潮社）で賞賛した[559]。
- ビートたけしは1991年12月30日に放送されたテレビ番組「ビートたけしのTVタックル年末スペシャル」（テレビ朝日）で麻原と対談し[561]、その後雑誌『BART』1992年6月22日号（集英社）で再び麻原と対談した[559]。事件後は否定的な見解を取っている。
- 思想家の吉本隆明は雑誌「CUT」（ロッキング・オン）1992年5月号において、麻原の著書『生死を超える』の書評を発表し、「この本を読んでいるとヨーガの肉体的な修練が、なぜ仏教的な世界観である生死を超える理念をつくるところにたどりつくかが、一個のヨーガ修熟者の記述を介して『普通の人間』にも実感的にわからせるところがある。この記述は貴重なものというべきだ」と麻原を修行者として高く評価した[559]。その後、オウム事件発覚後の産経新聞1995年9月5日夕刊に掲載された弓山達也との対談で吉本は、「オウムの犯罪を根底的に否定する」としながらも、なお「オウム真理教はそんなに否定すべき殺人集団ではない」「麻原は現存する世界有数の宗教家」などと述べた[562]。仏教学者定方晟は吉本のオウム論を批判した[563]（詳細は#親鸞・浄土真宗参照）。
- 栗本慎一郎は1992年に雑誌で「麻原さんのように煩悩を越えられた方は非常に素晴らしいし、そこからの教えを説いていっていただきたいと思います」と麻原に語った[559][564]。しかし、サリン事件後は、オウムと統一協会や北朝鮮との関係を指摘し[565]、「血のイニシエーション」などの血を飲むと良くなるという血分けの儀式は、朴泰善や統一教会の文鮮明らの朝鮮半島のキリスト教系新宗教の影響下にあると指摘した[566][567]。
- 編集者で映画プロデューサーの井上伸一郎は、仮面ライダーに登場するショッカーに影響を受けた組織であるとして、村井英夫が死神博士に、井上嘉浩が地獄大使に類似した立ち位置だったと指摘している[568]。

### 宗教家など
- 一時麻原が師と仰いだパイロット・ババは1980年代から麻原に警告しており、麻原がババから伝授された修行を多額の金銭と引き替えに伝授しているがそれでは破滅すると警告した[50]。またババは麻原は子供の病気を理由に修行を途中で抜け出しており、自分が麻原を導き損なったことに責任を感じると述べている[50]。当時の麻原は行者として優れている面があったが、「私が救済する」と主張、この考え方はプライドなどのエゴで、麻原はプライド等の煩悩が関係するアナハタチャクラのレベルで修行が止まったとコメントした[50]。また、パイロット・ババのグループは、ヨーガの修行では一時的にサマディなどの超常的な瞑想体験をすることがあるが、それで解脱したと錯覚する危険があるため行法を安易に教えることは不適切な場合もある。重要なことはサマディ自体ではなく、その後の人格の向上であり、修行者は真我（アートマン）に返るべきであり、グルは導き手にすぎないとヨーガ修行者に警告している[50]。
- サムドン・リンポチェ元チベット亡命政府首相は、1986年に空港で麻原と会ったことがあるが（前述）、「彼は全く普通の人間に見えた。精神的な輝きは感じられなかった。」と評し、オウム事件に対して「宗教に仕える者が考えることではない。イリュージョンと狂気。考えが、本人にも収拾のつかない方向に暴走してしまったのでしょう」と語った[569]。
- ヨーガ行者雨宮第二（ダンテス・ダイジ）は麻原と親交があったが、1986年に麻原が最終解脱したと雑誌で主張したことに対して「そんなことをすれば地獄に落ちる」と電話で厳しくとがめ、両者は決裂した[50]。
- 『ノストラダムスの大予言』の著者五島勉は2018年週刊文春のインタビューでオウムとノストラダムスとの関係について聞かれると、「オウムとノストラダムスは関係ありません。オウムがノストラダムスの名前を勝手に利用しただけです」「ノストラダムスの予言で危機を起こすと想定されているのは、米ソの核や生物化学兵器など、もっと大きな軍備です。それを一人の変なやつ（※麻原）が命令を下して、しかも権力をやっつけるんじゃなくて、自国の国民にサリンをまいたわけでしょう。そこのところが、どう思うも何も間違いです。」「ただ、それもやっぱり私の本に影響されてあの人たちが何か起こしたというなら本当に私も悪いわけで、それは謝りますけど、よく調べてみると、オウムの麻原たちがよりどころにしたノストラダムスの本というのは私の本と違う」（川尻徹『滅亡のシナリオ』のこと）「でも、ノストラダムスの影響というときにはぜんぶ私のせいになっちゃうんです。今、私がそれを言ってもしょうがないから、あんまり言いたくないんですけど。」と答えている[570]。五島は「（ただの新書を）まさかこんなに子どもたちが読むとは思わなかった。なんと小学生まで読んで、そのまま信じ込んじゃった。（略）当時の子どもたちには謝りたい」と謝罪している[570]。
- 統一教会の新聞世界日報などの黛建文(黛亨)編集長は、『週刊文春』94年9月8日号の宮崎資産家拉致・監禁事件とオウム報道について批判[571]、「正しい動機であれば多少はみ出す面があってもいい」「あの人(麻原)はヨガや仏教をまじめに考えている。この記事が出て、オウムの人たちは大変喜んでくれましたよ。私も功徳を積んだ」と擁護し、「記事については統一教会の指示はない」と回答した[572]。この当時の大学での偽装サークルでのオウムの勧誘方法は、統一教会のFF（ファミリー・フレンド）伝道と類似していると指摘された[527]。その後オウムは、統一教会の文鮮明はフリーメーソンの一員であり、従順に言うことを聞く家畜を製造していると批難するようになった[527]。

### ジャーナリストなど
- 立花隆は、麻原は本人が自分の作り話を真実であると信じきってしまう空想虚言症だったと指摘している[573]。
- フォトジャーナリストの藤田庄市によれば、宗教の根幹には神秘体験、つまり超自然的な存在・力と個人との結び付きがあるが、麻原も自らの神秘体験を強く確信した[574]。オウム事件は救済を目指して起こったのであり、新実智光は人々を救済するために善意で殺したので「菩薩の所業」「慈悲殺人」であるとした[574]。事件の再発を防ぐには、事実関係だけでなく、信者たちの神秘体験・宗教的体験の内面にまで踏み込む調査が必要とする[574]。
- 作家の藤原新也は、熊本県波野村は麻原の故郷の八代まで車で二時間程の距離であり、麻原にとって波野村への定住計画は、故郷回帰または故郷に錦を飾る行為だったのではないか、しかし村から拒絶され追放されたことで、日本世間への怨嗟の感情を選挙での惨敗以上に決定づけたのではないかと推測している[575]。
- 劇作家の山崎哲は、戦後日本は生命に直接触れることを隠してきたが、それを一挙に崩したのがオウム事件の本質であり、江川紹子らは市民社会の正義を絶えず背負うが、それは中流意識にすぎず、親鸞の言い方ではサリンによる殺人者（悪人）も救われる、オウムを産んだのは日本社会であり、この社会についても内省すべきだ、という趣旨で、「危険な子供たち（オウム）を産んだのはこの社会です、この家族です。なんでそのことに気が付かないのか、わかんない。それぐらいかれらは鈍感だと思います。だから子供の側からすると、そういう奴ら（江川紹子に代表される連中）は殺されてもしょうがない」、さらに「サリンを撒く方法も『あり』だ」とも述べた[576][577]。一方で山崎は、刺殺された村井幹部という「死者に対しては、僕らは敬虔になるべき」とも述べた[577]。ジャーナリストの岩上安身は、山崎の発言はオウムの犯行を事実上肯定する暴言であり、教団幹部の死に対して敬虔であれと説教する一方で、オウムによる殺人を肯定する神経が理解できないと批判した[577]。
- 評論家の小坂修平は連合赤軍事件やスターリニズムを踏まえた上で、オウム事件は「八〇年代世代を基盤として挫折した唯一の革命」と捉えた[578]。小坂は、60年安保闘争は社会を軸にしていたが、全共闘では社会と自己が焦点となり、全共闘が学生の空騒ぎに過ぎなかったことが個人個人にとっては深い問題となり、そこから「日常がつまらない、日常が嫌だ」ということが「革命」の根拠となって行ったとし、閉鎖的な市民社会から出ようとして超能力やヨーガによる解脱などのオカルティックな領域に向かった環境が1970年代後半から1980年代にかけてあったと指摘した。
- 社会学者の芦田徹朗は西日本新聞（1991年5月1 - 2日）でオウムに反対する市民社会やマスコミの反応は全体主義的で、少数者を排除する危険があり、現代のファシズムは草の根から起こるとオウムに抑圧的な対応をする者を批判した[579]。

### 新アメリカ安全保障センター
アメリカの新アメリカ安全保障センター（CNAS）代表（当時）で元米海軍長官のリチャード・ダンジグ（Richard Danzig）らは教団元幹部の中川と土谷に面会するなど日本での現地調査を行い、2011年7月20日、報告書 Aum Shinrikyo: Insights Into How Terrorists Develop Biological and Chemical Weapons を公表した。CNAS報告書は「諜報機関と捜査当局は、一見すると奇妙だが無害に見える小さな団体であっても目を光らせる必要がある」と警告した。ダンジグらは、生物化学兵器によるテロを試みたのは世界で唯一オウム真理教だけであるが、徹底的な分析や検証が行われているとは言い難く、日本当局がオウム事件に対して無関心であることが理解できないと警告している。
2012年12月20日、アルフレッド・P・スローン財団の支援により第2版が英語版に加えて日本語版で公開された。

## 宗教学とオウム真理教

### 中沢新一
作家で宗教学者の中沢新一はSPA!1989年12月6日号で初めて麻原と対談した。
この対談で麻原は「狂気の悟りを目指している」「病理としての狂気と悟りとしての狂気ははっきりと違う」、「オウム真理教は、もともと反社会的な宗教なのです」と語り、中沢は「生命と意識の根源にたどりつこうとするならば、どうしてもそれは反社会性や、狂気としての性格を帯びるようになる」としカギュ派のニョンパ、革命前のロシア正教会、アッシジの聖フランチェスコにも「聖なる風狂者」、風狂的修行者がいたと述べた。SPA!同年12月16日号でも中沢は麻原と対談した。
中沢は週刊ポスト1989年12月8日号「誰も言わないバッシングの構造を明かす　オウム真理教のどこが悪いのか」で、麻原との対談をまとめ、麻原を「小学生のおもちゃ」と褒め、麻原を「顔に似合わずとても高度なことを考えている人で高い意識状態を体験している人」と認めた。中沢はクレア1989年12月号でも「宗教で反社会的でない宗教なんてありえない。人間の欲や嫉妬が作る社会なるものに絶対的な価値をおかないところから宗教が始まるわけでしょ。それをやめて社会と添い寝するようになったら、もう宗教なんて言えないよ。」と発言した。BRUTUS1991年12月15日号でも「新興宗教ブームは悪なのか　オウム真理教はそんなにメチャメチャな宗教なのか」と題し再び対談した。
地下鉄サリン事件後、1995年4月から5月にかけて『週刊プレイボーイ』で中沢はコメントを述べた。4月18日号では、文学者も思想家もオウムが日本人の精神史にとって非常に大きな意味を持つことを理解していないと批判し、ロシア革命、昭和維新、連合赤軍などを挙げ、「なぜ彼らは革命を志さなくてはならなかったのか。（略）人類の宗教思想の根源にまで行き着く問題です。」「宗教運動は＜社会に生きる自分は本来の自分じゃないという自分の内面の声に従いなさい＞ということから始まる。それは当然、＜反社会＞につながる」と論じた。4月25日号では麻原に自分の本が影響を与えたことを認めながら、しかし宗教を本来の意味で追求するなら教団を作ってはいけなかったとし、「（オウムが）しょせん、宗教でしかなかったところが残念でならない」「宗教学者・中沢新一なんてもう終わりにします。そんな奴は死んだのです」と語った 。麻原逮捕直後に販売された5月30日号では、「聖なる狂気（デヴァイン・マッドネス）」という言葉にすばやい反応と正確な理解をしめしたのは麻原がはじめてだったとして、この「聖なる狂気」とは宗教の本質であり、人間には「社会の常識によって囲い込まれた、狭い枠を破っていこうとする衝動」「より高いもの、より純粋なもの、より自由なものに向かっていこうとする衝動」がひそんでおり、「その衝動を、現実の世界の中で実現しようとすれば、まずは社会の常識と衝突することになります。（中略）麻原さんは、日本人の宗教に欠けているのは、そういう反逆のスピリットなのだ、と強調しました。そのときの麻原さんは、宗教家というよりも、革命家のような口調でしたが、私はそのとき、ああ、これで現代日本にもラジニーシのようなタイプのラジカルな宗教家が、はじめて出現することになった」と語り、信者に対しては、オウムに関わったことを否定する必要はないが、魂の修行者に戻る所などない、一人の人間にすぎないグルから自立すべきだと訴えた。
1995年5月頃、元信者の高橋英利に対して中沢は、宗教には狂気や凶暴性があり、「（サリン事件の犠牲者が）一万人とか、二万人の規模だったら別の意味合いがあった」と語り、また別の元信者にも「一万人、二万人規模の人間が死ねば、東京の霊的磁場が劇的に変化する」と発言したという 。高橋がサリンを正当化できないというと中沢は「君は宗教の入り口にも到達できなかった」と言い、さらに高橋がグルへの絶対帰依を主張するグルイズム及びチベット密教には危険があるのではないかと度々質問すると中沢から絶交を言い渡された 。
1995年6月広告批評で、橋爪大三郎がオウムがやったのは「ちゃちな勝手な妄想による殺人で、革命とは言わせない」と発言すると、中沢は「でも、今度のことが本当にちゃちなことであったかどうかは、まだわからないじゃないですか。もっと大きな計画の一部だった可能性がある」と反論した。
1995年7月には中央大学で、麻原のヨーガはインドの水準でも高いレベルにあると述べ、もしも麻原が殺人者であることを堂々と言ってそれを持続したら、「この自己解体ぶりにおける覚悟のほどは、宗教思想としてはちょっとすごいこと」と評価し、麻原は最初から目的を持っていたとして、それは今回の事件では未遂に終わったハルマゲドンがもっと大きな規模で行われていたら出現してくるものだと述べた。
一方、1995年7月の岩上安身との対談で中沢は、麻原を「泥の海の中のちっちゃな宝石」という印象を受けたが、既存の社会倫理を逸脱するようなティローパとナローパ師弟の逸話は、寓話として読むべきなのに、余裕とユーモアの足りないオウムの人々が、字義通りに読んでしまったことが問題だったと述べた。
諸君!1995年8月号の対談で批評家の浅田彰は、中沢の本を読んで入信した「ユーモアもわからない単なる馬鹿」がいたとして、「書き手はそんな愚かな読者のことまで責任を取れない」と述べ、中沢は笑いのために書かれた本が生真面目に誤読されてしまう不幸はドンキホーテ以来防げないと同意した。
「宝島30」1996年1月号の匿名座談会では、中沢が「江川紹子は統一教会信者で、在日朝鮮人である」とするデマや、また麻原は中上健次にそっくりで被差別部落出身であり「オウム事件は非差別者による革命だ」「密教はカーストを破棄する革命理論に転化しうる」と吹聴していたと語られており、島田はこれは匿名座談会なので信憑性に問題があるが、この件は他の情報提供者からも確認したという。中沢は「宝島30」記事について事実ではないと否定している。
また、麻原は法廷で「中沢新一と話をしたい。リーダーだから」で呟いたこともあった。
中沢と東京大学宗教学研究室で同門だった島田裕巳は著作やオンライン雑誌などで中沢を批判している。島田によれば、中沢は「サリン事件の被害者がもっと多かったら別の意味合いがあった」と発言しているが、その背景には暴力革命を目指した武装共産党の影響を中沢が受けているためではないかと指摘している。中沢の父親の中沢厚は日本共産党の市会議員の民俗学者、叔父の中沢護人も日本共産党に所属のち離党した科学技術史家で、中沢は子供の頃、「アカの子ども」と言われていじめを受けており、中沢は根っからのコミュニストではないかと島田はいう。また島田は「虹の階梯」が神秘体験のイメージを提供し、麻原が具体的な修行を提供したのであり、「虹の階梯」なしにオウムの急拡大は不可能だったと指摘する。中沢は麻原と雑誌などで何度も対談し、交流を深めており、中沢には宗教学者としてだけでなく、アジテーターとしての責任もあり、さらに中沢は「オウム真理教の第二の教祖」「隠れた教祖」「隠れたグル」であるとさえ言えると島田はいう。中沢はオウムに霊的革命を実践する運動体として期待をかけ、オウムもその期待に応えた結果、大規模な破壊に基づく暴力のパフォーマンスを実践したのではないかと論じた。このような島田の中沢批判に対して中沢は無反応だった。島田はまた東日本大震災後に中沢が始めたグリーン・アクティブについて、そうした運動をするならば、まずはオウムとの関係や当時の自分の教団や社会への影響を沈黙せず語って総括すべきだとした。
脳機能学者苫米地英人も中沢を批判する著作を発表しており、「オウム事件に内乱予備罪や破防法が適用されていたら、十分彼（中沢）も容疑者の一員になってもおかしくない」とも述べ、中沢は石川公一と関係が深かったと述べている。
大田俊寛は、中沢はエキゾチックなものの探求の末に自民族の精神的古層を崇高とする自民族中心主義を踏襲する「凡庸なロマン主義者」であるとする。中沢は1986年に「チベット仏教を研究するユダヤ人は頭はいいが、東洋人ならわかる微妙なものがわからない」と述べ、1988年には「ゲッベルスだってゲーリングだって、初期のファシズムの思想家は、みんな仏教フリークだった」「ファシズムは悪だと最初から決めつけるべきではない」と語り、オウム事件以降の『ブッダの夢』（1998）では「ユダヤ教は最初から倫理道徳を立てて神が命令を下すのに対して東洋思想は快不快から出発して幸福を考える」とし、「ユダヤ人は知性は高いが霊性が低い」「資本主義を推し進めたマネーの原理のなかにもユダヤ原理が含まれる」と発言、『日本の大転換』（2011）では、一神教的・ユダヤ的な原子力と資本主義は、生命的な生態圏と精神的な生態圏にたいして外部的なふるまいをおこなうことによって深刻なリスクをもたらすとし、日本の「生態圏」を守るために一神教的・ユダヤ的原理からの脱却が唱えられる。このように中沢はオウム事件以前以後も一貫して反ユダヤ・親ナチス発言を繰り返しており、これがオウムと共鳴した原因ではないかと大田はいう。

#### 「虹の階梯」とオウム
中沢新一は1981年に阿含宗系の平河出版社からラマ・ケツン・サンポ共著『虹の階梯』を出版した。この本は、麻原に多大な影響を与え、おおえまさのり訳編『ミラレパ』（1976年）とともに、オウムでのポア教義の典拠とされ、麻原に神秘体験のイメージと具体的な修行を提供したとされる。
『虹の階梯』では、ポワには
1. 法身のポワ（最高度）
2. 報身のポワ
3. 変化身のポワ（以上、密教修行者のための技法）
4. 凡夫のポワ
5. 死者のポワ（バルド（中有）の状態に通じている密教修行者が臨終間際に意識を転移させる）
の5つがあり、同書では凡夫のポワが説かれる。この「凡夫のポワ」は、十分な修行を行っていない人間や、身近に修行者がいない場合に、死に臨んで実践されるもので、また殺人といった大罪を犯した場合でも、その罪を悔いてポワの修行を行えば、地獄に陥ることは避けられると説かれた。また、ラマから教えを得るためには、ラマに全てを投げ出すような純粋な信頼を託して、その教えを瓶の水をそっくり別の瓶に移し変えるような気がまえで学び取る、自分の身体を犠牲にしてかえりみないほどの心がまえがいると説かれた。
なお、1993年の「改稿　虹の階梯」（中公文庫）では新たにロンチェンパ「三十の心からなる戒め」が追加された。その一部は以下の通りである。
チベット学者の山口瑞鳳は、「虹の階梯」は心地よい哲学的な言葉で書かれているが、矛盾が多く、例えば実体がないと強調されながら、魂が永遠に連続するとされていることは致命的な欠陥だと指摘する。中沢の学んだニンマ派は、存在はそのままで悟りを得ていると言う本覚思想に基づく中国禅宗の影響を受けて、修行を不要とする「無修道主義」を唱え、17世紀には無修道主義の「死者の書」が書かれた。

### 島田裕巳
作家で宗教学者の島田裕巳は事件前、オウム真理教に好意的な発言をしていた。島田のオウムに関する最初の論考は1990年7月『別冊宝島』114号に掲載された「オウム真理教はディズニーランドである」で、オウムにはディズニーランドのような演劇的空間という側面があり、信者たちは安っぽい宗教的なグッズを集めて楽しんでいると論じた。島田は1990年12月に波野村の「シャンバラ精舎」を視察し、ヤマギシより立派な活動と評価し、「オウムには狂信的な部分は少なく、信者を強制的に隔離して洗脳を行っているようには見えなかった」と報告した。週刊朝日1991年10月11日号では「オウムは特異な集団に見えるが、むしろ仏教の伝統を正しく受け継いでいる」と評価し、朝まで生テレビ出演時には「非常に東洋的な宗教の伝統の上にあるというのは間違いない」と発言した。また麻原と気象大学校で対談した。一方、幸福の科学を「実体のないバブル宗教」「宗教的なイニシエーションを果たしていない子どもの集まり」と批判、幸福の科学から激しい抗議を受けたが、こうした幸福の科学や既成仏教に対する批判において、麻原と意見が一致した。
1995年1月にサティアン付近でサリンが検出されたという報道されて後、島田は第七サティアンを訪問し、これはサリンプラントでなく神殿であると断言、オウムがサリン生成したというのは「お話」で、また教団がアメリカに攻撃されているのも「お話」であると述べた。
地下鉄サリン事件直後の1995年3月22日東京新聞で島田は、修行は外部の人には理解できないし、布施には利害が絡むので社会とあつれきを生むのは必然的だが、教団はゆっくり発展していくと論じた。しかし週刊文春3月23日号で江川紹子に「オウムに興味ないもん」と語り、5月22日東京新聞では「（第七サティアンのルポの時）オウムに関心がなかった」、週刊ポスト5月26日号では「僕が見誤っていたとすれば、みんなも見誤っていた」と述べ、新潮45（1995年6月号）「私はオウムに騙されていた」で自分も被害者だと述べ、12月2日スポーツニッポンで「教義には関心がなく、社会と宗教の関わりを調べたかっただけ」と連続して弁解していった。島田は事件へのオウムの関与を否定したとして、江川紹子、有田芳生、浅見定雄らから批判を受けた。
2001年に島田はオウムを批判する著作『オウム―なぜ宗教はテロリズムを生んだのか』（トランスビュー）を発表。また島田は、麻原にはギャルに囲まれながらシャンプーについて話す一面もあり、人間像がひとつに定まらない。そんな麻原の魅力に惹きつけられ、教団に入信した人も多かったと述べるほか、オウムが宗教研究（宗教学）を利用して組織をつくり上げたということでいうと「宗教学はオウムの何人かいる"生みの親"のひとりであることは間違いない」と述べている。宗教情報センターは島田は著書「オウム」で自分の見誤りについて宗教学の方法論に転嫁していると批判している。
2018年に出版された『「オウム」は再び現れる』でも島田は、信者によって麻原の人物評が「優しかった」と「怖かった」の両極端に分かれる点、麻原の著書や発言などから、麻原には中心的人格が存在しないとする分析をしている。

### 山折哲雄
宗教学者山折哲雄は坂本弁護士一家行方不明後の1989年12月27日熊本日日新聞で「オウムのような新宗教にはミステリアスな話題も盛りだくさんだ。（略）われわれは敗戦後この方、こうした現象をどれほどみせつけられたか、ああ、またか、という思いにかられる」と嘆息し、1991年4月には「流入者を排除する「村」の掟」と題して波野村で「オウムが袋だたきにあっている」「淫祠邪教退治なんていうドラマは、戦前の話かと思っていたら、ドッコイとんやはそうはおろさなかった」として、これは「ドタバタ喜劇」だとした上で、オウム信者はまことに自由な雰囲気の中で瞑想や修行に打ちこんでおり、信者はかつての家庭や職場にいるときよりはるかに大きく精神の自由を感じ、その生活を心から楽しんでいる、また教祖は盲目で、聞くことに全神経を集中させており、麻原の安定した温顔と悠揚迫らぬ態度はそこから生み出されたとして、オウムは淫祠邪教ではないと断言した。また、山折は麻原との1992年4月の対談で、聖者の中には聖フランシス、ロヨラなど盲目、修行で失明した者がいるが、「私は麻原さんをテレビなどで拝見していて、そういう人たちに近い体験をされているのだろうなと思っておりまして」と述べ、さらにイエスや日蓮のように宗教者にとって迫害は必然で、「時代の常識や価値観に根本的に挑戦することではじめて存在理由が出てくる。それをしなければ宗教の意味はない」「宗教集団としては、最後まで俗世間の法律は無視するという手もある」と助言した。
地下鉄サリン事件後の1995年3月22日朝日新聞で山折は、麻原と対談したころとギャップがある、「教団が別のものに乗っ取られてしまったのではないか」。「諸君」1995年6月号ではオウムの暴走と狂気を、我々がすむ近代社会の中にしっかり位置づけることが必要。同年6月28日朝日新聞で、宗教がきれいな面だけでないことを学校で教えるべき。十字軍のように宗教の名の下に戦争をしたり、人々から金を搾り取ったことは歴史にいくらでもある、オウムは特殊ではない、これを異常な例として片付けてしまうと、何の教訓も残らないと警告した。同年7月20日毎日新聞では、西欧近代と日本伝統文化を和魂洋才としてバランスをとってきたが、オウム現象ではそのバランスが決定的に崩れた。8月2日朝日新聞では、宗教は社会への不満から始まる反俗的なもので、世俗の倫理を否定し、別の価値観に基づいて救済を求める。オウムだけでなくキリスト教も仏教も、既成秩序から見ればみな邪宗だと論じた。1996年4月25日日本経済新聞では、専門知識偏重で人間が欠落した教育システムが事件の背景にあるとし、オウム事件は70年代の大学紛争が積み残した問いかけを含むと語った。
このように山折哲雄は一貫して事件前の自分の発言や責任を棚にあげ、日本社会というマクロの問題に論点をずらしたり、比較宗教史的一般化を積み重ねるが、こうした言い方だけでは事件の解明や反省、また予防に資するところはなく、「宗教はどれも反社会的」「宗教による殺人や戦争は歴史でよくある」と言っても、「よくあることだから、現実的な問題や被害は度外視していい」ということにはならないと宗教情報センターは批判する。

### その他の宗教学者の見解
- 宗教学者池田昭は、『週刊金曜日』1995年2月24日号・3月3日号で、坂本弁護士事件にオウム真理教は全く関わりがないと断言し、さらに横浜人材活用センターで国鉄労働組合員が暴行容疑で懲戒処分された横浜人活事件で、事件を捏造した国鉄当局の資料分析を担当したのが坂本弁護士であったことから、坂本事件は国家権力による拉致事件と主張した[656][657]。また池田は、オウム信徒の弁護士青山吉伸の著書に「推薦の言葉」を書いたり、青山と対談し[658][注釈 19]、「オウムへの捜査は宗教弾圧だ」と主張した[659]。
- 仏教学者の小野田俊蔵は、オウムには神道や伝統仏教の雰囲気もなく、むしろ欧米が捉えたインド・チベット仏教を逆輸入し、用語もカタカナを多用していると指摘しており、元信者もオウムの用語は漢文でなく、カタカナでサンスクリット語などが使われることを神秘的に感じたと証言している[660]。
- 宗教学者島薗進は、新宗教における「隔離型教団」の代表的な例としてエホバの証人、統一教会、幸福会ヤマギシ会と共にオウム真理教をあげ[661]、他宗教団体と比較した上で、とくに、人生の価値を非常に低く見る点を徹底した教えが説かれていると主張している[662]。自分自身を仏教の系譜上に位置づけ、天皇への崇敬を示すことは全くないが、ハルマゲドンの危機に際し日本主導による未来を説いた[663]。島薗は、オウムに見られる日本中心的な思考については、首尾一貫していないとしている[663]。
- 宗教学者の高島淳は、オウム真理教のようにアートマン（真我）論 と無明の論理が無批判に結合すると、真我の本来の属性であるはずの 「絶対自由」 （意欲作用）を 「無明」として滅していくという矛盾した修行体系になり、また、人格的な絶対者の要素が欠けているため、真の自己の成就を求めると言いながら、 実際には自己の滅却に帰結することになると指摘している[346]。また、シヴァ教での出家は共同体を捨て、 絶対的な個人として自力の道を歩まなく てはならないが、オウム真理教における出家とは、麻原を擬似的父親とする擬制家族への再編入であったとし、「その擬制家族において幼児のように父親の無謬性を信じる弟子たちは、 父親が誤りを犯すたびに、それが誤りではないことを示すための理論を構築しながらますますひどい誤りを積み重ねていったのではないかと指摘している[346]。
- 宗教学者の渡辺学は、麻原のように自己を絶対視する人間の組織においては批判は不可能になるし、「教祖が最終解脱者だと宣言した段階で、彼は全ての批判を超えた存在になっており、それにコミットした人がオウムの信者であるわけですから、もはや制御できない状況」となる[664]。さらに新宗教やカルトにハマる人は伝統とは違ったものを求めていたりするが、「伝統的な宗教や伝統文化への理解がないと、こういう団体のどこがおかしいかということがわからない」とし、仏教、ヒンズー教、その他の基本的な知識があればオウム事件のようなケースは防げたかもしれないと指摘している[665]。また渡辺は、オウム事件によって、統一教会やエホバの証人など日本の宗教学者が共感も関心も持たずに放置してきた団体の研究が抜け落ちており、それらの団体の研究はこれまでジャーナリストや反対運動に委ねられてきたという現状が見えるようになったとも指摘している[666]。
- 教団の時代背景として1980年代から1990年代にかけての日本ではチベット密教を無批判に礼賛するブームとなったことが挙げられる。仏教学者の松本史朗は、1960年代のアメリカのヒッピー文化ではチベット仏教の神秘的密教的側面のみが強調され、これを無批判に礼賛する傾向にあったが、日本でも1981年に中沢新一の『虹の階梯 - チベット密教の瞑想修行』（平河出版社）によって同傾向が輸入され、1993年秋のNHKスペシャル『チベット死者の書』[667]でこうした「チベット密教ブーム」がピークに達したと言えるかもしれないと述べ[668]、これを引用して仏教学者の袴谷憲昭は、オウム真理教事件もチベット密教ブームのピークの一つを象徴するものであったと述べている[669]。
- 宗教学者の大田俊寛によれば、オウムは思想史的には、近代主流の啓蒙思想に対抗したロマン主義や神智学系の反近代主義のカルトであり、近代とその裏側に潜む対抗思想も含め、より総体的な理解を目指すべきとする[574]。また、大田は、オウム教団をマインドコントロール論で説明することが多いが、この理論は世界的には疑似科学と見なされており、オウムの解明にも実質的にほとんど寄与していないと指摘する[574]。大田は、マインド・コントロール論による説明では、カルトへの関与を自身の責任と認めず、すべて団体のせいにしたり、また人々にカルトと接触すれば精神操作されるといった過剰な不安感をもたらして、当該団体との対話が不可能になるなどの弊害があると指摘する[670]。また大田は、中沢や島田らを育てた柳川啓一の東京大学宗教学研究室では、宗教の中核にイニシエーション（通過儀礼）をみて、儀礼における聖なるものの直接体験が重視され、宗教への潜り込み調査が奨励されたが、その結果として宗教学とオウムとの共鳴が起こったのではないかとし、イニシエーション論の反省をしなければ総括は完了しないと指摘する[637]。また、大田は、事件後に中沢新一や社会学者の宮台真司[671]らが「新たなグル」のように若者に生き方を示したのは軽薄で大きな問題であり、研究者は安易に状況に介入するのではなく、その事件や現象の歴史的経緯やメカニズム、社会的背景などの客観的説明に努めるべきと批判した[313]。
- 宗教学者の櫻井義秀によれば、オウム事件以降、カルトやマインド・コントロールが批判され、こうしたマインド・コントロール理論は信者の奪回・脱会や脱会信者のリハビリテーションに用いられているが、「騙されていた」と語ることで得られる癒やしは、当該団体によって得られた癒やしと同じ性質のもので、しばしば奪回・脱会の過程が勧誘・入信の過程と相似しており、このような「癒やし」こそが宗教集団による「騙し」に通じているのであり、この心理状態を越えることが肝要であると指摘している[672]。
- 宗教学者伊藤雅之によれば、日本の宗教研究では研究者が共感できる宗教を選び、そのポジティブな側面に焦点を当ててきた。例えばスピリチュアリティや癒しなどプラスの価値の中での耽溺があり、研究対象とともに楽しみ、高揚感を味合いながら、正当な文化として評価することが慣例であった。しかし、オウム事件によって、宗教における負の側面、場合によっては暴力や犯罪に結びつくことなどが再確認され、これは宗教研究における宗教性善説の解体でもあった[673]。また、日本の宗教研究は当事者の意味世界を重視する対象内在的アプローチが取られ、こうした内在的理解のパラダイムにおいては、当事者の意味世界には学ぶべきものがあると考えられた。しかし、宗教を理解するには、研究者が対象に自分の生を重ね合わせるだけでは不十分であるし[674][675]、オウムのように教団が研究者を宣伝に利用したり、信者が研究者を騙したり、教義と実践に乖離がある場合、また、教団における言葉への解釈が教団の全体的理解につながらない場合には、内在的理解は通用しないのであり、この意味で宗教学のパラダイムとしての内在的理解は終焉を迎えたと指摘する[676]。宗教現象を研究するアプローチとしては、資金源や財政などの「非宗教的」次元への着目、また権力構造（政治的次元）、集団内のダイナミクスや勧誘活動や一般社会との軋轢（社会的次元）などの問題、また信者だけでなく、脱会者のデータも扱う必要がある[677]。また、櫻井や渡辺のマインドコントロール理論への批判は、統一教会の青春を返せ裁判で被告側弁護団によって用いられ、弁護側は櫻井論文を用いて入信はマインドコントロールでは説明できないとして、「騙されて入った」という言い方は教団への偏見に過ぎないと反論し、教団擁護に利用されることもあるということは研究者の課題であると指摘される[678]。

## サブカルチャーとの関係
1980年代・1990年代当時はサブカルチャー系の雑誌が麻原のインタビューを掲載するなど、オウムを面白がる時代の空気があった。音楽家・ライターの掟ポルシェは「当時、オウムってもっと身の回りに普通にありましたしね。身近にあるお化け屋敷みたいな。ただの変わり者みたいな感じで見てましたからね。」と述べている。ライターの吉田豪は宗教が絡む活動に対しては「面白がることがどれぐらい危険なのかという自覚を持った方がいい」「宗教とかが絡むと、みんな警戒したほうがいい」と警告した。

### テレビとの関係
麻原は1989年10月のサンデー毎日のオウム告発報道に激しく抗議したが、やがてテレビを教団宣伝の場所に変えることに成功するようになった。坂本弁護士一家殺害事件以降もワイドショーや討論番組、バラエティ番組などにも出演していった。当時教団がテレビに何度も出演したのは、マスコミを利用したい教団と、視聴率のために「時代の寵児」「笑える変人」を出したいテレビ局両者の思惑が合致した結果だったと指摘されている。
- 「朝まで生テレビ!」（テレビ朝日）1991年9月28日
パネリストとして麻原、上祐、村井秀夫、杉浦実、そしてオウムのライバルであった幸福の科学幹部、このほか池田昭、島田裕巳などの宗教学者も出演し、激論を繰り広げた。幸福の科学が島田に「神を信じない者が宗教を研究してはいけない」と言ったのに対して麻原は「神を信じるか信じないかは置いておいて、宗教学者は客観的に研究をするべきだ」と反論した[636]。麻原が進行が幸福の科学に有利に進められ、発言の機会も幸福の科学の方が多いと司会の田原総一朗に食ってかかると、パネラーの下村満子が「あなたは解脱者を自称するのに、どうしてそんなことで興奮するんですか」とたしなめる一幕もあった。番組では超常現象一辺倒の幸福の科学に対し、麻原は超常体験は通過点に過ぎず、それにこだわることは仏教では戒められると述べ、常連出席者たちは麻原を支持し、さながら一方的な幸福の科学叩きだったと宮台真司はいう[682]。江川紹子も番組ではオウム側が優勢であったと評しており、実際にこの番組をみてオウムに入信した信者もいた[683]。
- 『とんねるずの生でダラダラいかせて!!』（日本テレビ系、演出テリー伊藤）1991年10月
出演した麻原は、好きな女優は秋吉久美子とか、ベビーシャンプーを使っているとか、宮沢りえのヌードについて「脱ぎたい人は脱げばいい」「制約しても意味がない」と世俗的な話題について語ったり、青春とは何かと言う質問については、「青春とは幻影です」「たとえば恋をする。恋というのは相手に対して幻影を抱くプロセスですよね。ただ、青春を経験しない限り、その後の悟り、解脱はない」「みなさん大いに青春を経験なさって、で苦しまれて。苦しみというものを自分の内側に根付かせた状態で、次のステップに入られたらいい」「修行者というのは青春を死滅する、完全に止めてしまうことが課題ですから。本質的な部分に到達した歓喜というのは、青春の喜びの1万倍とも10万倍とも言える喜びがあります」と説いた[681]。
当時この番組のディレクターだったテリー伊藤は2012年に逮捕された菊地直子及び菊池をヒロインとして扱う報道を批判[684]、2018年には「空中浮遊とか、バラエティっぽいんですよ。面白いななんて思ってた。僕らもまさか松本死刑囚がここまで悪い人間だとは思わなくて、本当にキワモノだと思って、バラエティには良いんじゃないかと」「まさかこんな悪の集団だとは思わなかった」と釈明した[685]。これに対してデーブ・スペクターは「まさかわからないとテリーさんは言ったけど、あれ（麻原）はどうみても詐欺師なんですよ」「メディアもよくわからないまま、半分面白いと思ったのかやった（放送した）んです」と批判し、「一番狙われるのが大学生なんです。うぶで、なんか世の中に良いことをしたい。初めて実家を離れる。留学生もそうなんです。心細い、なにか嫌なことがあった。それも狙われるんです。本当にターゲットにするんです。ものすごく親しくして、実態がわからないまま、気がついたら入ってしまうという、マインドコントロールの恐ろしさなんですよね」と警鐘を鳴らした[685]。
- 『ビートたけしのTVタックル』（テレビ朝日系）1991年12月30日放送
ビートたけしが「僕としては生きることと同じように死ぬことがいつも背中合わせにある」「死ぬことと生きることを同じ分量で考えないと非常にバランスが悪い」と述べると、麻原はビートたけしの言うことはチベット仏教のマハームドラーという最高の悟りに到達する道の真髄で、これは前世で普賢の段階を経験している証拠だとし、「普通の人はそういうことを考えません」「（前世で）神の経験をされていることは間違いない」と述べ、「私に代わって、オウム真理教の教祖をやってもらってもいい」と述べ、たけしは二人だけで朝までトークしたいと述べた[681]。その後、雑誌『Bart』（1992年6月22日号）で対談を実現し、たけしは「宗教からいちばん遠い人のような気もする。非常に科学的でもあるし。いちばん反宗教的なところから来た人のような」「面白いよなあ、麻原さんて」と評した[681]。ライターの久田将義はビートたけしは何かコメントを出すべきじゃないかと述べている[680]。

このほか、サリン事件以後の1995年3月22日から5月15日までの筑紫哲也 NEWS23とワイドショー「スーパーワイド」放送を比較した研究によれば、NEWS23ではオウムとロシア軍、自衛隊との関係など軍事力を持つテロ組織としての側面や、オウムが覚醒剤を製造して暴力団に売り資金源としていたことなどを重視するのに対して、スーパーワイドではサリン事件の被害者の葬儀や、信者の生活実態、覚醒剤を使用された信者への取材などに重点が置かれていた。サリン事件以後は上祐、青山ら幹部が、逮捕されるまで教団の弁明を続けた。

### アニメ・SFとの関係
オウム真理教は様々なサブカルチャーからも影響を受けており、中には教義や武器製造にもアイデアを取り入れた。宇宙戦艦ヤマトが元ネタの「コスモクリーナー」、超能力、ホーリーネーム、ハルマゲドンなどの漫画アニメ・SF・ゲーム的な要素、現実より虚構に重要性が置かれるといった点から、大澤真幸らによってオタク文化との比較が行われた。そのほか、第三次世界大戦以後の水中都市構想は未来少年コナンから、機動戦士ガンダムからは光射衛星砲、フリーメイソンは雑誌ムーから来たという。
教団の機関紙「ヴァジラヤーナ・サッチャ」では、アニメの未来少年コナン、風の谷のナウシカ、風が吹くとき、幻魔大戦、漫画では藤原カムイのH2Oや北斗の拳、映画では復活の日、ターミネーター2、マッドマックス2、ザ・デイ・アフター、ブレードランナーなどが紹介されている。
SF作家トマス・ディッシュはオウムをSFジャンルにおける悪性の千年王国的擬似宗教とそこに究極の真理を見たがった読者との不健全な相互作用の極地であるとした。
アシモフのSF『ファウンデーションシリーズ』は精神的に進化した科学エリートが文明を再建するため野蛮な時代に地下に潜るというストーリーだが、オウム教団にとっては重要で、教団幹部村井は同シリーズの内容を引用した。

### ファッション雑誌
1992年 - 1993年にはMEN'S NON-NO（92年1月号）、Popteen（92年10月号）、CanCam（92年12月号）、ホットドッグプレス（93年3月10日号）などのファッション雑誌でもオウムが取り上げられた。

## 仏教・密教との関係

### 初期仏教との比較
仏教学者佐々木閑によれば、オウム真理教におけるサンガ組織（出家者が修行する組織）や、「師の言葉は命をかけて守る」という極端な師弟関係の規範（グルイズム）や教義などは、既存の仏教諸派の教義にその源流を見いだすことが可能で、オウムを仏教の一派と見なすことは可能であるとした上で、初期仏教（釈迦の仏教）とオウムを比較した。
|                          | 初期仏教（釈迦の仏教） | オウム真理教 |
| ------------------------ | --- | --- |
| 従うべき権威（律の有無） | 師の権威よりも律が優先され（法治主義）、師の命令が律に違背する場合は、聞いてはならない。 | 律のような法はない。統率者の権威によって、上位者が個人的思惑で指示を出した。規範には合理的一貫性がなく、例えばゴキブリの殺生を禁じる一方で殺人を強要した。                                                     |
| 組織運営                 | 各地の僧団はネットワーク式に構成され、中心となる僧団（既成教団でいう「本山」）は存在せず、仏教界全体に指示を下す権威はない。 | 律のない僧団であるため、指導者の思惑に沿って暴走し、組織が左右された。 |
| 暴力への対処             | 律では暴力が絶対禁止。相手のためを思っての暴力（愛の鞭）も禁止される。メンバーが暴力を振るった場合は、律の規定により、相応の罰が与えられ、さらに暴力を繰り返す場合には、僧団会議によって謹慎となる。師が暴力の使用を命じても、律が優先されるので従ってはならない。律では、違法な命令を下す権威者に対しては、その違法性への意見が推奨される。 | 暴力の絶対禁止という律がないので、法ではなく人が権威を持ち、「教団のため」とか「相手の悪行を止めてあげることがその人のため」といった理屈をつけて暴力が許容された。律のない組織は全体として強い暴力性を帯びる。 |
| 布施                     | 布施の規則はない。出家希望者が財産処理を決め、サンガが口出すことはない。 | 全財産を布施する。布施リスト、遺言状、戸籍謄本、住民登録の転出届・転入届の代理人選任書、年金手帳、印鑑証明等の教団への提供が条件とされる                                                                       |

オウムの最大の特徴は、教祖の絶対権威と、組織の暴力性である。そして初期仏教との違いとしては、律の有無が筆頭に挙げられる。初期仏教における律は、サンガ（出家修行者の集団）の規則であり、淫（貞潔の破棄）・盗み・殺人・大妄語の4条は波羅夷罪であり、これを破った修行僧は、全ての資格を剥奪され、サンガから追放され、再び出家することはできない。在家信者には律はなく、戒がある。大乗仏教も最初は在家教団であったが、のちに出家教団もでき、部派仏教の律蔵を採用した。日本でも律宗による導入があったが、形骸化し、廃れた。
初期仏教では出家の場合、布施は出家希望者の自由であったが、オウムは全財産の提供を出家の条件とした。オウムでの布施は出家希望者の納得ずくのことであったが、残された家族からすれば「オウムが家族を財産ごと持っていった」となり、オウムが吸い上げれば吸い上げるほど、社会の反感は強まり、オウムの出家制度は、教団の資産を急激に増加させるとともに世間との関係を急速に悪化させた。
初期仏教ではサンガでの師弟関係は、自己鍛錬を進めるという目的のためだけに設定されており、上の者が下の者を権力をもって支配することも、特定のリーダーによる組織拡大もない。釈迦は、メンバーが律という法体系に基づき同等の権利と義務を有していると考え、サンガでの教師の権限を厳しく制限しており、例えば体罰が用いられることもなかった。初期仏教において僧侶は暴力が絶対に禁止されているが、日本仏教の歴史ではこれが無視されていることがある。
佐々木閑は、このように初期仏教を基準にすると、過去の仏教教団の多くが、釈迦の仏教よりオウムの方に近いとする。例えば、過去には僧兵や宗教一揆による騒乱があり、現在でも発生している日本禅宗などの僧堂内の暴力的指導がある。また、ミャンマー仏教におけるロヒンギャ弾圧などがある。こうした比較は、「既成仏教教団にとって決して快い方法ではないが、世間から信頼される教団を目指すという現実的方向性から見ても、有効性の高い方法である」と佐々木はいう。

### 大乗仏教
一神教においては神の名のもとに暴力が是認される歴史がある。ユダヤ教では「出エジプト記」「民数記」でモーセは神の名のもとに異民族を抹殺し、同族でも命令に従わないものは殺害された。十字軍においては教皇グレゴリウス9世が軍事力による異教徒の強制改宗を奨励し、場合によっては殺害、略奪、放火なども許した。これに対して仏教には絶対神はいないので、神の名のもとに暴力が正当化されることはないが、その代わりに「正法」の毀損は何人にも許されず、これは殺人以上の最高の悪とされる 。「正法」への毀損者には仏罰が下るとの教えは法華経や大乗涅槃教、そして日蓮にも貫かれている。
また、中国華厳宗や臨済宗、日本天台宗の源信などの仏書においても、殺人是認論が見られる。ただしこれは仏菩薩の場合に限って説かれていることに注意する必要がある。
瑜伽行唯識学派の無著（310年‐390年）の「喩伽論菩薩地」戒品では、在家の菩薩が有情に対する思いやりの心をもち利他のための善巧方便として行なうならば、殺生、盗、淫行、妄語などの罪を犯しても許される。戒品では、強盗が、生き物、如来、声聞、独覚、菩薩たちを財物欲しさで殺そうとしているのを見た菩薩が「私がこの強盗の命を奪って地獄に再生するならば、喜んで地獄に再生したい。 この有情が無間業をなして地獄におちることがないように」と考え、（他の方法がないので）、この有情 （強盗） に対する哀慰の心をもって （この有情にとっての利益となることを考えて） この人を殺す場合、違犯にならず、多くの福徳が生じる、とされる。
大乗荘厳経論随修品第21偈に「有情たちに利益をなさんがために、そのように貧欲をおこすことは、過犯とならない」とあり、ボーディバドラ（1000年頃在世）は、この箇所は菩薩の有情に対する貪欲は愛情であり憐れみであるからと解釈された。ただし、出家僧はこれらが許容されることはない。
優波離所問経（Upāli-Pariprccha）にも「大乗菩薩の貧欲と相応したいかなる過犯もすべて無罪である。善巧方便をもった菩薩は貧欲と相応した過犯を恐れない。 瞑志と相応した過犯を恐れる」とあり、海雲（Sāgaramegha）は清浄意楽（bsam pa dag pa）による殺生は無罪とする。
大乗涅槃経梵行品では、生命を断つことは厳禁されており、蟻をはじめとした生物の生命を断つことは最低の殺生で、殺人は中位の殺生とされ、三悪道に堕ちる。阿羅漢や辟支仏、あるいは菩薩を殺すことは最高の殺生で、無間地獄に堕ちる。しかし、例外として、イッチャンティカ（一闡提）（仏法を誹謗する者）を殺しても三悪道には堕ちないと説かれる。また、涅槃教金剛身品では「正法」を守ろうとする者は、五戒を受けず、威儀を修せず、刀剣、弓箭などで武装して、比丘を守護すべきだと説かれた。

#### 「最終解脱者」
宗教学者の正木晃は、麻原が名乗った「最終解脱者」というコンセプトは大乗仏教には存在しない。「解脱」はあるが、「最終解脱」はありえない。なぜなら、大乗仏教における解脱は、到達した瞬間に否定され、その先に更なる道程が開かれるように設定されており、そこで終わりという構造にはなっていないからであるという（般若心経「無智亦無得」を参照）。

### インド密教
インド左道密教のインドラブーティは「ジュニャーナシッディ（智恵成就）」で「生きとし生けるものを悉く殺せ。他人の財貨を奪え。他人の妻を愛欲せよ。虚妄の言葉を語れ。その行為によって人々が無限に近い時間地獄で煮られる。その同じ行為によって、ヨーガ実践者は解脱する。彼にとって非行は存在しない。悪もまた存在しない。」と書いた。ただし、インドラブーティがこれを実行したという記録はなく、「八十四人の密教行者」にも殺人で解脱した例は一つもない。

### チベット密教
チベット密教には性を導入した性的ヨーガがあり、また、不正義な人物がより悪い行為を成さないうちに殺してやることはそれ以上の悪を成さなくても済むので救済となり慈悲となるという教えもあった 。オウム真理教で見られた性と殺の実践は、チベット密教にも存在していた。タントラの王と尊崇される「秘密集会タントラ」にも語られており、ドルジェタクは、敵対者をヴァジュラバイラヴァ（ヤマーンタカ）を主尊とする修行によって呪い殺し、これを慈悲の実践とした。また、河口慧海はチベットの信仰では呪詛による殺害は特殊なことではないとしている
。
チベット密教の研究者正木晃は「ポワ」に類する度脱（呪殺）はドルジェタクによって実践されたが、その後のチベット密教の教理の歴史で完全に否定されており（#呪殺参照）、そもそも、オウム真理教のように無関係の人を無差別に大量に殺害する行為はいかなる基準に照らしても絶対に許されないとする。正木は、オウム真理教は密教の闇の部分を映し出す鏡であったとし、密教にかかわる者はオウム事件を奇貨として再検討する必然性があり、同じことは世界の諸宗教に対してもいえると警鐘を鳴らした。

#### 無上瑜伽タントラ
三毒は原始仏教以来、否定され、それを除去することで解脱に至る道が開かれるとされてきた。しかし「大般若経」第578巻「般若理趣分」では否定を通じた肯定の表現となり、不空金剛訳「般若理趣経」では一切の人間の欲望が肯定され、欲そのものが清浄な菩薩の位であると表明され、さらに無上瑜伽タントラでは三毒の煩悩が持つ積極性を価値転換させ、大きな生命力として育ててゆく。大乗仏教の煩悩即菩提の理念が無上瑜伽タントラでは、貪・瞋・癡を行ずることによって欲と離欲に住しない無住処涅槃に導かれる。こうして無上瑜伽タントラでは、出世間的な解脱（moksa）と世間的な欲望（kama）のいずれをも目的とし、性や殺生、三毒の肯定を説く。
松長有慶は「欲を捨て去る努力をなすよりも、欲が本来もつ生命力を、利他のための方便として生かしきろうと努める。人間的な欲を大きな絶対の欲に生まれかわらせることが、タントリズムの貪瞋癡をはじめとする欲望を是認する思想の背景をなしている」と指摘し、タントリズムでは「下層階級や知的水準の低い人たちを教化、摂取するために、卑近な事例をその教説とか実践法のなかにとり入れた。そのためにインド古代人の族制の呪術を多く継承している。したがってそこには近代人の倫理観と対立する点が少なからずみいだされる」とも指摘する。
また、無上瑜伽タントラの1つであるヘーヴァジュラ・タントラでは、 護摩の呪殺（marana）や調伏（abhicarika）の目的は、妄分別（vikalpa、rnam par rtogpa）をなくすためとされる。
藤田光寛はこのような喩伽（yoga）の観法に重点をおく仏教のタントリズムがもつ非倫理的、非社会的な点を、皮相的、世間的に理解せず、その会通、昇華、純化された象徴性という観点などからその本来的な意義を評価すべきであると明言する。
ほか、最勝楽出現タントラ「智慧を完成する章」でも「人間を含むこの世の生命のあるすべてのものを殺害せよ。他人の財物を奪え。他人の妻と姦通せよ。嘘のみを語れ。大衆はこのカルマによって灼熱の地獄に落ちるが、ヨーガ行者はまさにこのカルマによって悟りを開く」とある。

##### 秘密集会タントラ
無上瑜伽タントラの中の「秘密集会タントラ」では、第9分に「仏の威光を思い、そこで金剛杵をもってあらゆるものを粉砕すべし。身語心の一体化したものは、金剛杵をもってしても破壊されることはない。最上の禅定を観想すれば、心の悉地を達成することになろう。これら秘密金剛によって、一切衆生を殺せ。殺された者たちは、かの阿閦の仏国土において仏子となるであろう」とある。
『秘密集会タントラ』第5分には「貪・瞋・痴に満ちた行者は、無上なる最高の乗において（転識得智によって三つの根本煩悩さえも仏の智慧に変じて）最勝の悉地を成就する。旃陀羅・笛作り等や、殺生の利益をひたすら考えている者たちは、無上なる大乗の中でも、最上の乗において成就をなしとげる。「無間（地獄）悪業をはじめとする大罪を犯した者さえもまた、大乗の大海の中でも[優れた]この仏乗において成就する。しかし、阿闍梨（師）を誹謗するのに熱中する人たちは、どんなに修行しても成就できない。殺生を生業とする人たち、好んで嘘を言う人たち、他人の財物に執着する人たち、常に愛欲に溺れる人たち、糞尿を食物として取る人たちは、本当のところ、成就にふさわしい人たちである。行者が母・妹・娘に愛欲をおこすならば、大乗の中でも最上なる法の中で広大な悉地を得るであろう。」とある。元四天王寺国際仏教大学教授で国選弁護人として林泰男の弁護をした中島尚志は、大罪を犯す者が梵行を行っている行者に等しいとするこの秘密集会タントラ第五分に見てとれるように、経典の真意を別にすれば、オウムの教義とインド後期密教の経典との間に表現上の根本的な矛盾はないと指摘している。この他にも『最勝楽出現タントラ』『ヘーヴァジュラ・タントラ』でも性行について、また『摂大乗論』には殺害について書かれている。
秘密集会タントラ第14分で「阿闍梨を謗ったり、そのほか最勝の大乗を侮ったりする者たちは、努めて殺されてしかるべきである」と「正法」の毀損者の殺害が解かれる。また、同第14分でのキーラ真言には「オーム、殺せ、殺せ、一切の悪人を」「オーム、切れ、切れ、破れ、破れ、殺せ、殺せ、焼け、焼け、燃えたつ金剛輪よ」という文言がある。
秘密集会タントラ第18分には「瞋の瑜伽に入った瑜伽行者は、瞋の輪を出し、忿怒金剛によって仏法を受け入れぬ者を破壊し、智金剛を有する者は、それらを縮小せよ。さらにそれらを拡大して、仏法を受け入れぬ者を正覚に入らせ、そのままもう一度縮小せよ。以上のような瑜伽に習熟すれば瑜伽業者は自ずから瞋金剛となるであろう。三界に住する者をことごとく、殺したり生かしたりする呪力を、一瞬のうちにあらわすことができるようになる」とある 。ここでの「縮小」は死、拡大は「再生」を意味し、仏法を受け入れぬ者を解脱させた上で涅槃に導く、これは慈悲の極みであるという論理である 。

#### 貧欲行
密教・金剛乗の経典には以下のように貧欲行（ragacarya）が記されている。
提婆 （アーリヤデーヴァ）は、色などの諸対象は煩悩を生じる因であるから諸罪過の因と説かれているのに 矛盾ではないかとの質問に答えて、『吉祥最勝本初』大喩伽タントラでも貪・瞋・癡の三毒は不適切に用いられると毒になるが、甘露としても役立つと説かれ、宝積経でも「般若と方便を等しく具えた菩薩にとっては、諸煩悩もまた饒益となる」「般若と方便を等しく具足した菩薩は煩悩によって堕落させられない」と答えた。

#### 呪殺

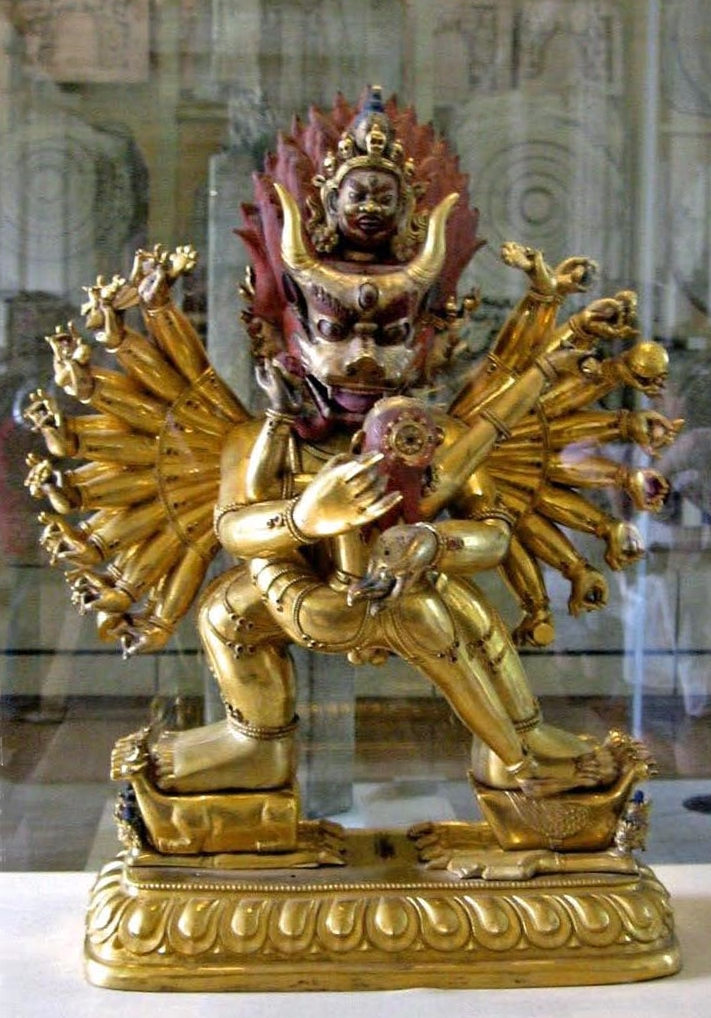
ヴァジュラバイラヴァ（ヤマーンタカ）像。大英博物館所蔵

インド後期タントラやチベット仏教における成就法では、息災、増益のほか、敵を征服する制圧（stambhana）、仲間割れをおこさせる離間（vidveṣaṇa）、敵を追い出す駆逐（uccāṭana）、敵を殺害する呪殺（māraṇa）の六種法がある。このうち呪殺は邪法と見られやすいが、これも仏教的な会通が行われ昇華されており、単に憎悪の念による敵の殺害にとどまらず、敵対する異教徒を慈悲のゆえに殺害し、のち文殊の仏国土に生まれかわらせるという利他行として昇格している。
チベットの訳経僧ラ・ローツァワ・ドルジェタク（Ra Lotsawa Dorje Drak）は、度脱（呪殺）は利他行であり、救済し難い衆生を利益する最高の大慈悲の行為とする。ドルジェタクは、留守中にドルジェタクの妻を略奪したディキムパに対して、ヴァジュラバイラヴァ（ヤマーンタカ）行法で呪詛を行い、これによりディキムパたちの住む町は微塵に粉砕され、ディキムパたちの身体も粉々に砕かれ、瞬時に文殊菩薩によって浄土に導引された。ドルジェタクは「金剛頂（仏の最高の教え）をもって、ありとあらゆる敵を瞬時に破砕し、生と死の彼方の境地に度脱する。こうすれば、貪りも瞋りも他の欲望も、すべて清浄になる。（略）もし仮に、現世において、この霊力を体現している者がいるとすれば、それはこの私自身にほかならない」「度脱は、慈悲菩提心を発起し、衆生を救済しようという三摩耶（密教の誓約）にもとづく行為である」と語り、「度脱こそ、解脱の近道にして、慈悲の道であり、慈悲の武器」であり、度脱は利他行、「救済しがたい粗野な衆生を利益する、まさに仏の大慈悲である」「勝義においては、殺すということもなければ、殺されるということもない。幻化による幻化の殺はありえない」という。
ドルジェタクの師バローもヴァジュラバイラヴァ行法を「タントラの精髄」で「道に外れた大罪障の者たちを、調伏によって成仏させる法」とする。
チベットでは霊力による呪殺だけでなく、毒殺も行われており、勝楽タントラの権威ギュ・モンラムタクはドルジェタクの殺害を謀ったが、失敗し、ギュ・モンラムタクは度脱された 。カギュー派のミラレパは、ツァプワ博士によって毒殺された。しかし、その後、チベット史上最高の頭脳と言われるプトゥンは戒律なきところに解脱なしと喝破、性的ヨーガの実践を排除し、呪術も拒絶した。ツォンカパもプトゥンを踏襲し、呪術、度脱を否定した。
オウム幹部の早川紀代秀は獄中で読んだデビッドニール「チベット魔法の書」で、呪殺能力があっても、蘇生能力がない限り呪殺してはいけないとの記載を読んで、信者死亡事件で麻原は蘇生能力を持っていなかったし、麻原は呪殺能力もなかったため弟子たちに人を殺させたのだということが分かり、胸が押しつぶされそうになったという。
なお、漢訳仏典中での度脱とは「解脱すること。永遠の平安を得る。解放される。生死の苦海を渡り、さとりの彼岸に至ること。」「煩悩の束縛から解放し、苦の世界（現実）から楽の世界（理想、仏の世界）へ渡すこと。済度すること。救う。導き入れる。（衆生を）迷いの世界から救出し、解脱させること。迷いのきずなを断ち切ること」である。ドルジェタクは、自らの敵対者を呪殺することを「度脱」であると（これに対応するチベット語で）称した。そのために本記事の文脈中では、あたかも「度脱（及び対応するチベット語）」が呪殺と同義であるかのように記述しているが、実際にはこのような語義は含まれていないことに留意願いたい。

#### ダライ・ラマ14世ら現代チベット高僧との関係
麻原はチベット亡命政府（ガンデンポタン）のチベット高僧と接触し、多額の寄付を行うとともにダライ・ラマ14世やカギュ派のカル・リンポチェ師の発言をオウム真理教の宣伝に多いに活用したが、サリン事件以後、チベット高僧らは麻原を批判している。ダライ・ラマ14世は麻原は弟子ではないし、オウムの教えを認めていないと明言している。

### 日本仏教・密教

#### 理趣経
日本密教、特に真言宗各派において読誦されてきた理趣経において、性的関係や性的行為によって清浄で菩薩の境地にいたる十七清浄句が説かれ、さらには理趣経第三段「降伏の法門」では「三界の有情を殺害するとも悪趣に堕せず、無上正等覚（完全な悟り）をうる（金剛手よ、もしこの真理の道を聞いて記憶にとどめ読誦するなどの行為をなすならば、その人は、たとえ三界の生きとし生けるものを悉く殺し尽くしたとしても、地獄には堕ちない。なぜならばその人の行為は、ありとあらゆる煩悩を調伏するための実践にほかならず、それゆえにかえって境地を高める良い行為となって、速やかに無上の悟りを獲得することができるからである）」とあり、理趣経の真意を理解することを条件とした殺害の正当化がなされている。
この箇所について栂尾祥雲は、「小乗仏教では動機の如何を問わず、人を殺すが如きは大罪で、国法の死刑に該当する波羅夷罪を構成する」「それが大乗仏教になると、殺生の結果よりも動機に重きを置くようになり、特に般若経などの立場からすると、生死に流転するための悪業といった所でそれは煩悩の結果に外ならない。その煩悩とは貪、瞋・痴と言う心的現象に過ぎないのであるから、心を以てこれを自由にすることができる。故にもし過って多くの人を殺害する等の大重罪を犯した者と雖も、心機一転して、この欲無戯論性の般若の教理を、心から信解し受持する等の十法行をなすと、心がこの無戯論平等の絶待法に安住して、一切の煩悩を調伏することになるから、悪行に随って滅し、それがために再び悪趣に堕することなく、却って速やかに無上菩提を得ることができるということになる」と解釈する。さらに栂尾は、十法行をなす人から云えば、たとえ三界の一切の有情を殺害するようなことがあっても、それはその有情が迷界に流転する原因であり、癌である所の三毒の煩悩を調伏せんがための方便たるに止まり、決してその肉身を殺害し、その生命を断つためではない。ただその人の心の眼を開かしむるための善巧方便として、時にその人を威圧し、一時の苦しみを与えることがあっても、それは罪にならない」「毒の煩悩を調伏し、心の眼を開かしむるための善巧方便として、時には正義の戦争をなし、多くの人を一時に殺害するようなことがあっても、それは必ずしも大罪とはならない」とされる。栂尾のこの書『理趣経の研究』は1930年に出版されており、2年前には蔣介石の国民革命軍が山東省済南市の日本人居留民を襲撃した済南事件が発生しており、「正義の戦争」とは当時の日中関係を念頭にした発言とされる。また、古義真言宗の渡辺雲照も理趣経に基づき、「寧ろ速やかに彼を殺し地獄の業を止めて作らざらしめ、然るのちに再び人間界天上界に現出せしめんことを欲す」と日清戦争を支持した。
松長有慶は、これまでの日本の注釈では、理趣経のこの箇所は「三毒の破壊」という無難な意味で注釈されてきたが、ここは経典読誦の功徳を示した箇所であり、三毒の否定の意でとれば理趣経の目的に沿わないとし、この場合、殺害の容認が目的ではなく、経典読誦の功徳を極端な形で提示しようとしていると解釈した。

#### 大日経・金剛頂経
大日経の「受方便学処品」第18「不奪生命戒」では、他人の生命を自己の身に対するが如くせよと述べられたすぐ後で、もし悪行の報いから逃れさせる目的で、怨害の心がなければ、殺生も許されるとされる。
この箇所について善無畏は『大日経疏』で、方便としての殺生が許される例には、その殺害によって他の多くの人々が救われる場合、殺害によってその人に出離の因縁（迷いの世界を離れる因縁）ができる場合があるとされ、ただし、大悲心が不可欠の前提とされる。病人の依頼によって苦痛を除くための殺人（安楽死）も罪とはならない。また、ブッダグフヤ （Buddhaguhya） は「大日経広釈」において、般若と善巧方便を持った在家の菩薩が利他のために不善を行うことは許容されるが、出家の菩薩には許されないと解説する。
初會金剛頂経第2章 降三世品では、「有情のために貪欲 （raga） 等により清浄 （suci） をもってなすべきである。一切の有情の利益のために、もし一切の有情を殺しても、彼は罪悪 （papa） に汚染されない」とある。

#### 親鸞・浄土真宗
親鸞にとっては、正法への誹謗が最大の悪となる。『正像末和讃』で「念仏誹謗の有情は　阿鼻地獄に堕在」と浄土真宗の信仰を否定する者は地獄に堕ちるとする。親鸞は聖徳太子信仰が厚かったが、「皇太子聖徳奉讃」では、仏教を滅ぼそうとする物部守屋らの逆臣に対して、「寺塔仏法を滅破して　国家有情を壊失せん　これまた守屋が変化なり　厭却降伏セしむべし」と討ち滅ぼすべきだと論じた。なお、日蓮でも謗法した者は地獄に落ちるとされるが逆縁となり成仏もあるとされるが、そうした救済は親鸞は説かない。
唯円の著作『歎異抄』第13条で親鸞は、弟子の唯円にこう説く。
これについて中村雄二郎は「心も物事も自分の意のままに制御できるものではない。従って意思だけに頼る自力の教えは無力だ」を内容とする教えであり、これまで「非現実的なたとえ話」と受け止められてきたが、オウム事件によって現実に発生したとした。
山折哲雄はオウム事件について同13条の「卯毛羊毛のさきにいるちりばかりもつくるつみの、宿業にあらずということなし（兎の毛や羊の毛のさきについている塵ほどの小さな罪でも、過去の報いでないものはない）」「さるべき業縁のもよおせば、いかなる振る舞いもすべし（人間は因縁が促せば、どんなことでもするだろう）」を思いおこしたとし、「気がついたとき、すでに人を殺してしまっていた因縁が、現実に存在する。そのように、いくら人を殺そうとしても殺しえないでいる因縁も、現実に存在する。その殺と不殺のあいだに横たわるあいまいな境界を、人間の知ははたしてきちんと識別することができるのか」と述べた。
仏教学者の末木文美士は、『歎異抄』13条は親鸞の他の著作と比べて疑問が大きく、唯円独自の問題意識が顕著に見え、『歎異抄』で悪とされているのは、漁師や猟師などの魚や動物を捉える職業や商人、虫を殺す農民について考察されているが、人を殺す武士は入っていないことは、唯円の社会的背景であるとし、また、この説法は、アングリマーラ（央掘摩羅）が、外道の師から千人殺害すれば悟りを得られると教えられ、999人を殺害後、千人目に釈尊と出会って自らの過ちを知り、釈尊に帰依したという故事によっていると指摘する。
造悪論
この他、オウム事件を親鸞の造悪論と絡めた論争も起こった。評論家の吉本隆明は、産経新聞1995年9月5日で、親鸞の教義には「わざと悪いことをした方が浄土へ往ける事になる」「極悪な者の方が往生しやすい」という造悪論があり、オウムのやったことも造悪論の中に入るもので、「麻原は極悪深重できっと往生しやすい」と述べた。対談相手の宗教学者弓山達也も、麻原のタントラ・ヴァジラヤーナも造悪論と同じ発想であるとした。
これに対して仏教学者山崎龍明は、吉本はオウムの犯罪は否定するが教義は肯定しており、オウムにおける殺人（ポア）の教義を肯定できるはずがなぜ肯定しないのか矛盾だとし、そもそも親鸞の悪人論は「悪の深い自覚を持つ者」に基づいており、親鸞は手紙で造悪の者は教えを理解しない者、念仏に志のない者と断じており、吉本は「善人なほもて往生をとぐ、いはんや悪人をや」の言葉だけを切り離して「悪人」を肯定する観念論に陥っていると批判した。
これに対して吉本は山崎龍明を「官憲とマスコミの流布した市民社会の倫理観・世論に迎合して、親鸞を源信にまで戻した」「今の日本は歴代で一番悪い国家で、それを至上とする倫理に迎合するなら僧侶をやめるべきだ」などと批判、親鸞の造悪論では「極悪であるがゆえに浄土にいちばん近い」のであり、「せっかくこれだけの生々しい造悪論を麻原彰晃は出してくれた」のだから考えるいい機会であり、また親鸞はオウム事件のような問題に現実に直面したのではないかとし、そのあげくに悪をすすんでつくる極悪非道の造悪者を自分の善悪観の中に包括しようとして悪人正機を主張したと主張した。
吉本と山崎の論争について、仏教学者の定方晟は、なぜ極悪者が地獄でなく浄土に近いといえるのか不明だが、吉本が悪人を「悪をなすもの」と規定するのに対して、山崎は「悪の自覚を持つもの」とするが、定方は山崎の考えに組するとし、親鸞における悪人救済の問題は、ブッダ在世時に父を殺したアジャータシャトル（阿闍世）王の悔恨をめぐってのものであると指摘した。
山崎龍明はこれに続いて、親鸞は阿闍世王の救済について涅槃経を『顕浄土真実教行証文類』で引用し、罪を傷み悲嘆する人間においてこそ阿弥陀仏の大悲は活現すると論じており、これが親鸞の悪人救済論の真義であり、悪の無限容認などではないと吉本を再批判し、以下の親鸞の言葉を紹介した。
仏教学者の末木文美士も、吉本隆明のような、悪は往生の障りとはならないから悪を控える必要はないとする造悪無碍説について、親鸞は造悪無碍説を厳しく批判しており（前掲未灯集16）、また親鸞にとっての最大の悪は正法への誹謗であるとする。

#### その他の日本仏教諸派
一向一揆
浄土真宗本願寺派は石山合戦で「進者往生極楽　退者無間地獄（進む者は往生極楽、退く者は無間地獄）」と軍旗に書き、一向一揆の享禄・天文の乱では証如が討ち死にされた者は極楽に往生すると述べた。
立川流（彼の法集団）
中世日本の密教教団として立川流があり、荼枳尼天（ダーキニー）を本尊とする男女和合、陰陽交合思想性的修行や信者殺害などを行なっていたとされる。ただし、現在の研究では立川流とされてきたのは、名称不明の「「彼の法」集団」のものとされる。
皇道禅
日中戦争では、禅僧が天皇は金輪聖王であるので、慈悲の戦争を行うことは自分と敵の双方に命を与えることと説かれた。澤木興道は1942年に「一切のものは、敵も味方もわが子（略）そのわが有の世界の中で、秩序を乱すものを征伐するのがすなわち正義の戦である。ここに殺しても、殺さんでも不殺生戒。この不殺生戒は剣を揮う。この不殺生戒は爆弾を投げる」と述べており、リフトンはこのような慈悲殺人はオウムのポアに近いと指摘する。
皇道禅を実践した軍人杉本五郎は「宇宙悉く天皇の顕現にして（略）天皇の御前には自己は無なり。（略）唯々身心を捨て果てて、更に何物も望むことなく、只管に天皇に帰一せよ。（略）誠に至正至純は、宇宙の大と無限の慈とを兼ねたる宇宙最高の大道なり（略）皇国の戦争は聖戦なり、神戦なり、大慈悲行なり」と綴ったが、リフトンは「天皇」を「麻原」に置き換えればオウム信者にも当てはまるとし、こうした極端な精神主義は毛沢東や中国共産党員にも見られると指摘している。
杉本五郎の参禅の師で、臨済宗仏通寺派管長の山崎益州は、日本は神国で世界の本家で、天皇は宇宙の唯一神、最高の真理具現者であるとし、「支那人を自覚させるには、今度の戦争で苦難を骨身に徹せしめて置くことが肝要」と述べている。

## 日本の新宗教・諸思想との関係

### 阿含宗との関係
麻原はオウム真理教を創設する以前、仏教・密教系の新宗教の阿含宗に入信していた。1980年7月、麻原は自分が経営する漢方薬局亜細亜堂での保険料の不正請求が発覚、670万円の返還を要求されて亜細亜堂を閉鎖し、その直後1980年8月に阿含宗に入信した。当時、麻原は、宗教団体GLAの高橋信次の全集を読み、また長兄の影響で創価学会や阿含宗の著作にのめり込んでいた。
阿含宗の教祖桐山靖雄は、クンダリニーを覚醒させ即身成仏したとし、また意志すれば着火できるとも主張し、信者には千座行によってカルマから解放され、クンダリニー・ヨーガによってチャクラを覚醒し超人になることを、大脳生理学や深層心理学等も借用して説き、1970年代のオカルティズムと超能力の国際的ブームに乗って若者に影響を与えた。阿含宗の前身の観音慈恵会では、因縁を変えて幸福になることが「因縁解脱」とされ、准胝観音の力を頼み、真言、陀羅尼を千日間唱える供養行を行う（千座行）。特に悩み事がある場合は「お伺い書」を出して、教祖桐山靖雄に面会し、桐山はお伺い書を透視し（因縁透視）、「御霊示」を示す。『幸福への原理』（1957）では、我や欲を捨て、人を助け、功徳を人に施すことで宇宙の生命力と一体化し、観音エネルギーを充実させることが可能で、法華経での一念三千と説く。1970年代になると、『変身の原理－密教・その持つ秘密神通の力』（1971）や『密教・超能力の秘密』（1972）で、瞑想による密教・ヨーガ的な身体修行、クンダリニーヨーガ、そして大脳生理学など「新しいサイエンス」と融合した技術によって、超能力を得て超人、ホモ・エクセレンスに変身できると説いた。桐山は「科学と技術はヒトの力を無限に拡大したが、同時に、ヒトの殺戮と搾取と憎悪と闘争をも無限に増大させた。このままでは、まもなくホモサピエンスは絶滅する」といい、ヒトを改造して古い社会体系を解体させる技術によって新しい文明を作ろう、「この革命だけが全人類を破滅から救う」と説いた。その後大乗仏教を批判し、原始仏教の阿含経を重んじるようになり、1978年に阿含宗を立宗した。桐山は1974年にヨギ・バジアン（Yogi Bhajan）のアメリカ大会に出席したり、コロラド州のナローパ大学にチョギャム・リンポチェを訪問したり、1980年11月に来日中のダライラマが東京道場に来山、その写真をパンフレットなどで華々しく掲載した。1983年8月、ニンマ派ミンリン・ティチン・リンポチェによる戴冠式で桐山は僧位を授受した。1983年に桐山はクンダリニーヨーガのチャクラ説を初めて日本に紹介して日本の密教ブームを引き起こしたのは自分だと自負した。毎年二月の「阿含の星まつり」に参加する信徒数は、1977年に5000人だったのが年々増大し、1983年には50万人と百倍になり、この急激な成長期に麻原は入信していた。麻原は入信動機として「密教・超能力の秘密」他の本を読んでと書いていた。
阿含宗内で麻原を囲むグループは、ヨガ修行を熱心に修行しており際立っていたという。朝日新聞1995年5月16日は、麻原は毎月例祭には顔を出し、本部道場へよく奉仕に来るような熱心で若い阿含宗のリーダー的存在だったと報じ、週刊朝日1995年4月7日号は84年秋に麻原は三人の阿含宗信者とともに脱会したと報じたが、桐山はこれらの報道は間違いという。他方、読売新聞1995年5月17日夕刊は、麻原は当時ほとんど姿を見せず、在籍も3か月ほどで、まともな修行はしていないし、教団運営のノウハウを知るのが目的かと報道したが、桐山はこれが真実に近いという。
阿含宗で高いレベルの瞑想法を実践できなかったことに不満を抱いていた麻原は、佐保田鶴治が訳したヨーガ・スートラを独学した。佐保田の『ヨーガ根本教典』は、阿含宗の関連企業の平河出版社から出版されており、桐山は著作で「ヨーガによるヒトの改造」を論じる際に佐保田の著作を長文引用している。麻原はヨーガ学派・サーンキヤ学派の用語を多用して、真我 （アートマン）は現象界のグナの干渉でニルヴァーナから落下して苦の世界が生じたとし、これを修行によって真我に復帰することを目指した。
阿含宗からは仏教・密教以外にも、用語、ヨーガ、超能力、終末観などに関しても麻原は影響を受けたが、オウムでは終末を回避不能とするなど阿含宗とは教義上の違いがある。独立後の麻原は桐山よりもヨーガを重視しヨーガの主神シヴァを本尊とし、ヨーガと仏教を結びつけ、超能力を追求した。
麻原への阿含宗の影響は濃厚であり、1986年の「超能力秘密の開発法」でも、阿含宗は「システム、創始者の法力は我が国で一番優れている」と称賛し、毎日の修行、入会のしやすさ、マスコミの利用、宗教の研究、創始者の念力などがその優れている理由とした。一方、麻原は阿含宗が千座行で毎日金を寄付させるのを後に批判している。
また、オウム信者には元阿含宗信者が多く、林郁夫、早川紀代秀、岡﨑一明、新実智光、井上嘉浩らの教団幹部や高橋克也のほか、オウムの教義や修行法を作ったのも翻訳研究班に所属する元阿含宗信者だった。1990年の石垣島セミナーの参加者500人のうち二百数十人が阿含宗元信者だった。阿含宗の教祖桐山靖雄は、信者がオウムに流れていることに対して「あの若造め生意気な」と激怒していた。阿含宗からオウムに移った元信者は、阿含宗では修行を6年10年以上続けないと解脱できないとされていたが、オウムでは解脱がもっと身近だったところが魅力だったという。12年間信仰した後阿含宗を脱会した廣野隆憲は、阿含宗ではヨーガや行法の伝授は限られており、桐山が求聞持聡明法を修得したのか、またそれを伝授する意思があったのか疑っている。
麻原脱会後も桐山は、ニンマ派、シャム派、サキャ・ツァル派、カギュ派等から僧位や称号を授受しており、サリン事件後の95年、桐山は「私は、日本人として、ただ一人の、チベット仏教の法を伝える大阿闍梨なのである」とグルとしての正当性を主張した。

### 日本の終末預言宗教（大本・真光系・阿含宗）
終末預言宗教では、現状に絶望し、来るべき世界への期待を高め、破局を救済の絶対的契機として待望しながら、一方で破局を回避することで救済への期待が抱き続けられる。日本における終末預言宗教の源流はミロク信仰であり、釈尊入滅から 56億7千万年後、この世に下生し衆生を救済する弥勒（マイトレーヤ）への信仰は末法思想と共に受容されてきた。
以下では、日本の終末預言宗教である大本、真光系教団・阿含宗とオウム真理教を比較する。4つの教団に共通するのは、近代の物質文明に侵された人類が自己中心的物質中心的な欲望に侵されたために破滅を迎えようとしているとする、反近代・反物質主義・反科学主義である。
オウム真理教が特異なのは「終末の回避」に関しての教義であり、大本、真光系、阿含宗は終末と破局に対して個人の救済に振り替える。一方、オウム真理教の場合は、終末の回避は不可能であることを前提として、解脱や悟りが中心的救済になって終末を待望することに偏し、最終的に国家や社会との全面対決を自ら求めていった。
|            | 大本 | 真光系 | 阿含宗 | オウム真理教                                                              |
| ---------- | --- | --- | --- | ------------------------------------------------------------------------- |
| 理想の世界 | 西欧文明によって破壊的な文化接触が起こる以前のミロクの世。日本のミロク信仰を受け継ぐ。                       | 霊主を中心として高度な科学を駆使する無対立・無私の地上天国。五六七の世                                                                       | 旧人類が持たない特別能力を持った新人類のホモ・エクセレンスが誕生し、宗教と科学が融合する。                                     | 科学文明を駆逐した、超人類・神人類による精神世界                          |
| 悪         | 国家権力は悪魔の大自在天、財力とマスメディアと軍で攻めてくる。                                               | 審判は霊主文明を失った人類の霊の集合的な曇りである霊障によってもたらされる。                                                                 | 人類自身が原因で、破滅のカルマによって世界は破滅する。                                                                         | ユダヤ人（ユダヤ陰謀論）、フリーメイソン、米国                            |
| 予言       | 日清戦争や第一次世界大戦等、ミロクの降臨を予言                                                               | 岡田光玉は昭和37年に火の洗礼の神の裁きが下されると予言。後継教団は、天変地異が多発し、20紀末か21世紀初頭に核戦争などの究極的な審判を受ける。 | ノストラダムスの大予言による1999年の地球壊滅の危機は仏陀の教えにより救済されると説き、世界の原発が破壊される予言小説を書いた。 | 予言の回数と詳細さ、具体性、リアリティは特異で、予言的中率は95%と称した。 |
| 超越者     | 日本の正統神・艮の金神が現われ、世を立直す。                                                                 | 岡田光玉は昭和37年に、天地創造神から火の洗礼の神の裁きが下されるという「今世警示」を示した。                                                 | 超越者は存在せず、解脱者や超能力者が救済（個人主義）                                                                           | 超越者は存在せず、解脱者や超能力者が救済（個人主義）                      |
| 救済者     | 出口王仁三郎は弥勒が彼に下生すると宣言                                                                       | 超越者が存在するため預言者岡田に救済者の自覚はない。                                                                                         | 究極の成仏法が終末時に現れるとするが、 桐山個人の救済者自覚はない。                                                            | 麻原はキリストとなり、弥勒となり、永遠の絶対的救済者になる。              |
| 終末の回避 | 終末の大難を人間が防げる飢饉、病気、戦争などに振り替え、応身弥勒の絶対的救済力に帰依し精神界の立替えを行う。 | 手かざしによる浄霊によって人類を浄化し、火の洗礼を乗り越えた真のタネビトを一人でも多く用意する。                                             | 多くの人々と共に自分の世界の滅亡のカルマを断ち、物質のカルマを動かす。                                                         | 回避不能。解脱や悟りが中心的救済になって終末待望に偏した。                |

### その他日本の思想
中沢新一は、麻原による米国を敵視しての世界最終戦争は、石原莞爾や北一輝の思想と酷似していると言う。石原莞爾は1940年に『世界最終戦論』を発表している。
1932年にテロを起こした法華信仰の血盟団事件との類似性も指摘されている。元幹部新実智光は法廷で「最大多数の最大幸福のために殺す」「（オウム）事件は大いなる菩薩の所業である」「一殺多生を肯定した」と述べ、元幹部早川紀代秀も「慈悲殺人」と意味づけた。新実が述べた「一殺多生」は血盟団の言葉であり、血盟団の井上日召は銃撃を「大慈悲心」、血盟団員の小沼日正は「殺人は如来の方便」、血盟団員の古内日栄は自分の行為を「菩薩行」と位置づけた。日召、日正、日栄はホーリーネームだったとも言える。
宗教学者川村邦光は、法華宗系の国柱会を創設した田中智学の「一切すべて侵略的理想に行動せよ」「法華経は剣也」という発言をオウムを論ずる中で参照する。
日本儒教とオウムとの共通性も指摘されている。哲学者中村雄二郎はオウム信者が教祖の言動を絶対視し、さらに明らかな嘘を教団幹部たちが知らないふりをしていたことの背景に日本儒教における「誠の倫理」の極限を見る。1995年4月にオウムによるサリン製造がほぼ確実になった時に幹部の村井はこれを否定したが、あるテレビの司会者は「村井さんの目は澄んでいた」ので「嘘ではあるまい」と発言した。このように「目が澄んでいる」ことを潔白の根拠とする伝統が日本にはあるが、村井は虚偽の証言をしたのであり、「誠の倫理」の極限には、誠のための嘘をつくことや殺人もあると中村はいう。日本儒教は当初五経が中心だったが、のち四書となり、さらに伊藤仁斎に至って『論語』『孟子』に絞られ、「忠と信」が根本に置かれ、懐徳堂では「誠主義」の教えとなった。山鹿素行は「誠」を「已むことを得ざるの自然」とし、「自らを欺かぬ」ことを重視した。西田幾多郎も『善の研究』で「至誠」を重視した。相良亨はこうした「誠」「誠実」「誠心誠意」には、真の他者性が自覚されておらず、克服されなければならないとする。このように日本儒教では「誠実」が極端な形となり、「自分自身を誤魔化さない」という神秘的な目標となり、嘘をつくことや殺人さえ厭わないような絶対化された道徳的一貫性が要求されるようになったとされるが、リフトンはこの意味で、麻原もヒトラーも同様に誠実ということになる、と述べている。
連合赤軍による山岳ベース事件ではメンバー12人がリンチ殺害されたが、その殺害の過程においては、革命的批判と自己批判、毛沢東主義やフェミニズムによる思想改造が混ざった「共産主義化」が目指された。指導者の森恒夫は麻原に似て言い繕う技能に長けており、リンチで死亡した被害者は共産主義化を達成するほど強くなかったために敗北と死を選んだと解釈し、殺害を被害者の責任にした。

## 他の類似宗教・思想との比較

### ヒンドゥー教・シヴァ教との関係
麻原が施したシャクティーパットは、元来、ヒンドゥー教の儀礼であった。ヒンドゥー教シヴァ派においてシャクティーパットは、シヴァ神の恩寵を伝え、束縛を断ち、弟子の死後の救済を保証する儀礼である。麻原のシャクティーパットは、グルの霊力を信者に注入し、信者の悪いカルマを吸い取るという特徴を持っていたが、シヴァ派ではカルマは個人的なもので、他人が肩代わりすることはない。ヒンドゥー教では、 弟子の潜在力を目覚めさせるのを師が手助けするだけのことだったものが、オウム真理教においては、「尊師」の個人的な霊的エネルギーが注入されたり、「イニシエイション」においては血液やLSDなどの直接に物質が注入され、師の一方的な恩恵に変質した。

### アメリカの宗教諸派
宗教学者の佐伯真光は、超越瞑想（TM）、ラジニーシ（オショー＝ラジニーシ運動）、ハレー・クリシュナ教（クリシュナ意識国際協会）、グル・マハラージュ教（ニサルガダッタ・マハラジ）、アーナンダ・マールガ教、ラーマクリシュナ・ミッション、ヴェーダーンタ協会などもインドからアメリカに伝わり、オウムもアメリカの新興宗教の延長線上にあるとし、これらの教団は宣伝にテレビを使ったものが多いとも指摘する。

#### ラジニーシ（Osho）
インドに生まれたラジニーシは、人間の人生の目的は、自己が宇宙と分離していない「光明」の獲得（悟り）であり、それを阻害するのが「虚偽の実在」である自我（エゴ）であるとする。ラジニーシは、学校教育は人間を鋳型にはめ込むものであり、また従来の組織宗教もスピリチャルな成長を阻害し、性的エネルギーをタブー視して、宗教的エッセンスを見失わせたと非難する。ラジニーシは、弟子に「自我の明け渡し（サレンダー、surrender）」を求め、道場（アシュラム）でのグループセラピーでは全裸になることが求められ、また他の参加者への暴行が許容されることもあり、タントラ・グループではセラピーの他の参加者（異性）とセックスすることが求められたため、数日間のセラピーで複数の相手とセックスすることもありふれていたという。ラジニーシは、1970年代にはイニシエーションを授け弟子を取るようになり、サンスクリット語の名前を与え、72年にはバグワン・シュリ・ラジニーシと名乗るようになり、約20年前の1953年に深遠な「無」を体験し、光明を得た（悟りを開いた）マスターとなったことを語った。1981年になると本拠地をインドからアメリカに移し、組織運営の実権は秘書のシーラに委ねられ、オレゴン州に土地を購入し、ラジニーシプーラム市を建設した。ラジニーシ教団は、組織宗教として制度化を進め、「永住者」は全財産の寄付を求められ、「長期滞在者」は金銭を支払い、仕事の奉仕を信仰（worship）として行った。教団は地元住民のいたアンテロープ町を実質的に乗っ取ったため、地域住民との摩擦を強めた。1985年のFBIによる捜査で、シーラ等幹部によるラジニーシへの盗聴、資産5500万ドルの横領、ラジニーシの主治医へのヒ素による殺人未遂、近隣レストランでのサルモネラ菌混入とそれによる住民約750名の食中毒、コミューンに不利な裁判記録を隠蔽するための公共施設への放火などを起こしていたことが発覚し、シーラらは逮捕され、収監された。ラジニーシも逮捕され、司法取引として、告訴されていた34の罪状のうち2つを認め、今後5年間アメリカに入国しないことを条件に釈放され、ラジニーシプーラムは崩壊した。ラジニーシは日本語の和尚から取ってOshoと改名し、教団の脱制度化を進めた。
ラジニーシは、核戦争による世界滅亡も説き、ラジニーシプーラムでは瞑想コース、カセット、本などの教材、修行の各コースが高額で販売された。ラジニーシは、セックスを通じて超意識へ至る道を説いたことなどから、マスコミでは「セックスグル」とも言われ、購入したロールスロイスが90台以上であったことなどから、「金持ちグル」とも言われた。
麻原はラジニーシに一定の影響を受けていたと見られる。ラジニーシとオウムの共通性としてはホーリーネーム（教団内での名前）、服装、出版物、説法などがあり、ラジニーシは麻原にとっての宗教家のモデルになっていると指摘された。ラジニーシコミューンでも、ニューエイジのオーラを帯びたホーリーネームによって信者らは世俗生活から切り離された自己を獲得したとリフトンは指摘する。また、麻原が施したシャクティーパットは、ラジニーシも施していた。

#### チャールズ・マンソン
ヒッピーのチャールズ・マンソンは、サイエントロジーの分派「最後の審判プロセス教会（Process Church of the Final Judgment）」を拠り所としており、この教会はヒトラーを崇拝し、最後の審判において自分たちが選民として役割を果たすと信じた。マンソンは、交流分析や、火星人の教育を受けた主人公が新宗教を開くが地球人に殺されるという筋のハインラインによるSF小説『異星の客』に影響を受けたほか、カルマ理論やヒンドゥー教の左道タントラに訴え、「死は変化に過ぎない」「魂や霊は死ねない」「善も悪も存在しない」と語った。マンソンは黒人が白人を虐殺し、全滅させるという最終人種戦争を確信しており、ビートルズの『ホワイト・アルバム』の曲にハルマゲドンによる革命と救世主マンソンが表されていると解釈した。マンソンのコミューンは、LSDを使用した性的なエクスタシーと神秘体験に耽った果てに、金銭問題や信者らの緊張関係、警察からの圧力によって妄想が過激化し、9人を殺害した。殺害されたシャロン・テート宅の壁には黒人の隠語を書いて、黒人の仕業を偽装することでこの事件から人種戦争が始まるとマンソンらは信じていた。

#### 人民寺院
人民寺院の創始者ジム・ジョーンズは社会主義を神格化し、社会主義の神になると説いた。ジョーンズはマルクス、、スターリン、ヒトラー、ガンジー、キング牧師、エンカウンターグループなどから影響を受け、「使徒的社会主義」を主張したが、リフトンはこれを「ペンテコステ派毛沢東主義」と評する。麻原と共通して社会への怒りを保ち続けたジョーンズは自らを「革命たるキリスト」とし、人種差別と戦うと主張した。説教者だったジョーンズは、心霊治療を行なったが、動物の内臓を自分が患者から取り出した癌だと偽るなど詐欺師としての才能もあった。
教団を立ち上げて5年経つとジョーンズは、周囲に敵がいると思い込むようになり、窓ガラスを自分で割って外部から攻撃されたと言ったり、養子の誘拐などを自作自演するようになった。ジョーンズは不安や葛藤が大きくなるにつれ、傲岸不遜になり、誇大妄想を強め、カーター大統領への手紙では、敵がワシントンの橋を爆破するとか水道に毒を入れると主張し、さらに信者への罵倒や体罰を加え、脱会者や違反者には偽の医療によって薬物を投与した。信者への懲罰としてはボクシングを血反吐を吐くまでさせたり、「教育棒」による投打、高さ縦横幅9フィート（274cm）の箱への監禁、神経遮断薬ソラジンや麻薬性鎮痛剤デメロールの投与など、オウムの独房監禁や薬物投与に類似行為を行なった。また、ジョーンズは、女性信者への妊娠を約束する宣誓供述書に女性信者の夫の信者に署名させた後に性交したり、一日16人の信者との性交を豪語するなど、麻原同様、性的に乱脈だった。
1973年に8人の脱会信者が教団内での差別や性的放縦を告発すると、ジョーンズは集団自殺を検討するようになった。ジョーンズは米国財務省、FBI、マスコミ、脱会者、信者の家族、内部の不忠を恐れ、自分を困らせる信者に対して「私を殺そうとしている」と責めた。ジョーンズは米国を反キリストと見做し、核戦争によるホロコーストは米国の全ての命の完全な絶滅をもたらす浄化とされ、絶滅後は社会主義の中国が美しい洞窟から蘇ると述べた。また、ジョーンズは信者に「革命の大義を促進するならば、自分の膣、陰茎、肛門を差し出す必要がある。もしできなければ献身的な共産主義者とはいえない」として女性・男性問わず信者と性的関係を持った。一方、ジョーンズは「宇宙に愛すべきものがあるとは信じない」と絶望していた。やがてジョーンズは死をもって世界の非人間性に抗議するとして、ブラックパンサー党のヒューイ・P・ニュートンが用いた用語の「革命的自決」を説くようになった。ジョーンズはマサダで集団自決したユダヤ人熱心党、ワルシャワ・ゲットー蜂起、ロシア革命や中国革命、公民権運動などでの英雄たちの殉死と教団の自殺計画を同一視するようになり、自分は信者たちを刑務所や強制収容所から救い、そして核戦争から救うために生きてきたと語り、信者たちは「神の選民、前衛、革命の前線」であると説いた。
1978年11月17日、ガイアナにある人民寺院コミューンのジョーンズタウンに人権侵害調査に入った連邦下院議員レオ・ライアンら5人が教団によって殺害され、翌日の11月18日ジョーンズタウンの信者913人（うち子供260人）、及び近郊のジョージタウンで4人がシアン化物を混ぜたジュースを飲み集団自殺を行なった。中にはシアン化物を注射されたものもおり、毒の服用に抵抗したともされる。ジョーンズは「これは自殺ではない、世界の非人間性に抗議する革命的自決である」と集団自決直前の演説でも述べた。
リフトンは、ジョーンズの「革命的自決」は殺害を癒しや贖いにするような神学とした点で、麻原の「ポア」と方向は違うが類似しており、また、人民寺院と異なる所も多いが、オウムもまた集団自殺的であったとし、オウムと人民寺院には恐ろしいほどの共通性があると指摘する。

#### キリスト教根本主義
越智道雄は、キリスト教根本主義(ファンダメンタリズム(原理主義))のハルマゲドン思想とオウムを比較する。
南部バプテスト連盟のテレビ伝道師ビリー・グラハムは1970年に「世界は急速にハルマゲドンに向かっています」「現世代の若者たちはたぶん人類の最後の世代になるでしょう」と説いた 。
天啓史観 (ディスペンセーション主義)の作家ハル・リンゼイは、ユダヤ人国家イスラエルが成立したことで、聖書の預言が実現に向かう秒読み段階に入った、最後の日々が迫ると全世界の目は中東イスラエルに注がれるとした。リンゼイによれば、ハルマゲドンでは、ソ連・東欧連合軍、アラブ・アフリカ連合軍、中国・アジア連合軍、反キリストが率いるEC連合軍が逐次イスラエルのハル・メギドへ侵入、核兵器で壊滅後、ユダヤ人の生き残った3分の1はキリスト教に改宗する。メシア・イエスは先制攻撃を加えられるが、メギドの谷間で大軍を打ち平げる。世界の主要都市は消滅し、世界総人口の三分の一が抹殺された後、イエスは自分に忠実だった者たちを助けて人類を全滅から救済すると説いた。また、リンゼイは、ヨハネの黙示録第9章での「サソリの尾を持つイナゴ」とは、神経麻痺ガスを噴射するコブラヘリコプターのことだと解釈する。
南部バプテスト連盟牧師でテレビ伝道師ジェリー・ファルエルも1984年の説教で、4000万人の反キリスト軍が中東へ侵攻し、ユダヤ神殿に偶像を建設し、ハルマゲドンのホロコーストが起きるが、神はユダヤ人を滅ぼさず、主イエスは敵の残党をすべて殺し尽くすと説いた。
ロナルド・レーガンはカリフォルニア州知事時代にハルマゲドン説を信奉し、先に述べたテレビ伝道師ビリー・グラハムに州議会での演説を依頼し、グラハムは共産主義に対抗できるのは神の計画だけで、メシアの到来を説いた。レーガンはハル・リンゼイの著作も読み、リビアの共産主義化（カダフィによる革命）はハルマゲドン（最終戦争）が遠くない証拠であり、さらにエゼキエル書での神に逆らう者たちに降り注ぐ火と硫黄は核兵器のことで、ソ連は闇の勢力ゴグだと語った。核兵器の発射コードを知る大統領に就任後の1983年にレーガンは、ソ連は「悪の帝国」で、「現世代はハルマゲドンを現実に目撃することになる」と語った。

#### ブランチ・ダビディアン、ほか
ブランチ・ダビディアンは最終戦争で信者だけが生き残るとして武装化を進めるなか大量の銃器を不正に入手したとして1993年2月28日に強制捜査が行われ、教団との銃撃戦となり警察4人、信者6人の犠牲がでた。さらに籠城した教団に対して4月19日に司法当局は強行突入を決行するが、教団は放火し81名が焼死した。麻原はブランチ・ダビディアンの次にオウムがユダヤ・フリーメーソンに襲撃されると述べており、ブランチ・ダビディア事件を強く意識していることがうかがえ、この1993年には兵器開発が強化された時期に当たる。
UFOを信じ、グルイズムを形成したヘヴンズ・ゲートは、1997年3月に信者39人が集団自殺をしており、オウムと比較されている。
168人が犠牲となったオクラホマシティ連邦政府ビル爆破事件の犯人ティモシー・マクベイは白人至上主義作家のウィリアム・ルーサー・ピアースの小説「ターナー日記」に影響を受けた。「ターナー日記」ではペンタゴンに小型核爆弾を投下することで白人革命を成就することが描写され、ユダヤ人、黒人、白人の裏切り者が抹殺される。リフトンはこのターナー日記とオウム、ヒトラーを比較している。

### その他
ナチズム
大田俊寛によれば、オウムはナチズムと構造的に類似している。ナチズムではゲルマン民族が「神聖民族」であり、それ以外は下等種族で、特にユダヤ人は排除される。ヒトラーは、人間の運命は神に進化するか動物に堕ちるという二元論で思考していた。オウム真理教は信者を「超人類」に進化させて「神仙民族」をつくり出し、「シャンバラ」や「真理国」を創建するという野望を持ち、そのためにも「畜群粛清」つまり動物に堕ちるしかない魂の抹殺（ポア）が必要とされた。オウムはナチスが発明したサリンを用いた。
ロシア・マルクス主義
中沢新一は、ロシアはスピリチュアル・霊的なものが強く、ロシア革命以前に多数いたオウムのような宗教集団がソ連崩壊で一気に蘇ったという。ロシア型マルクス主義にはオウムに相通じる要素があり、マルクス主義では資本家と労働者が二元論的な戦いを想定、オウムはアメリカ文化にアジア型霊性主義を対置する。
また、中沢によれば1980年代の日本では「霊的ボルシェビキ」（武田崇元による造語、霊的革命が唱えられていたという。
千年王国運動
11世紀 - 16世紀に貧困層で繁栄した千年王国運動（ミレニアム）では、ユダヤ人、聖職者、富裕層などの邪悪な者が根絶された後に、苦しみも罪もない聖人（貧者）の王国が設立されるとされた。自由心霊派兄弟団（Brethren of the Free Spirit）は無制限な自由を肯定し、性交だけでなく乱交や強姦も人間の堕罪以前の無垢な状態として奨励され、詐欺、窃盗、強盗も肯定された。リフトンによれば、自由心霊派兄弟団はオウムに似ているが、世界の終わりをもたらすための組織的暴力には携わらなかった。
15世紀ボヘミアのタボル派はローマ教会を反キリストとして敵視し、全ての悪の根絶を説いて、30年の活動の間にオウム以上に多くの殺人を犯した。タボル派から派生したアダム派は、さらに強力に終末を強要し、聖戦と称し村に放火したり、住民を虐殺した。
イスラム原理主義
正木晃は、オウムとイスラム原理主義は聖典の解釈の仕方に共通性があるとする 。正木は、宗教における暴力の原因を貧困や格差などに求める意見が多いが、宗教に内在する論理や発想も原因となっており、それは聖典の解釈という形で顕在化するという。コーラン第9章5節には「多神教徒を見つけ次第殺してしまうが良い。ひっ捉え、追い込み、いたるところに伏兵を置いて待ち伏せよ。」とジハード（聖戦）を呼びかける文言があり、これは暴力の行使の奨励ではないが、宗教を平和主義とみなす日本にありがちな思い込みとは一線を画す 。IS（イスラム国）やボコ・ハラムはこの箇所を拡大解釈している 。
性と暴力という点についてイスラムには密教のような発想はないが、原理主義が実行する自爆テロにおいては天国の描写として、「ずらっと列になって臥床に身を、目涼しい美女を妻にいただく」（コーラン52章20節）「眼差しもしとやかな乙女ら、眼ぱっちりした美人揃いで、身体はまるで砂に隠れた卵さながら」（コーラン37章49節）などの文言がテロリストの募集にあたり利用された。

## 後継教団

### Aleph

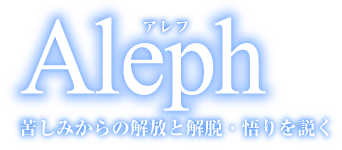
Alephのロゴ

2000年（平成12年）2月4日、教団は破産管財人からオウム真理教の名称の使用を禁止されたため、前年に出所した上祐史浩を代表として「オウム真理教」を母体とした宗教団体「アレフ（のちAleph）」へと名称変更した。同年7月、アレフは破産管財人の提案により、被害者への賠償に関する契約を締結したが、その支払いは遅々として進んでいない。2010年（平成22年）3月に公安調査庁は、サリン事件当時の記憶が薄い青年層の勧誘などについて警戒を強めている旨を発表した。
1995年から2009年までAleph幹部であった野田成人によれば、Alephには「サリン事件は国家権力・フリーメイソンのでっち上げ」という陰謀論や、「グルは必ず復活する、死刑が執行されても絶対死なない」と麻原の不死を信仰する者もいる。サリン事件への関与をオウムが正式に認めたのは1999年だが、信者は事件に関心もなく、出家信者は修行で高い世界に行けるという理由で、その問題を棚上げしている。近年の勧誘法は、SNSを含むヨガや仏教のダミーサークルを作って、そこで信頼関係を構築してから、その後でAlephということを明かす。そこで離れていく人もいるが、悪い教団と思っていたのにイメージと違うということで入って確かめようという人もいるという。
また、滝本太郎弁護士が担当した事例では、女子大学生が高校の先輩（信者）からヨガに誘われ、初めは自宅、次いで公民館でのヨガ教室に誘われ、そこでインストラクターから「筋が良い」「前世は修行者かも」と絶賛され、数カ月かけて信頼関係を築いた後で、アレフの道場に連れて行かれる。何気なく「書いておいてね」と書類に住所や名前を記入したが、これが入会届だった。この例についてアレフは「会員は信教の自由（憲法20条）を享受する日本国民として、それぞれの判断で自由な宗教活動を行うことが認められている」と述べるが、宗教学者の川島堅二は「だますような形で新たに信者を募るのは信教の自由の阻害だ」と指弾する。滝本弁護士は、アレフは呼吸法などによる神秘体験を麻原の力と刷り込み、信者をマインドコントロールするが、「修行が過激さを増すと、再び危険な活動へとエスカレートする恐れがある」と指摘する。
公安庁によると、麻原彰晃が警視庁に逮捕された1995年以降、次男松本璽暉を後継者として指名。璽暉と麻原彰晃の妻・松本知子が2014年ごろからアレフの意思決定に関与し、璽暉は遅くとも2017年ごろにはグルを自称し始めたとの見解を持ち祭祀も執り行っていたとしている。2人が住民登録を行っている埼玉県越谷市のマンション一室を活動拠点にしていると判断した。璽暉も松本知子も教団名簿に名前こそ載っていないが、近年のAlephの意思決定に彼が深く関わっているとされ、「オウム真理教の教義によれば、私が2代目の教祖になる」や「グルの意思というか、私の意思」と璽暉が話したとされる音声データがSNS上で公開されている。
公安調査庁の調べでは、2024年現在のAlephの信者数は1200人超えで、資産は約8億円。収入源は布施や信者から徴収した会費、セミナー参加費など。他に、不動産賃貸業などを営む複数関連法人を持ち、活発に経済活動を行っている。2020年以降は、公安庁に対し行っている収益事業に関する報告で一部を秘匿するなど、意図的な資産隠しを行っているとみられる。同時期には約10億円の被害者に対する賠償金の支払いを中断。これら一連の資産隠と賠償拒否は、次男・璽暉の意向が働いた疑いがもたれており、4月の捜索は「璽暉のAlephに対する影響力解明」も目的の一つと考えられている。
同じくオウム真理教の後継団体であるひかりの輪は、麻原に後継者とされた璽暉は絶対的な権力を有しており、以前から麻原の家族は正式には教団に在籍せず、教団を裏から支配してきた長い経緯があるとしている。

### ひかりの輪
2007年（平成19年）5月にはアーレフから上祐派の信者たちが脱会、新団体「ひかりの輪」を結成した。この団体は麻原の教えからの脱却を志向していると主張し、またオウム被害者支援機構との協定により被害者への賠償金支払いを行っている。しかし、公安調査庁『内外情勢の回顧と展望』2010年1月版では、その活動が麻原の修行に依拠していることが報告されている。その一方、東京地方裁判所は、麻原を批判する「ひかりの輪」については、「ひかりの輪とアレフの性格は相当に異なるものとなっている」「ひかりの輪とアレフは対立関係にあると評価することができる」と事実認定しており（観察処分取消訴訟における2017年9月25日の判決）、元公安調査官を含む有識者が構成する外部監査委員会も公安調査庁の見解を否定している。

### 山田らの集団
2014年（平成26年）から2015年（平成27年）頃、Aleph金沢支部の山田美砂子（ヴィサーカー師）を中心とした「山田らの集団」と呼ばれる分派が結成された。「山田らの集団」は公安調査庁の定めた便宜上の呼称であり、正式な団体名は不明。

### ケロヨンクラブ
「ケロヨンクラブ」は1995年（平成7年）のオウム事件後に結成された分派。代表の北澤優子が信者の死亡事件で有罪判決を受けた。

### 偽装脱会者
麻原の4女によると、偽装脱会者が「第二オウム」として陰謀論、占い、スピリチュアル、IT、福祉などを通じ陰の布教を図っているという。

## 影響

### 宗教法人法改正
オウム事件以前は宗教法人性善説が一般的で、警察も宗教団体が犯罪を起こすことはないという先入観があった。事件後の1995年12月、宗教法人法が改正された。改正に当たっては法律界で様々な論争が起こった。
宗教法人オウム真理教解散命令事件で最高裁は、オウムは宗教団体の目的を著しく逸脱したことが明らかで、教団への解散命令は必要かつ適切で、憲法20条1項に違背しないと判決した。

### ロシア
ロシアでは地下鉄サリン事件以後、「国家の安全及び社会秩序を乱す宗教団体」を禁止する内容の信仰自由法改正案が出された。ロシア正教会司祭で当時下院議員だったヤクーニンは、オウムが活躍した責任の一端は、ロシア正教が形骸化しており、魅力を失っていたことにもあると指摘する。1997年宗教法では、ロシア正教の役割が明確化され、またオウムの出家制度が念頭に置かれ、財産の教団への譲渡の強制などが禁止された。
ロシアでは、オウム真理教はテロ組織に認定された。
2018年5月1日、ロシアのオウム真理教の中心人物とされるミハイル・ウスチャンツェフが逮捕され、2020年には、テロ集団を組織した罪などで禁錮15年の判決が言い渡された。ウスチャンツェフは2012年から2016年に計8870万ルーブル（約1億2000万円）以上の資金を集め、日本の教団関係者に送っていた。

### 日本のヨガ業界
オウム事件以降、ヨガのイメージが悪くなり、他のヨガ教室でも廃業に追い込まれたところも多かった。日本のヨガ業界では、オウム事件のショックから、ヨガから宗教色を薄め、精神世界には立ち入らないようになったという。2000年代のスピリチュアルブームの中、ヨガが再注目され、宗教ヨガとは異なる、現代ヨガが広まった。2017年の調査では、日本のヨガ人口は月1回以上が590万人、年1回以上が770万人と推定されている。

### その他
事件から30年以上経った現在でも、オウム真理教は、道理に合わない狂信的な思想や宗教、あるいは自らの主義主張と相反する主義主張に対する例えやレッテルとしても（主に〇〇真理教といった形で）比喩的に用いられる。

## 関連作品
Category:オウム真理教事件を題材とした作品、Category:オウム真理教を題材とした作品も参照。
ノンフィクション・随筆
- 村上春樹『約束された場所で』 - オウム信者・元信者へのインタビュー作品。
- 藤原新也『黄泉の犬』文藝春秋、2006年10月30日。ISBN 4163685308。

映像作品
- 『A』（1998年）、『A2』（2001年） - 森達也によるドキュメンタリー映画シリーズ作品。
- 『虚像の神様 ～麻原法廷漫画～ 判決編』 - フジテレビ、2004年2月29日放送。取材・構成・原画：青沼陽一郎[907]
- 『未解決事件 File.02 実録・オウム真理教』 - 元幹部の男性や、1980年代に入信した古参信者で、教団元幹部の女性の証言を元に、主演・萩原聖人で、教団初期からのオウム真理教の内部をNHKがドキュメンタリードラマ化。NHK BSプレミアムで、2012年3月31日に放送された。NHKスペシャル『未解決事件』シリーズ、NHK総合テレビジョンにて2012年5月26日と5月27日に3部構成で放送。番組放送終了の翌月の菊地直子・高橋克也容疑者の逮捕を受けて2012年6月24日に再放送。また、NHK BSプレミアムで、2012年7月16日に3部構成にて同番組が放送された[908]。
- NHKスペシャル『オウム真理教　地下鉄サリン事件』2015年3月20日、NHK[909]
- ABEMAドキュメンタリー『地下鉄サリンから25年!オウム事件の真実』AbemaNews、テレビ朝日、2020年3月22日

モデルとした団体・組織が登場する映像作品
- 『地獄』 - 1999年の映画。オウム真理教をモデルにした新興宗教団体「宇宙真理教」が登場する。主人公である16歳の少女リカはその教団の信者であったが、ラストで他の信者達とともに脱会する。
- 『カナリア』 - 2004年の映画。
- 『愛のむきだし』 - 2009年の映画。
- 『輪るピングドラム』 - 2011年のテレビアニメ。

小説
- 帚木蓬生『沙林 偽りの王国』新潮社　2021年

モデルとした団体・組織が登場する小説
- 馳星周『煉獄の使徒』 - 新興宗教団体「真言の法」が登場する。
- 濱嘉之『カルマ真仙教事件』 - 新興宗教団体「カルマ真仙教」やその教祖「阿佐川光照」などが登場する。
- 福井晴敏『川の深さは』 - オウム真理教をモデルにしたと思わしき新興宗教団体「神泉教」が登場し、セムテックスを用いて東京都内で大規模な地下鉄爆破テロを行った。同作者の続編『Op.ローズダスト』にも、名前のみが登場している。

漫画
- 『MATSUMOTO』 - fr:Laurent-Frédéric Bollée（L.F. ボレ）による漫画。
- 『シェー教の崩壊』 - 赤塚不二夫による漫画。おそ松くんや天才バカボンなどの赤塚キャラオールスターが登場する。
- 『ナニワ金融道』 - 青木雄二による漫画。本教団名をパロディとしたカラス真理教が出てくる。

音楽
- 「F」 - 歌詞にポアが登場する。